# Basketball in Griechenland
Basketball in Griechenland gilt dort heute neben Fußball als beliebteste Sportart. Spätestens seit dem Gewinn der Basketball-Europameisterschaft im Jahre 1987 stieg in Griechenland die Beliebtheit des Basketballs deutlich, was sich bis in die Gegenwart auswirkt. Seitdem konnten griechische Mannschaften eine Reihe internationaler Erfolge erringen, die Griechenland mit Russland, Serbien, Spanien und Litauen in den Kreis der großen europäischen Basketballnationen aufsteigen ließen. Neben dem EM-Erfolg der griechischen Nationalmannschaft 1987 stechen dabei vor allem der EM-Sieg 2005 sowie die Silbermedaillen bei der Europameisterschaft 1989 und der Weltmeisterschaft 2006 hervor. Auf Vereinsebene konnten die griechischen Vereine, bei den diversen ausgetragenen Europapokal-Wettbewerben der FIBA sowie ULEB, bisher zahlreiche Titel erringen und gehört damit zu den erfolgreichsten Nationen Europas.

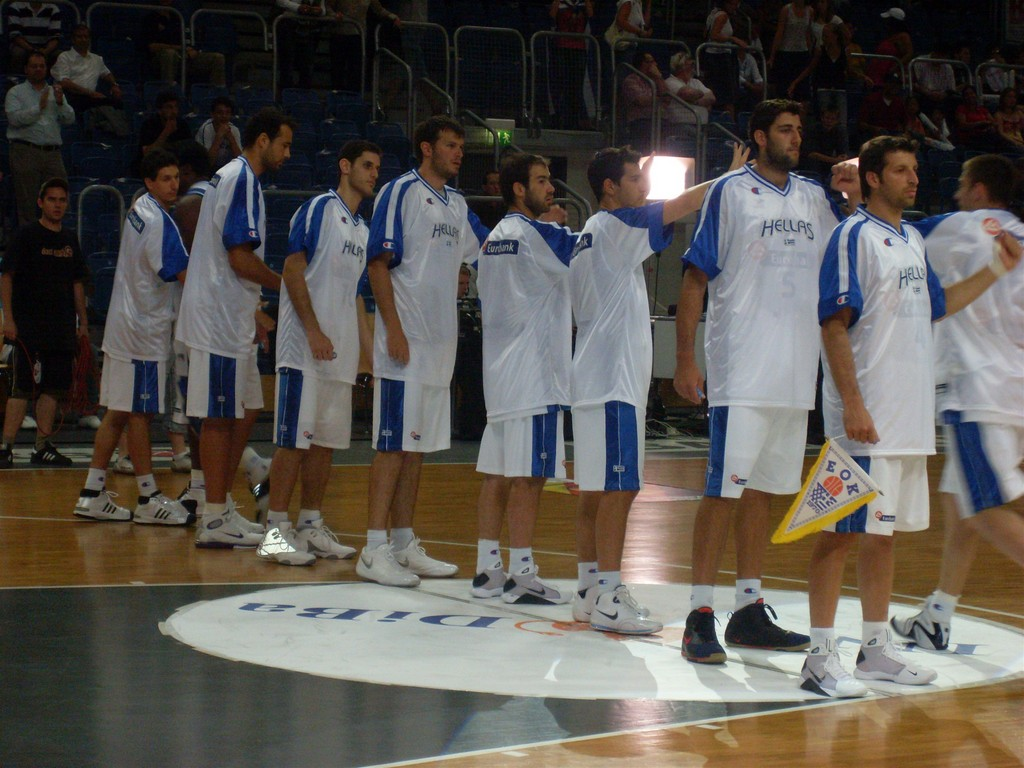
Griechische Nationalmannschaft im Sommer 2008

## Nationale Wettbewerbe

### Das griechische Ligasystem
Die Ligapyramide im griechischen Basketballsport der Männer besteht aus acht Ebenen. Die beiden höchsten Ebenen, die Basket League sowie die A2 Ethniki, haben den Status einer Profiliga und weisen jeweils einen eingleisigen Betrieb auf. Die drittklassige B Ethniki besitzt einen semi-professionellen Status. Zwischen 1986 und 2012 wurde die Meisterschaft der B Ethniki ebenfalls eingleisig ausgetragen. Seit Beginn der Saison 2012/2013 werden, wie zuvor schon zwischen 1973 und 1984, in einer Nord- bzw. Südgruppe zwei voneinander getrennte Meisterschaften ausgetragen. Alle darunterliegenden Ebenen haben Amateurstatus.
| 1 | Basket League 14 Mannschaften               | Basket League 14 Mannschaften               | Basket League 14 Mannschaften               | Basket League 14 Mannschaften               | Basket League 14 Mannschaften               | Basket League 14 Mannschaften               | Basket League 14 Mannschaften               | Basket League 14 Mannschaften               | Basket League 14 Mannschaften               | Basket League 14 Mannschaften               | Basket League 14 Mannschaften               | Basket League 14 Mannschaften               | Basket League 14 Mannschaften               | Basket League 14 Mannschaften               | Basket League 14 Mannschaften               | Basket League 14 Mannschaften               | Basket League 14 Mannschaften               | Basket League 14 Mannschaften               | Basket League 14 Mannschaften               | Basket League 14 Mannschaften               | Basket League 14 Mannschaften               | Basket League 14 Mannschaften               | Basket League 14 Mannschaften               | Basket League 14 Mannschaften               | Basket League 14 Mannschaften               | Basket League 14 Mannschaften               | Basket League 14 Mannschaften               | Basket League 14 Mannschaften               | Basket League 14 Mannschaften               | Basket League 14 Mannschaften               | Basket League 14 Mannschaften               | Basket League 14 Mannschaften               | Basket League 14 Mannschaften               | Basket League 14 Mannschaften               | Basket League 14 Mannschaften               | Basket League 14 Mannschaften               | Basket League 14 Mannschaften               | Basket League 14 Mannschaften               | Basket League 14 Mannschaften               | Basket League 14 Mannschaften               | Basket League 14 Mannschaften               | Basket League 14 Mannschaften               | Basket League 14 Mannschaften               | Basket League 14 Mannschaften               | Basket League 14 Mannschaften               | Basket League 14 Mannschaften               | Basket League 14 Mannschaften               | Basket League 14 Mannschaften               | Basket League 14 Mannschaften               | Basket League 14 Mannschaften               | Basket League 14 Mannschaften               | Basket League 14 Mannschaften               | Basket League 14 Mannschaften               | Basket League 14 Mannschaften               | Basket League 14 Mannschaften               | Basket League 14 Mannschaften               | Basket League 14 Mannschaften               | Basket League 14 Mannschaften               | Basket League 14 Mannschaften               | Basket League 14 Mannschaften               | Basket League 14 Mannschaften               | Basket League 14 Mannschaften               | Basket League 14 Mannschaften               | Basket League 14 Mannschaften               | Basket League 14 Mannschaften               | Basket League 14 Mannschaften               | Basket League 14 Mannschaften               | Basket League 14 Mannschaften               | Basket League 14 Mannschaften               | Basket League 14 Mannschaften               | Basket League 14 Mannschaften               | Basket League 14 Mannschaften               | Basket League 14 Mannschaften               | Basket League 14 Mannschaften               | Basket League 14 Mannschaften               | Basket League 14 Mannschaften               | Basket League 14 Mannschaften               | Basket League 14 Mannschaften               | Basket League 14 Mannschaften               | Basket League 14 Mannschaften               | Basket League 14 Mannschaften               | Basket League 14 Mannschaften               | Basket League 14 Mannschaften               | Basket League 14 Mannschaften               | Basket League 14 Mannschaften               | Basket League 14 Mannschaften               | Basket League 14 Mannschaften               | Basket League 14 Mannschaften               | Basket League 14 Mannschaften               | Basket League 14 Mannschaften               | Basket League 14 Mannschaften               | Basket League 14 Mannschaften               | Basket League 14 Mannschaften               | Basket League 14 Mannschaften               | Basket League 14 Mannschaften               | Basket League 14 Mannschaften               | Basket League 14 Mannschaften               | Basket League 14 Mannschaften               | Basket League 14 Mannschaften               | Basket League 14 Mannschaften               | Basket League 14 Mannschaften               | Basket League 14 Mannschaften               | Basket League 14 Mannschaften               | Basket League 14 Mannschaften               | Basket League 14 Mannschaften               | Basket League 14 Mannschaften               | Basket League 14 Mannschaften               | Basket League 14 Mannschaften               | Basket League 14 Mannschaften               | Basket League 14 Mannschaften               | Basket League 14 Mannschaften               | Basket League 14 Mannschaften               | Basket League 14 Mannschaften               | Basket League 14 Mannschaften               | Basket League 14 Mannschaften               | Basket League 14 Mannschaften               | Basket League 14 Mannschaften               | Basket League 14 Mannschaften               | Basket League 14 Mannschaften               | Basket League 14 Mannschaften               | Basket League 14 Mannschaften               | Basket League 14 Mannschaften               | Basket League 14 Mannschaften               | Basket League 14 Mannschaften               | Basket League 14 Mannschaften               | Basket League 14 Mannschaften               | Basket League 14 Mannschaften               | Basket League 14 Mannschaften               | Basket League 14 Mannschaften               | Basket League 14 Mannschaften               | Basket League 14 Mannschaften               | Basket League 14 Mannschaften               | Basket League 14 Mannschaften               | Basket League 14 Mannschaften               | Basket League 14 Mannschaften              | Basket League 14 Mannschaften              | Basket League 14 Mannschaften              | Basket League 14 Mannschaften              | Basket League 14 Mannschaften              | Basket League 14 Mannschaften              | Basket League 14 Mannschaften              | Basket League 14 Mannschaften              | Basket League 14 Mannschaften              | Basket League 14 Mannschaften              | Basket League 14 Mannschaften              | Basket League 14 Mannschaften              | Basket League 14 Mannschaften              | Basket League 14 Mannschaften              | Basket League 14 Mannschaften              | Basket League 14 Mannschaften              | Basket League 14 Mannschaften              | Basket League 14 Mannschaften              | Basket League 14 Mannschaften              | Basket League 14 Mannschaften              | Basket League 14 Mannschaften              | Basket League 14 Mannschaften              | Basket League 14 Mannschaften              | Basket League 14 Mannschaften              | Basket League 14 Mannschaften              | Basket League 14 Mannschaften              | Basket League 14 Mannschaften              | Basket League 14 Mannschaften              | Basket League 14 Mannschaften              | Basket League 14 Mannschaften              | Basket League 14 Mannschaften              | Basket League 14 Mannschaften              | Basket League 14 Mannschaften              | Basket League 14 Mannschaften              | Basket League 14 Mannschaften              | Basket League 14 Mannschaften              | Basket League 14 Mannschaften              | Basket League 14 Mannschaften              | Basket League 14 Mannschaften              | Basket League 14 Mannschaften              | Basket League 14 Mannschaften              | Basket League 14 Mannschaften              | Basket League 14 Mannschaften              | Basket League 14 Mannschaften              | Basket League 14 Mannschaften              | Basket League 14 Mannschaften              | Basket League 14 Mannschaften              | Basket League 14 Mannschaften              | Basket League 14 Mannschaften              | Basket League 14 Mannschaften              | Basket League 14 Mannschaften              | Basket League 14 Mannschaften              | Basket League 14 Mannschaften              | Basket League 14 Mannschaften              | Basket League 14 Mannschaften              | Basket League 14 Mannschaften              | Basket League 14 Mannschaften              | Basket League 14 Mannschaften              | Basket League 14 Mannschaften              | Basket League 14 Mannschaften              | Basket League 14 Mannschaften              | Basket League 14 Mannschaften              | Basket League 14 Mannschaften              | Basket League 14 Mannschaften              | Basket League 14 Mannschaften              | Basket League 14 Mannschaften              | Basket League 14 Mannschaften              | Basket League 14 Mannschaften              | Basket League 14 Mannschaften              | Basket League 14 Mannschaften              | Basket League 14 Mannschaften              | Basket League 14 Mannschaften              | Basket League 14 Mannschaften              | Basket League 14 Mannschaften              | Basket League 14 Mannschaften              | Basket League 14 Mannschaften              | Basket League 14 Mannschaften              | Basket League 14 Mannschaften              | Basket League 14 Mannschaften              | Basket League 14 Mannschaften              | Basket League 14 Mannschaften              | Basket League 14 Mannschaften              | Basket League 14 Mannschaften              | Basket League 14 Mannschaften              | Basket League 14 Mannschaften              | Basket League 14 Mannschaften              | Basket League 14 Mannschaften              | Basket League 14 Mannschaften              | Basket League 14 Mannschaften              | Basket League 14 Mannschaften              | Basket League 14 Mannschaften              | Basket League 14 Mannschaften              | Basket League 14 Mannschaften              | Basket League 14 Mannschaften              | Basket League 14 Mannschaften              | Basket League 14 Mannschaften              | Basket League 14 Mannschaften              | Basket League 14 Mannschaften              | Basket League 14 Mannschaften              | Basket League 14 Mannschaften              | Basket League 14 Mannschaften              | Basket League 14 Mannschaften              | Basket League 14 Mannschaften              | Basket League 14 Mannschaften              | Basket League 14 Mannschaften              | Basket League 14 Mannschaften              | Basket League 14 Mannschaften              | Basket League 14 Mannschaften              | Basket League 14 Mannschaften              | Basket League 14 Mannschaften              | Basket League 14 Mannschaften              | Basket League 14 Mannschaften              | Basket League 14 Mannschaften              | Basket League 14 Mannschaften              | Basket League 14 Mannschaften              | Basket League 14 Mannschaften              | Basket League 14 Mannschaften              | Basket League 14 Mannschaften              | Basket League 14 Mannschaften              | Basket League 14 Mannschaften              | Basket League 14 Mannschaften              | Basket League 14 Mannschaften              | Basket League 14 Mannschaften              | Basket League 14 Mannschaften              | Basket League 14 Mannschaften              | Basket League 14 Mannschaften              | Basket League 14 Mannschaften              | Basket League 14 Mannschaften              | Basket League 14 Mannschaften              | Basket League 14 Mannschaften              | Basket League 14 Mannschaften              | Basket League 14 Mannschaften              | Basket League 14 Mannschaften              | Basket League 14 Mannschaften              | Basket League 14 Mannschaften              | Basket League 14 Mannschaften              | Basket League 14 Mannschaften              | Basket League 14 Mannschaften              | Basket League 14 Mannschaften              | Basket League 14 Mannschaften              | Basket League 14 Mannschaften              | Basket League 14 Mannschaften              | Basket League 14 Mannschaften              | Basket League 14 Mannschaften              | Basket League 14 Mannschaften              | Basket League 14 Mannschaften              | Basket League 14 Mannschaften              | Basket League 14 Mannschaften              | Basket League 14 Mannschaften              | Basket League 14 Mannschaften              | Basket League 14 Mannschaften              | Basket League 14 Mannschaften              | Basket League 14 Mannschaften              | Basket League 14 Mannschaften              | Basket League 14 Mannschaften              | Basket League 14 Mannschaften              | Basket League 14 Mannschaften              | Basket League 14 Mannschaften              | Basket League 14 Mannschaften              | Basket League 14 Mannschaften              | Basket League 14 Mannschaften              | Basket League 14 Mannschaften              | Basket League 14 Mannschaften              | Basket League 14 Mannschaften              | Basket League 14 Mannschaften              | Basket League 14 Mannschaften              | Basket League 14 Mannschaften              | Basket League 14 Mannschaften              | Basket League 14 Mannschaften              | Basket League 14 Mannschaften              | Basket League 14 Mannschaften              | Basket League 14 Mannschaften              | Basket League 14 Mannschaften              | Basket League 14 Mannschaften              | Basket League 14 Mannschaften              | Basket League 14 Mannschaften              | Basket League 14 Mannschaften              | Basket League 14 Mannschaften              | Basket League 14 Mannschaften              | Basket League 14 Mannschaften              | Basket League 14 Mannschaften              | Basket League 14 Mannschaften              | Basket League 14 Mannschaften              | Basket League 14 Mannschaften              | Basket League 14 Mannschaften              | Basket League 14 Mannschaften              | Basket League 14 Mannschaften              | Basket League 14 Mannschaften              | Basket League 14 Mannschaften              | Basket League 14 Mannschaften              | Basket League 14 Mannschaften              | Basket League 14 Mannschaften              | Basket League 14 Mannschaften              | Basket League 14 Mannschaften              | Basket League 14 Mannschaften              | Basket League 14 Mannschaften              | Basket League 14 Mannschaften              | Basket League 14 Mannschaften              | Basket League 14 Mannschaften              | Basket League 14 Mannschaften              | Basket League 14 Mannschaften              | Basket League 14 Mannschaften              | Basket League 14 Mannschaften              | Basket League 14 Mannschaften              | Basket League 14 Mannschaften              | Basket League 14 Mannschaften              | Basket League 14 Mannschaften              | Basket League 14 Mannschaften              | Basket League 14 Mannschaften              | Basket League 14 Mannschaften              | Basket League 14 Mannschaften              | Basket League 14 Mannschaften              | Basket League 14 Mannschaften              | Basket League 14 Mannschaften              | Basket League 14 Mannschaften              | Basket League 14 Mannschaften              |                                            |                                            |                                            |                                            |                                            |                                            |                                            |                                            |
| 2 | A2 Ethniki 16 Mannschaften                  | A2 Ethniki 16 Mannschaften                  | A2 Ethniki 16 Mannschaften                  | A2 Ethniki 16 Mannschaften                  | A2 Ethniki 16 Mannschaften                  | A2 Ethniki 16 Mannschaften                  | A2 Ethniki 16 Mannschaften                  | A2 Ethniki 16 Mannschaften                  | A2 Ethniki 16 Mannschaften                  | A2 Ethniki 16 Mannschaften                  | A2 Ethniki 16 Mannschaften                  | A2 Ethniki 16 Mannschaften                  | A2 Ethniki 16 Mannschaften                  | A2 Ethniki 16 Mannschaften                  | A2 Ethniki 16 Mannschaften                  | A2 Ethniki 16 Mannschaften                  | A2 Ethniki 16 Mannschaften                  | A2 Ethniki 16 Mannschaften                  | A2 Ethniki 16 Mannschaften                  | A2 Ethniki 16 Mannschaften                  | A2 Ethniki 16 Mannschaften                  | A2 Ethniki 16 Mannschaften                  | A2 Ethniki 16 Mannschaften                  | A2 Ethniki 16 Mannschaften                  | A2 Ethniki 16 Mannschaften                  | A2 Ethniki 16 Mannschaften                  | A2 Ethniki 16 Mannschaften                  | A2 Ethniki 16 Mannschaften                  | A2 Ethniki 16 Mannschaften                  | A2 Ethniki 16 Mannschaften                  | A2 Ethniki 16 Mannschaften                  | A2 Ethniki 16 Mannschaften                  | A2 Ethniki 16 Mannschaften                  | A2 Ethniki 16 Mannschaften                  | A2 Ethniki 16 Mannschaften                  | A2 Ethniki 16 Mannschaften                  | A2 Ethniki 16 Mannschaften                  | A2 Ethniki 16 Mannschaften                  | A2 Ethniki 16 Mannschaften                  | A2 Ethniki 16 Mannschaften                  | A2 Ethniki 16 Mannschaften                  | A2 Ethniki 16 Mannschaften                  | A2 Ethniki 16 Mannschaften                  | A2 Ethniki 16 Mannschaften                  | A2 Ethniki 16 Mannschaften                  | A2 Ethniki 16 Mannschaften                  | A2 Ethniki 16 Mannschaften                  | A2 Ethniki 16 Mannschaften                  | A2 Ethniki 16 Mannschaften                  | A2 Ethniki 16 Mannschaften                  | A2 Ethniki 16 Mannschaften                  | A2 Ethniki 16 Mannschaften                  | A2 Ethniki 16 Mannschaften                  | A2 Ethniki 16 Mannschaften                  | A2 Ethniki 16 Mannschaften                  | A2 Ethniki 16 Mannschaften                  | A2 Ethniki 16 Mannschaften                  | A2 Ethniki 16 Mannschaften                  | A2 Ethniki 16 Mannschaften                  | A2 Ethniki 16 Mannschaften                  | A2 Ethniki 16 Mannschaften                  | A2 Ethniki 16 Mannschaften                  | A2 Ethniki 16 Mannschaften                  | A2 Ethniki 16 Mannschaften                  | A2 Ethniki 16 Mannschaften                  | A2 Ethniki 16 Mannschaften                  | A2 Ethniki 16 Mannschaften                  | A2 Ethniki 16 Mannschaften                  | A2 Ethniki 16 Mannschaften                  | A2 Ethniki 16 Mannschaften                  | A2 Ethniki 16 Mannschaften                  | A2 Ethniki 16 Mannschaften                  | A2 Ethniki 16 Mannschaften                  | A2 Ethniki 16 Mannschaften                  | A2 Ethniki 16 Mannschaften                  | A2 Ethniki 16 Mannschaften                  | A2 Ethniki 16 Mannschaften                  | A2 Ethniki 16 Mannschaften                  | A2 Ethniki 16 Mannschaften                  | A2 Ethniki 16 Mannschaften                  | A2 Ethniki 16 Mannschaften                  | A2 Ethniki 16 Mannschaften                  | A2 Ethniki 16 Mannschaften                  | A2 Ethniki 16 Mannschaften                  | A2 Ethniki 16 Mannschaften                  | A2 Ethniki 16 Mannschaften                  | A2 Ethniki 16 Mannschaften                  | A2 Ethniki 16 Mannschaften                  | A2 Ethniki 16 Mannschaften                  | A2 Ethniki 16 Mannschaften                  | A2 Ethniki 16 Mannschaften                  | A2 Ethniki 16 Mannschaften                  | A2 Ethniki 16 Mannschaften                  | A2 Ethniki 16 Mannschaften                  | A2 Ethniki 16 Mannschaften                  | A2 Ethniki 16 Mannschaften                  | A2 Ethniki 16 Mannschaften                  | A2 Ethniki 16 Mannschaften                  | A2 Ethniki 16 Mannschaften                  | A2 Ethniki 16 Mannschaften                  | A2 Ethniki 16 Mannschaften                  | A2 Ethniki 16 Mannschaften                  | A2 Ethniki 16 Mannschaften                  | A2 Ethniki 16 Mannschaften                  | A2 Ethniki 16 Mannschaften                  | A2 Ethniki 16 Mannschaften                  | A2 Ethniki 16 Mannschaften                  | A2 Ethniki 16 Mannschaften                  | A2 Ethniki 16 Mannschaften                  | A2 Ethniki 16 Mannschaften                  | A2 Ethniki 16 Mannschaften                  | A2 Ethniki 16 Mannschaften                  | A2 Ethniki 16 Mannschaften                  | A2 Ethniki 16 Mannschaften                  | A2 Ethniki 16 Mannschaften                  | A2 Ethniki 16 Mannschaften                  | A2 Ethniki 16 Mannschaften                  | A2 Ethniki 16 Mannschaften                  | A2 Ethniki 16 Mannschaften                  | A2 Ethniki 16 Mannschaften                  | A2 Ethniki 16 Mannschaften                  | A2 Ethniki 16 Mannschaften                  | A2 Ethniki 16 Mannschaften                  | A2 Ethniki 16 Mannschaften                  | A2 Ethniki 16 Mannschaften                  | A2 Ethniki 16 Mannschaften                  | A2 Ethniki 16 Mannschaften                  | A2 Ethniki 16 Mannschaften                  | A2 Ethniki 16 Mannschaften                  | A2 Ethniki 16 Mannschaften                  | A2 Ethniki 16 Mannschaften                  | A2 Ethniki 16 Mannschaften                  | A2 Ethniki 16 Mannschaften                  | A2 Ethniki 16 Mannschaften                  | A2 Ethniki 16 Mannschaften                 | A2 Ethniki 16 Mannschaften                 | A2 Ethniki 16 Mannschaften                 | A2 Ethniki 16 Mannschaften                 | A2 Ethniki 16 Mannschaften                 | A2 Ethniki 16 Mannschaften                 | A2 Ethniki 16 Mannschaften                 | A2 Ethniki 16 Mannschaften                 | A2 Ethniki 16 Mannschaften                 | A2 Ethniki 16 Mannschaften                 | A2 Ethniki 16 Mannschaften                 | A2 Ethniki 16 Mannschaften                 | A2 Ethniki 16 Mannschaften                 | A2 Ethniki 16 Mannschaften                 | A2 Ethniki 16 Mannschaften                 | A2 Ethniki 16 Mannschaften                 | A2 Ethniki 16 Mannschaften                 | A2 Ethniki 16 Mannschaften                 | A2 Ethniki 16 Mannschaften                 | A2 Ethniki 16 Mannschaften                 | A2 Ethniki 16 Mannschaften                 | A2 Ethniki 16 Mannschaften                 | A2 Ethniki 16 Mannschaften                 | A2 Ethniki 16 Mannschaften                 | A2 Ethniki 16 Mannschaften                 | A2 Ethniki 16 Mannschaften                 | A2 Ethniki 16 Mannschaften                 | A2 Ethniki 16 Mannschaften                 | A2 Ethniki 16 Mannschaften                 | A2 Ethniki 16 Mannschaften                 | A2 Ethniki 16 Mannschaften                 | A2 Ethniki 16 Mannschaften                 | A2 Ethniki 16 Mannschaften                 | A2 Ethniki 16 Mannschaften                 | A2 Ethniki 16 Mannschaften                 | A2 Ethniki 16 Mannschaften                 | A2 Ethniki 16 Mannschaften                 | A2 Ethniki 16 Mannschaften                 | A2 Ethniki 16 Mannschaften                 | A2 Ethniki 16 Mannschaften                 | A2 Ethniki 16 Mannschaften                 | A2 Ethniki 16 Mannschaften                 | A2 Ethniki 16 Mannschaften                 | A2 Ethniki 16 Mannschaften                 | A2 Ethniki 16 Mannschaften                 | A2 Ethniki 16 Mannschaften                 | A2 Ethniki 16 Mannschaften                 | A2 Ethniki 16 Mannschaften                 | A2 Ethniki 16 Mannschaften                 | A2 Ethniki 16 Mannschaften                 | A2 Ethniki 16 Mannschaften                 | A2 Ethniki 16 Mannschaften                 | A2 Ethniki 16 Mannschaften                 | A2 Ethniki 16 Mannschaften                 | A2 Ethniki 16 Mannschaften                 | A2 Ethniki 16 Mannschaften                 | A2 Ethniki 16 Mannschaften                 | A2 Ethniki 16 Mannschaften                 | A2 Ethniki 16 Mannschaften                 | A2 Ethniki 16 Mannschaften                 | A2 Ethniki 16 Mannschaften                 | A2 Ethniki 16 Mannschaften                 | A2 Ethniki 16 Mannschaften                 | A2 Ethniki 16 Mannschaften                 | A2 Ethniki 16 Mannschaften                 | A2 Ethniki 16 Mannschaften                 | A2 Ethniki 16 Mannschaften                 | A2 Ethniki 16 Mannschaften                 | A2 Ethniki 16 Mannschaften                 | A2 Ethniki 16 Mannschaften                 | A2 Ethniki 16 Mannschaften                 | A2 Ethniki 16 Mannschaften                 | A2 Ethniki 16 Mannschaften                 | A2 Ethniki 16 Mannschaften                 | A2 Ethniki 16 Mannschaften                 | A2 Ethniki 16 Mannschaften                 | A2 Ethniki 16 Mannschaften                 | A2 Ethniki 16 Mannschaften                 | A2 Ethniki 16 Mannschaften                 | A2 Ethniki 16 Mannschaften                 | A2 Ethniki 16 Mannschaften                 | A2 Ethniki 16 Mannschaften                 | A2 Ethniki 16 Mannschaften                 | A2 Ethniki 16 Mannschaften                 | A2 Ethniki 16 Mannschaften                 | A2 Ethniki 16 Mannschaften                 | A2 Ethniki 16 Mannschaften                 | A2 Ethniki 16 Mannschaften                 | A2 Ethniki 16 Mannschaften                 | A2 Ethniki 16 Mannschaften                 | A2 Ethniki 16 Mannschaften                 | A2 Ethniki 16 Mannschaften                 | A2 Ethniki 16 Mannschaften                 | A2 Ethniki 16 Mannschaften                 | A2 Ethniki 16 Mannschaften                 | A2 Ethniki 16 Mannschaften                 | A2 Ethniki 16 Mannschaften                 | A2 Ethniki 16 Mannschaften                 | A2 Ethniki 16 Mannschaften                 | A2 Ethniki 16 Mannschaften                 | A2 Ethniki 16 Mannschaften                 | A2 Ethniki 16 Mannschaften                 | A2 Ethniki 16 Mannschaften                 | A2 Ethniki 16 Mannschaften                 | A2 Ethniki 16 Mannschaften                 | A2 Ethniki 16 Mannschaften                 | A2 Ethniki 16 Mannschaften                 | A2 Ethniki 16 Mannschaften                 | A2 Ethniki 16 Mannschaften                 | A2 Ethniki 16 Mannschaften                 | A2 Ethniki 16 Mannschaften                 | A2 Ethniki 16 Mannschaften                 | A2 Ethniki 16 Mannschaften                 | A2 Ethniki 16 Mannschaften                 | A2 Ethniki 16 Mannschaften                 | A2 Ethniki 16 Mannschaften                 | A2 Ethniki 16 Mannschaften                 | A2 Ethniki 16 Mannschaften                 | A2 Ethniki 16 Mannschaften                 | A2 Ethniki 16 Mannschaften                 | A2 Ethniki 16 Mannschaften                 | A2 Ethniki 16 Mannschaften                 | A2 Ethniki 16 Mannschaften                 | A2 Ethniki 16 Mannschaften                 | A2 Ethniki 16 Mannschaften                 | A2 Ethniki 16 Mannschaften                 | A2 Ethniki 16 Mannschaften                 | A2 Ethniki 16 Mannschaften                 | A2 Ethniki 16 Mannschaften                 | A2 Ethniki 16 Mannschaften                 | A2 Ethniki 16 Mannschaften                 | A2 Ethniki 16 Mannschaften                 | A2 Ethniki 16 Mannschaften                 | A2 Ethniki 16 Mannschaften                 | A2 Ethniki 16 Mannschaften                 | A2 Ethniki 16 Mannschaften                 | A2 Ethniki 16 Mannschaften                 | A2 Ethniki 16 Mannschaften                 | A2 Ethniki 16 Mannschaften                 | A2 Ethniki 16 Mannschaften                 | A2 Ethniki 16 Mannschaften                 | A2 Ethniki 16 Mannschaften                 | A2 Ethniki 16 Mannschaften                 | A2 Ethniki 16 Mannschaften                 | A2 Ethniki 16 Mannschaften                 | A2 Ethniki 16 Mannschaften                 | A2 Ethniki 16 Mannschaften                 | A2 Ethniki 16 Mannschaften                 | A2 Ethniki 16 Mannschaften                 | A2 Ethniki 16 Mannschaften                 | A2 Ethniki 16 Mannschaften                 | A2 Ethniki 16 Mannschaften                 | A2 Ethniki 16 Mannschaften                 | A2 Ethniki 16 Mannschaften                 | A2 Ethniki 16 Mannschaften                 | A2 Ethniki 16 Mannschaften                 | A2 Ethniki 16 Mannschaften                 | A2 Ethniki 16 Mannschaften                 | A2 Ethniki 16 Mannschaften                 | A2 Ethniki 16 Mannschaften                 | A2 Ethniki 16 Mannschaften                 | A2 Ethniki 16 Mannschaften                 | A2 Ethniki 16 Mannschaften                 | A2 Ethniki 16 Mannschaften                 | A2 Ethniki 16 Mannschaften                 | A2 Ethniki 16 Mannschaften                 | A2 Ethniki 16 Mannschaften                 | A2 Ethniki 16 Mannschaften                 | A2 Ethniki 16 Mannschaften                 | A2 Ethniki 16 Mannschaften                 | A2 Ethniki 16 Mannschaften                 | A2 Ethniki 16 Mannschaften                 | A2 Ethniki 16 Mannschaften                 | A2 Ethniki 16 Mannschaften                 | A2 Ethniki 16 Mannschaften                 | A2 Ethniki 16 Mannschaften                 | A2 Ethniki 16 Mannschaften                 | A2 Ethniki 16 Mannschaften                 | A2 Ethniki 16 Mannschaften                 | A2 Ethniki 16 Mannschaften                 | A2 Ethniki 16 Mannschaften                 | A2 Ethniki 16 Mannschaften                 | A2 Ethniki 16 Mannschaften                 | A2 Ethniki 16 Mannschaften                 | A2 Ethniki 16 Mannschaften                 | A2 Ethniki 16 Mannschaften                 | A2 Ethniki 16 Mannschaften                 | A2 Ethniki 16 Mannschaften                 | A2 Ethniki 16 Mannschaften                 | A2 Ethniki 16 Mannschaften                 | A2 Ethniki 16 Mannschaften                 | A2 Ethniki 16 Mannschaften                 | A2 Ethniki 16 Mannschaften                 | A2 Ethniki 16 Mannschaften                 | A2 Ethniki 16 Mannschaften                 | A2 Ethniki 16 Mannschaften                 | A2 Ethniki 16 Mannschaften                 | A2 Ethniki 16 Mannschaften                 | A2 Ethniki 16 Mannschaften                 | A2 Ethniki 16 Mannschaften                 | A2 Ethniki 16 Mannschaften                 | A2 Ethniki 16 Mannschaften                 | A2 Ethniki 16 Mannschaften                 | A2 Ethniki 16 Mannschaften                 | A2 Ethniki 16 Mannschaften                 | A2 Ethniki 16 Mannschaften                 | A2 Ethniki 16 Mannschaften                 | A2 Ethniki 16 Mannschaften                 | A2 Ethniki 16 Mannschaften                 | A2 Ethniki 16 Mannschaften                 | A2 Ethniki 16 Mannschaften                 | A2 Ethniki 16 Mannschaften                 | A2 Ethniki 16 Mannschaften                 | A2 Ethniki 16 Mannschaften                 | A2 Ethniki 16 Mannschaften                 | A2 Ethniki 16 Mannschaften                 |                                            |                                            |                                            |                                            |                                            |                                            |                                            |                                            |
| 3 | B Ethniki Gruppe Nord 16 Mannschaften       | B Ethniki Gruppe Nord 16 Mannschaften       | B Ethniki Gruppe Nord 16 Mannschaften       | B Ethniki Gruppe Nord 16 Mannschaften       | B Ethniki Gruppe Nord 16 Mannschaften       | B Ethniki Gruppe Nord 16 Mannschaften       | B Ethniki Gruppe Nord 16 Mannschaften       | B Ethniki Gruppe Nord 16 Mannschaften       | B Ethniki Gruppe Nord 16 Mannschaften       | B Ethniki Gruppe Nord 16 Mannschaften       | B Ethniki Gruppe Nord 16 Mannschaften       | B Ethniki Gruppe Nord 16 Mannschaften       | B Ethniki Gruppe Nord 16 Mannschaften       | B Ethniki Gruppe Nord 16 Mannschaften       | B Ethniki Gruppe Nord 16 Mannschaften       | B Ethniki Gruppe Nord 16 Mannschaften       | B Ethniki Gruppe Nord 16 Mannschaften       | B Ethniki Gruppe Nord 16 Mannschaften       | B Ethniki Gruppe Nord 16 Mannschaften       | B Ethniki Gruppe Nord 16 Mannschaften       | B Ethniki Gruppe Nord 16 Mannschaften       | B Ethniki Gruppe Nord 16 Mannschaften       | B Ethniki Gruppe Nord 16 Mannschaften       | B Ethniki Gruppe Nord 16 Mannschaften       | B Ethniki Gruppe Nord 16 Mannschaften       | B Ethniki Gruppe Nord 16 Mannschaften       | B Ethniki Gruppe Nord 16 Mannschaften       | B Ethniki Gruppe Nord 16 Mannschaften       | B Ethniki Gruppe Nord 16 Mannschaften       | B Ethniki Gruppe Nord 16 Mannschaften       | B Ethniki Gruppe Nord 16 Mannschaften       | B Ethniki Gruppe Nord 16 Mannschaften       | B Ethniki Gruppe Nord 16 Mannschaften       | B Ethniki Gruppe Nord 16 Mannschaften       | B Ethniki Gruppe Nord 16 Mannschaften       | B Ethniki Gruppe Nord 16 Mannschaften       | B Ethniki Gruppe Nord 16 Mannschaften       | B Ethniki Gruppe Nord 16 Mannschaften       | B Ethniki Gruppe Nord 16 Mannschaften       | B Ethniki Gruppe Nord 16 Mannschaften       | B Ethniki Gruppe Nord 16 Mannschaften       | B Ethniki Gruppe Nord 16 Mannschaften       | B Ethniki Gruppe Nord 16 Mannschaften       | B Ethniki Gruppe Nord 16 Mannschaften       | B Ethniki Gruppe Nord 16 Mannschaften       | B Ethniki Gruppe Nord 16 Mannschaften       | B Ethniki Gruppe Nord 16 Mannschaften       | B Ethniki Gruppe Nord 16 Mannschaften       | B Ethniki Gruppe Nord 16 Mannschaften       | B Ethniki Gruppe Nord 16 Mannschaften       | B Ethniki Gruppe Nord 16 Mannschaften       | B Ethniki Gruppe Nord 16 Mannschaften       | B Ethniki Gruppe Nord 16 Mannschaften       | B Ethniki Gruppe Nord 16 Mannschaften       | B Ethniki Gruppe Nord 16 Mannschaften       | B Ethniki Gruppe Nord 16 Mannschaften       | B Ethniki Gruppe Nord 16 Mannschaften       | B Ethniki Gruppe Nord 16 Mannschaften       | B Ethniki Gruppe Nord 16 Mannschaften       | B Ethniki Gruppe Nord 16 Mannschaften       | B Ethniki Gruppe Nord 16 Mannschaften       | B Ethniki Gruppe Nord 16 Mannschaften       | B Ethniki Gruppe Nord 16 Mannschaften       | B Ethniki Gruppe Nord 16 Mannschaften       | B Ethniki Gruppe Nord 16 Mannschaften       | B Ethniki Gruppe Nord 16 Mannschaften       | B Ethniki Gruppe Nord 16 Mannschaften       | B Ethniki Gruppe Nord 16 Mannschaften       | B Ethniki Gruppe Nord 16 Mannschaften       | B Ethniki Gruppe Nord 16 Mannschaften       | B Ethniki Gruppe Nord 16 Mannschaften       | B Ethniki Gruppe Nord 16 Mannschaften       | B Ethniki Gruppe Nord 16 Mannschaften       | B Ethniki Gruppe Nord 16 Mannschaften       | B Ethniki Gruppe Nord 16 Mannschaften       | B Ethniki Gruppe Nord 16 Mannschaften       | B Ethniki Gruppe Nord 16 Mannschaften       | B Ethniki Gruppe Nord 16 Mannschaften       | B Ethniki Gruppe Nord 16 Mannschaften       | B Ethniki Gruppe Nord 16 Mannschaften       | B Ethniki Gruppe Nord 16 Mannschaften       | B Ethniki Gruppe Nord 16 Mannschaften       | B Ethniki Gruppe Nord 16 Mannschaften       | B Ethniki Gruppe Nord 16 Mannschaften       | B Ethniki Gruppe Nord 16 Mannschaften       | B Ethniki Gruppe Nord 16 Mannschaften       | B Ethniki Gruppe Nord 16 Mannschaften       | B Ethniki Gruppe Nord 16 Mannschaften       | B Ethniki Gruppe Nord 16 Mannschaften       | B Ethniki Gruppe Nord 16 Mannschaften       | B Ethniki Gruppe Nord 16 Mannschaften       | B Ethniki Gruppe Nord 16 Mannschaften       | B Ethniki Gruppe Nord 16 Mannschaften       | B Ethniki Gruppe Nord 16 Mannschaften       | B Ethniki Gruppe Nord 16 Mannschaften       | B Ethniki Gruppe Nord 16 Mannschaften       | B Ethniki Gruppe Nord 16 Mannschaften       | B Ethniki Gruppe Nord 16 Mannschaften       | B Ethniki Gruppe Nord 16 Mannschaften       | B Ethniki Gruppe Nord 16 Mannschaften       | B Ethniki Gruppe Nord 16 Mannschaften       | B Ethniki Gruppe Nord 16 Mannschaften       | B Ethniki Gruppe Nord 16 Mannschaften       | B Ethniki Gruppe Nord 16 Mannschaften       | B Ethniki Gruppe Nord 16 Mannschaften       | B Ethniki Gruppe Nord 16 Mannschaften       | B Ethniki Gruppe Nord 16 Mannschaften       | B Ethniki Gruppe Nord 16 Mannschaften       | B Ethniki Gruppe Nord 16 Mannschaften       | B Ethniki Gruppe Nord 16 Mannschaften       | B Ethniki Gruppe Nord 16 Mannschaften       | B Ethniki Gruppe Nord 16 Mannschaften       | B Ethniki Gruppe Nord 16 Mannschaften       | B Ethniki Gruppe Nord 16 Mannschaften       | B Ethniki Gruppe Nord 16 Mannschaften       | B Ethniki Gruppe Nord 16 Mannschaften       | B Ethniki Gruppe Nord 16 Mannschaften       | B Ethniki Gruppe Nord 16 Mannschaften       | B Ethniki Gruppe Nord 16 Mannschaften       | B Ethniki Gruppe Nord 16 Mannschaften       | B Ethniki Gruppe Nord 16 Mannschaften       | B Ethniki Gruppe Nord 16 Mannschaften       | B Ethniki Gruppe Nord 16 Mannschaften       | B Ethniki Gruppe Nord 16 Mannschaften       | B Ethniki Gruppe Nord 16 Mannschaften       | B Ethniki Gruppe Nord 16 Mannschaften       | B Ethniki Gruppe Nord 16 Mannschaften       | B Ethniki Gruppe Nord 16 Mannschaften       | B Ethniki Gruppe Nord 16 Mannschaften       | B Ethniki Gruppe Nord 16 Mannschaften       | B Ethniki Gruppe Nord 16 Mannschaften       | B Ethniki Gruppe Nord 16 Mannschaften       | B Ethniki Gruppe Nord 16 Mannschaften       | B Ethniki Gruppe Nord 16 Mannschaften       | B Ethniki Gruppe Nord 16 Mannschaften      | B Ethniki Gruppe Nord 16 Mannschaften      | B Ethniki Gruppe Nord 16 Mannschaften      | B Ethniki Gruppe Nord 16 Mannschaften      | B Ethniki Gruppe Nord 16 Mannschaften      | B Ethniki Gruppe Nord 16 Mannschaften      | B Ethniki Gruppe Nord 16 Mannschaften      | B Ethniki Gruppe Nord 16 Mannschaften      | B Ethniki Gruppe Nord 16 Mannschaften      | B Ethniki Gruppe Nord 16 Mannschaften      | B Ethniki Gruppe Nord 16 Mannschaften      | B Ethniki Gruppe Nord 16 Mannschaften      | B Ethniki Gruppe Nord 16 Mannschaften      | B Ethniki Gruppe Nord 16 Mannschaften      | B Ethniki Gruppe Nord 16 Mannschaften      | B Ethniki Gruppe Nord 16 Mannschaften      | B Ethniki Gruppe Nord 16 Mannschaften      | B Ethniki Gruppe Nord 16 Mannschaften      | B Ethniki Gruppe Nord 16 Mannschaften      | B Ethniki Gruppe Nord 16 Mannschaften      | B Ethniki Gruppe Nord 16 Mannschaften      | B Ethniki Gruppe Nord 16 Mannschaften      | B Ethniki Gruppe Nord 16 Mannschaften      | B Ethniki Gruppe Nord 16 Mannschaften      | B Ethniki Gruppe Nord 16 Mannschaften      | B Ethniki Gruppe Nord 16 Mannschaften      | B Ethniki Gruppe Nord 16 Mannschaften      | B Ethniki Gruppe Nord 16 Mannschaften      | B Ethniki Gruppe Nord 16 Mannschaften      | B Ethniki Gruppe Nord 16 Mannschaften      | B Ethniki Gruppe Nord 16 Mannschaften      | B Ethniki Gruppe Nord 16 Mannschaften      | B Ethniki Gruppe Nord 16 Mannschaften      | B Ethniki Gruppe Nord 16 Mannschaften      | B Ethniki Gruppe Nord 16 Mannschaften      | B Ethniki Gruppe Nord 16 Mannschaften      | B Ethniki Gruppe Nord 16 Mannschaften      | B Ethniki Gruppe Nord 16 Mannschaften      | B Ethniki Gruppe Nord 16 Mannschaften      | B Ethniki Gruppe Nord 16 Mannschaften      | B Ethniki Gruppe Nord 16 Mannschaften      | B Ethniki Gruppe Süd 16 Mannschaften       | B Ethniki Gruppe Süd 16 Mannschaften       | B Ethniki Gruppe Süd 16 Mannschaften       | B Ethniki Gruppe Süd 16 Mannschaften       | B Ethniki Gruppe Süd 16 Mannschaften       | B Ethniki Gruppe Süd 16 Mannschaften       | B Ethniki Gruppe Süd 16 Mannschaften       | B Ethniki Gruppe Süd 16 Mannschaften       | B Ethniki Gruppe Süd 16 Mannschaften       | B Ethniki Gruppe Süd 16 Mannschaften       | B Ethniki Gruppe Süd 16 Mannschaften       | B Ethniki Gruppe Süd 16 Mannschaften       | B Ethniki Gruppe Süd 16 Mannschaften       | B Ethniki Gruppe Süd 16 Mannschaften       | B Ethniki Gruppe Süd 16 Mannschaften       | B Ethniki Gruppe Süd 16 Mannschaften       | B Ethniki Gruppe Süd 16 Mannschaften       | B Ethniki Gruppe Süd 16 Mannschaften       | B Ethniki Gruppe Süd 16 Mannschaften       | B Ethniki Gruppe Süd 16 Mannschaften       | B Ethniki Gruppe Süd 16 Mannschaften       | B Ethniki Gruppe Süd 16 Mannschaften       | B Ethniki Gruppe Süd 16 Mannschaften       | B Ethniki Gruppe Süd 16 Mannschaften       | B Ethniki Gruppe Süd 16 Mannschaften       | B Ethniki Gruppe Süd 16 Mannschaften       | B Ethniki Gruppe Süd 16 Mannschaften       | B Ethniki Gruppe Süd 16 Mannschaften       | B Ethniki Gruppe Süd 16 Mannschaften       | B Ethniki Gruppe Süd 16 Mannschaften       | B Ethniki Gruppe Süd 16 Mannschaften       | B Ethniki Gruppe Süd 16 Mannschaften       | B Ethniki Gruppe Süd 16 Mannschaften       | B Ethniki Gruppe Süd 16 Mannschaften       | B Ethniki Gruppe Süd 16 Mannschaften       | B Ethniki Gruppe Süd 16 Mannschaften       | B Ethniki Gruppe Süd 16 Mannschaften       | B Ethniki Gruppe Süd 16 Mannschaften       | B Ethniki Gruppe Süd 16 Mannschaften       | B Ethniki Gruppe Süd 16 Mannschaften       | B Ethniki Gruppe Süd 16 Mannschaften       | B Ethniki Gruppe Süd 16 Mannschaften       | B Ethniki Gruppe Süd 16 Mannschaften       | B Ethniki Gruppe Süd 16 Mannschaften       | B Ethniki Gruppe Süd 16 Mannschaften       | B Ethniki Gruppe Süd 16 Mannschaften       | B Ethniki Gruppe Süd 16 Mannschaften       | B Ethniki Gruppe Süd 16 Mannschaften       | B Ethniki Gruppe Süd 16 Mannschaften       | B Ethniki Gruppe Süd 16 Mannschaften       | B Ethniki Gruppe Süd 16 Mannschaften       | B Ethniki Gruppe Süd 16 Mannschaften       | B Ethniki Gruppe Süd 16 Mannschaften       | B Ethniki Gruppe Süd 16 Mannschaften       | B Ethniki Gruppe Süd 16 Mannschaften       | B Ethniki Gruppe Süd 16 Mannschaften       | B Ethniki Gruppe Süd 16 Mannschaften       | B Ethniki Gruppe Süd 16 Mannschaften       | B Ethniki Gruppe Süd 16 Mannschaften       | B Ethniki Gruppe Süd 16 Mannschaften       | B Ethniki Gruppe Süd 16 Mannschaften       | B Ethniki Gruppe Süd 16 Mannschaften       | B Ethniki Gruppe Süd 16 Mannschaften       | B Ethniki Gruppe Süd 16 Mannschaften       | B Ethniki Gruppe Süd 16 Mannschaften       | B Ethniki Gruppe Süd 16 Mannschaften       | B Ethniki Gruppe Süd 16 Mannschaften       | B Ethniki Gruppe Süd 16 Mannschaften       | B Ethniki Gruppe Süd 16 Mannschaften       | B Ethniki Gruppe Süd 16 Mannschaften       | B Ethniki Gruppe Süd 16 Mannschaften       | B Ethniki Gruppe Süd 16 Mannschaften       | B Ethniki Gruppe Süd 16 Mannschaften       | B Ethniki Gruppe Süd 16 Mannschaften       | B Ethniki Gruppe Süd 16 Mannschaften       | B Ethniki Gruppe Süd 16 Mannschaften       | B Ethniki Gruppe Süd 16 Mannschaften       | B Ethniki Gruppe Süd 16 Mannschaften       | B Ethniki Gruppe Süd 16 Mannschaften       | B Ethniki Gruppe Süd 16 Mannschaften       | B Ethniki Gruppe Süd 16 Mannschaften       | B Ethniki Gruppe Süd 16 Mannschaften       | B Ethniki Gruppe Süd 16 Mannschaften       | B Ethniki Gruppe Süd 16 Mannschaften       | B Ethniki Gruppe Süd 16 Mannschaften       | B Ethniki Gruppe Süd 16 Mannschaften       | B Ethniki Gruppe Süd 16 Mannschaften       | B Ethniki Gruppe Süd 16 Mannschaften       | B Ethniki Gruppe Süd 16 Mannschaften       | B Ethniki Gruppe Süd 16 Mannschaften       | B Ethniki Gruppe Süd 16 Mannschaften       | B Ethniki Gruppe Süd 16 Mannschaften       | B Ethniki Gruppe Süd 16 Mannschaften       | B Ethniki Gruppe Süd 16 Mannschaften       | B Ethniki Gruppe Süd 16 Mannschaften       | B Ethniki Gruppe Süd 16 Mannschaften       | B Ethniki Gruppe Süd 16 Mannschaften       | B Ethniki Gruppe Süd 16 Mannschaften       | B Ethniki Gruppe Süd 16 Mannschaften       | B Ethniki Gruppe Süd 16 Mannschaften       | B Ethniki Gruppe Süd 16 Mannschaften       | B Ethniki Gruppe Süd 16 Mannschaften       | B Ethniki Gruppe Süd 16 Mannschaften       | B Ethniki Gruppe Süd 16 Mannschaften       | B Ethniki Gruppe Süd 16 Mannschaften       | B Ethniki Gruppe Süd 16 Mannschaften       | B Ethniki Gruppe Süd 16 Mannschaften       | B Ethniki Gruppe Süd 16 Mannschaften       | B Ethniki Gruppe Süd 16 Mannschaften       | B Ethniki Gruppe Süd 16 Mannschaften       | B Ethniki Gruppe Süd 16 Mannschaften       | B Ethniki Gruppe Süd 16 Mannschaften       | B Ethniki Gruppe Süd 16 Mannschaften       | B Ethniki Gruppe Süd 16 Mannschaften       | B Ethniki Gruppe Süd 16 Mannschaften       | B Ethniki Gruppe Süd 16 Mannschaften       | B Ethniki Gruppe Süd 16 Mannschaften       | B Ethniki Gruppe Süd 16 Mannschaften       | B Ethniki Gruppe Süd 16 Mannschaften       | B Ethniki Gruppe Süd 16 Mannschaften       | B Ethniki Gruppe Süd 16 Mannschaften       | B Ethniki Gruppe Süd 16 Mannschaften       | B Ethniki Gruppe Süd 16 Mannschaften       | B Ethniki Gruppe Süd 16 Mannschaften       | B Ethniki Gruppe Süd 16 Mannschaften       | B Ethniki Gruppe Süd 16 Mannschaften       | B Ethniki Gruppe Süd 16 Mannschaften       | B Ethniki Gruppe Süd 16 Mannschaften       | B Ethniki Gruppe Süd 16 Mannschaften       | B Ethniki Gruppe Süd 16 Mannschaften       | B Ethniki Gruppe Süd 16 Mannschaften       | B Ethniki Gruppe Süd 16 Mannschaften       | B Ethniki Gruppe Süd 16 Mannschaften       | B Ethniki Gruppe Süd 16 Mannschaften       | B Ethniki Gruppe Süd 16 Mannschaften       | B Ethniki Gruppe Süd 16 Mannschaften       | B Ethniki Gruppe Süd 16 Mannschaften       | B Ethniki Gruppe Süd 16 Mannschaften       | B Ethniki Gruppe Süd 16 Mannschaften       | B Ethniki Gruppe Süd 16 Mannschaften       | B Ethniki Gruppe Süd 16 Mannschaften       | B Ethniki Gruppe Süd 16 Mannschaften       | B Ethniki Gruppe Süd 16 Mannschaften       | B Ethniki Gruppe Süd 16 Mannschaften       | B Ethniki Gruppe Süd 16 Mannschaften       | B Ethniki Gruppe Süd 16 Mannschaften       | B Ethniki Gruppe Süd 16 Mannschaften       | B Ethniki Gruppe Süd 16 Mannschaften       | B Ethniki Gruppe Süd 16 Mannschaften       | B Ethniki Gruppe Süd 16 Mannschaften       | B Ethniki Gruppe Süd 16 Mannschaften       | B Ethniki Gruppe Süd 16 Mannschaften       | B Ethniki Gruppe Süd 16 Mannschaften       | B Ethniki Gruppe Süd 16 Mannschaften       | B Ethniki Gruppe Süd 16 Mannschaften       | B Ethniki Gruppe Süd 16 Mannschaften       | B Ethniki Gruppe Süd 16 Mannschaften       | B Ethniki Gruppe Süd 16 Mannschaften       | B Ethniki Gruppe Süd 16 Mannschaften       | B Ethniki Gruppe Süd 16 Mannschaften       | B Ethniki Gruppe Süd 16 Mannschaften       | B Ethniki Gruppe Süd 16 Mannschaften       | B Ethniki Gruppe Süd 16 Mannschaften       | B Ethniki Gruppe Süd 16 Mannschaften       | B Ethniki Gruppe Süd 16 Mannschaften       | B Ethniki Gruppe Süd 16 Mannschaften       | B Ethniki Gruppe Süd 16 Mannschaften       | B Ethniki Gruppe Süd 16 Mannschaften       | B Ethniki Gruppe Süd 16 Mannschaften       | B Ethniki Gruppe Süd 16 Mannschaften       | B Ethniki Gruppe Süd 16 Mannschaften       | B Ethniki Gruppe Süd 16 Mannschaften       | B Ethniki Gruppe Süd 16 Mannschaften       | B Ethniki Gruppe Süd 16 Mannschaften       | B Ethniki Gruppe Süd 16 Mannschaften       |                                            |                                            |                                            |                                            |                                            |                                            |                                            |                                            |
| 4 | Gamma Ethniki Gruppe Nord 1 14 Mannschaften | Gamma Ethniki Gruppe Nord 1 14 Mannschaften | Gamma Ethniki Gruppe Nord 1 14 Mannschaften | Gamma Ethniki Gruppe Nord 1 14 Mannschaften | Gamma Ethniki Gruppe Nord 1 14 Mannschaften | Gamma Ethniki Gruppe Nord 1 14 Mannschaften | Gamma Ethniki Gruppe Nord 1 14 Mannschaften | Gamma Ethniki Gruppe Nord 1 14 Mannschaften | Gamma Ethniki Gruppe Nord 1 14 Mannschaften | Gamma Ethniki Gruppe Nord 1 14 Mannschaften | Gamma Ethniki Gruppe Nord 1 14 Mannschaften | Gamma Ethniki Gruppe Nord 1 14 Mannschaften | Gamma Ethniki Gruppe Nord 1 14 Mannschaften | Gamma Ethniki Gruppe Nord 1 14 Mannschaften | Gamma Ethniki Gruppe Nord 1 14 Mannschaften | Gamma Ethniki Gruppe Nord 1 14 Mannschaften | Gamma Ethniki Gruppe Nord 1 14 Mannschaften | Gamma Ethniki Gruppe Nord 1 14 Mannschaften | Gamma Ethniki Gruppe Nord 1 14 Mannschaften | Gamma Ethniki Gruppe Nord 1 14 Mannschaften | Gamma Ethniki Gruppe Nord 1 14 Mannschaften | Gamma Ethniki Gruppe Nord 1 14 Mannschaften | Gamma Ethniki Gruppe Nord 1 14 Mannschaften | Gamma Ethniki Gruppe Nord 1 14 Mannschaften | Gamma Ethniki Gruppe Nord 1 14 Mannschaften | Gamma Ethniki Gruppe Nord 1 14 Mannschaften | Gamma Ethniki Gruppe Nord 1 14 Mannschaften | Gamma Ethniki Gruppe Nord 1 14 Mannschaften | Gamma Ethniki Gruppe Nord 1 14 Mannschaften | Gamma Ethniki Gruppe Nord 1 14 Mannschaften | Gamma Ethniki Gruppe Nord 1 14 Mannschaften | Gamma Ethniki Gruppe Nord 1 14 Mannschaften | Gamma Ethniki Gruppe Nord 1 14 Mannschaften | Gamma Ethniki Gruppe Nord 1 14 Mannschaften | Gamma Ethniki Gruppe Nord 1 14 Mannschaften | Gamma Ethniki Gruppe Nord 1 14 Mannschaften | Gamma Ethniki Gruppe Nord 1 14 Mannschaften | Gamma Ethniki Gruppe Nord 1 14 Mannschaften | Gamma Ethniki Gruppe Nord 1 14 Mannschaften | Gamma Ethniki Gruppe Nord 1 14 Mannschaften | Gamma Ethniki Gruppe Nord 1 14 Mannschaften | Gamma Ethniki Gruppe Nord 1 14 Mannschaften | Gamma Ethniki Gruppe Nord 1 14 Mannschaften | Gamma Ethniki Gruppe Nord 1 14 Mannschaften | Gamma Ethniki Gruppe Nord 1 14 Mannschaften | Gamma Ethniki Gruppe Nord 1 14 Mannschaften | Gamma Ethniki Gruppe Nord 1 14 Mannschaften | Gamma Ethniki Gruppe Nord 1 14 Mannschaften | Gamma Ethniki Gruppe Nord 1 14 Mannschaften | Gamma Ethniki Gruppe Nord 1 14 Mannschaften | Gamma Ethniki Gruppe Nord 1 14 Mannschaften | Gamma Ethniki Gruppe Nord 1 14 Mannschaften | Gamma Ethniki Gruppe Nord 1 14 Mannschaften | Gamma Ethniki Gruppe Nord 1 14 Mannschaften | Gamma Ethniki Gruppe Nord 1 14 Mannschaften | Gamma Ethniki Gruppe Nord 1 14 Mannschaften | Gamma Ethniki Gruppe Nord 1 14 Mannschaften | Gamma Ethniki Gruppe Nord 1 14 Mannschaften | Gamma Ethniki Gruppe Nord 1 14 Mannschaften | Gamma Ethniki Gruppe Nord 1 14 Mannschaften | Gamma Ethniki Gruppe Nord 1 14 Mannschaften | Gamma Ethniki Gruppe Nord 1 14 Mannschaften | Gamma Ethniki Gruppe Nord 1 14 Mannschaften | Gamma Ethniki Gruppe Nord 1 14 Mannschaften | Gamma Ethniki Gruppe Nord 1 14 Mannschaften | Gamma Ethniki Gruppe Nord 1 14 Mannschaften | Gamma Ethniki Gruppe Nord 1 14 Mannschaften | Gamma Ethniki Gruppe Nord 2 14 Mannschaften | Gamma Ethniki Gruppe Nord 2 14 Mannschaften | Gamma Ethniki Gruppe Nord 2 14 Mannschaften | Gamma Ethniki Gruppe Nord 2 14 Mannschaften | Gamma Ethniki Gruppe Nord 2 14 Mannschaften | Gamma Ethniki Gruppe Nord 2 14 Mannschaften | Gamma Ethniki Gruppe Nord 2 14 Mannschaften | Gamma Ethniki Gruppe Nord 2 14 Mannschaften | Gamma Ethniki Gruppe Nord 2 14 Mannschaften | Gamma Ethniki Gruppe Nord 2 14 Mannschaften | Gamma Ethniki Gruppe Nord 2 14 Mannschaften | Gamma Ethniki Gruppe Nord 2 14 Mannschaften | Gamma Ethniki Gruppe Nord 2 14 Mannschaften | Gamma Ethniki Gruppe Nord 2 14 Mannschaften | Gamma Ethniki Gruppe Nord 2 14 Mannschaften | Gamma Ethniki Gruppe Nord 2 14 Mannschaften | Gamma Ethniki Gruppe Nord 2 14 Mannschaften | Gamma Ethniki Gruppe Nord 2 14 Mannschaften | Gamma Ethniki Gruppe Nord 2 14 Mannschaften | Gamma Ethniki Gruppe Nord 2 14 Mannschaften | Gamma Ethniki Gruppe Nord 2 14 Mannschaften | Gamma Ethniki Gruppe Nord 2 14 Mannschaften | Gamma Ethniki Gruppe Nord 2 14 Mannschaften | Gamma Ethniki Gruppe Nord 2 14 Mannschaften | Gamma Ethniki Gruppe Nord 2 14 Mannschaften | Gamma Ethniki Gruppe Nord 2 14 Mannschaften | Gamma Ethniki Gruppe Nord 2 14 Mannschaften | Gamma Ethniki Gruppe Nord 2 14 Mannschaften | Gamma Ethniki Gruppe Nord 2 14 Mannschaften | Gamma Ethniki Gruppe Nord 2 14 Mannschaften | Gamma Ethniki Gruppe Nord 2 14 Mannschaften | Gamma Ethniki Gruppe Nord 2 14 Mannschaften | Gamma Ethniki Gruppe Nord 2 14 Mannschaften | Gamma Ethniki Gruppe Nord 2 14 Mannschaften | Gamma Ethniki Gruppe Nord 2 14 Mannschaften | Gamma Ethniki Gruppe Nord 2 14 Mannschaften | Gamma Ethniki Gruppe Nord 2 14 Mannschaften | Gamma Ethniki Gruppe Nord 2 14 Mannschaften | Gamma Ethniki Gruppe Nord 2 14 Mannschaften | Gamma Ethniki Gruppe Nord 2 14 Mannschaften | Gamma Ethniki Gruppe Nord 2 14 Mannschaften | Gamma Ethniki Gruppe Nord 2 14 Mannschaften | Gamma Ethniki Gruppe Nord 2 14 Mannschaften | Gamma Ethniki Gruppe Nord 2 14 Mannschaften | Gamma Ethniki Gruppe Nord 2 14 Mannschaften | Gamma Ethniki Gruppe Nord 2 14 Mannschaften | Gamma Ethniki Gruppe Nord 2 14 Mannschaften | Gamma Ethniki Gruppe Nord 2 14 Mannschaften | Gamma Ethniki Gruppe Nord 2 14 Mannschaften | Gamma Ethniki Gruppe Nord 2 14 Mannschaften | Gamma Ethniki Gruppe Nord 2 14 Mannschaften | Gamma Ethniki Gruppe Nord 2 14 Mannschaften | Gamma Ethniki Gruppe Nord 2 14 Mannschaften | Gamma Ethniki Gruppe Nord 2 14 Mannschaften | Gamma Ethniki Gruppe Nord 2 14 Mannschaften | Gamma Ethniki Gruppe Nord 2 14 Mannschaften | Gamma Ethniki Gruppe Nord 2 14 Mannschaften | Gamma Ethniki Gruppe Nord 2 14 Mannschaften | Gamma Ethniki Gruppe Nord 2 14 Mannschaften | Gamma Ethniki Gruppe Nord 2 14 Mannschaften | Gamma Ethniki Gruppe Nord 2 14 Mannschaften | Gamma Ethniki Gruppe Nord 2 14 Mannschaften | Gamma Ethniki Gruppe Nord 2 14 Mannschaften | Gamma Ethniki Gruppe Nord 2 14 Mannschaften | Gamma Ethniki Gruppe Nord 2 14 Mannschaften | Gamma Ethniki Gruppe Nord 2 14 Mannschaften | Gamma Ethniki Gruppe Nord 2 14 Mannschaften | Gamma Ethniki Gruppe Süd 1 14 Mannschaften | Gamma Ethniki Gruppe Süd 1 14 Mannschaften | Gamma Ethniki Gruppe Süd 1 14 Mannschaften | Gamma Ethniki Gruppe Süd 1 14 Mannschaften | Gamma Ethniki Gruppe Süd 1 14 Mannschaften | Gamma Ethniki Gruppe Süd 1 14 Mannschaften | Gamma Ethniki Gruppe Süd 1 14 Mannschaften | Gamma Ethniki Gruppe Süd 1 14 Mannschaften | Gamma Ethniki Gruppe Süd 1 14 Mannschaften | Gamma Ethniki Gruppe Süd 1 14 Mannschaften | Gamma Ethniki Gruppe Süd 1 14 Mannschaften | Gamma Ethniki Gruppe Süd 1 14 Mannschaften | Gamma Ethniki Gruppe Süd 1 14 Mannschaften | Gamma Ethniki Gruppe Süd 1 14 Mannschaften | Gamma Ethniki Gruppe Süd 1 14 Mannschaften | Gamma Ethniki Gruppe Süd 1 14 Mannschaften | Gamma Ethniki Gruppe Süd 1 14 Mannschaften | Gamma Ethniki Gruppe Süd 1 14 Mannschaften | Gamma Ethniki Gruppe Süd 1 14 Mannschaften | Gamma Ethniki Gruppe Süd 1 14 Mannschaften | Gamma Ethniki Gruppe Süd 1 14 Mannschaften | Gamma Ethniki Gruppe Süd 1 14 Mannschaften | Gamma Ethniki Gruppe Süd 1 14 Mannschaften | Gamma Ethniki Gruppe Süd 1 14 Mannschaften | Gamma Ethniki Gruppe Süd 1 14 Mannschaften | Gamma Ethniki Gruppe Süd 1 14 Mannschaften | Gamma Ethniki Gruppe Süd 1 14 Mannschaften | Gamma Ethniki Gruppe Süd 1 14 Mannschaften | Gamma Ethniki Gruppe Süd 1 14 Mannschaften | Gamma Ethniki Gruppe Süd 1 14 Mannschaften | Gamma Ethniki Gruppe Süd 1 14 Mannschaften | Gamma Ethniki Gruppe Süd 1 14 Mannschaften | Gamma Ethniki Gruppe Süd 1 14 Mannschaften | Gamma Ethniki Gruppe Süd 1 14 Mannschaften | Gamma Ethniki Gruppe Süd 1 14 Mannschaften | Gamma Ethniki Gruppe Süd 1 14 Mannschaften | Gamma Ethniki Gruppe Süd 1 14 Mannschaften | Gamma Ethniki Gruppe Süd 1 14 Mannschaften | Gamma Ethniki Gruppe Süd 1 14 Mannschaften | Gamma Ethniki Gruppe Süd 1 14 Mannschaften | Gamma Ethniki Gruppe Süd 1 14 Mannschaften | Gamma Ethniki Gruppe Süd 1 14 Mannschaften | Gamma Ethniki Gruppe Süd 1 14 Mannschaften | Gamma Ethniki Gruppe Süd 1 14 Mannschaften | Gamma Ethniki Gruppe Süd 1 14 Mannschaften | Gamma Ethniki Gruppe Süd 1 14 Mannschaften | Gamma Ethniki Gruppe Süd 1 14 Mannschaften | Gamma Ethniki Gruppe Süd 1 14 Mannschaften | Gamma Ethniki Gruppe Süd 1 14 Mannschaften | Gamma Ethniki Gruppe Süd 1 14 Mannschaften | Gamma Ethniki Gruppe Süd 1 14 Mannschaften | Gamma Ethniki Gruppe Süd 1 14 Mannschaften | Gamma Ethniki Gruppe Süd 1 14 Mannschaften | Gamma Ethniki Gruppe Süd 1 14 Mannschaften | Gamma Ethniki Gruppe Süd 1 14 Mannschaften | Gamma Ethniki Gruppe Süd 1 14 Mannschaften | Gamma Ethniki Gruppe Süd 1 14 Mannschaften | Gamma Ethniki Gruppe Süd 1 14 Mannschaften | Gamma Ethniki Gruppe Süd 1 14 Mannschaften | Gamma Ethniki Gruppe Süd 1 14 Mannschaften | Gamma Ethniki Gruppe Süd 1 14 Mannschaften | Gamma Ethniki Gruppe Süd 1 14 Mannschaften | Gamma Ethniki Gruppe Süd 1 14 Mannschaften | Gamma Ethniki Gruppe Süd 1 14 Mannschaften | Gamma Ethniki Gruppe Süd 1 14 Mannschaften | Gamma Ethniki Gruppe Süd 1 14 Mannschaften | Gamma Ethniki Gruppe Süd 1 14 Mannschaften | Gamma Ethniki Gruppe Süd 1 14 Mannschaften | Gamma Ethniki Gruppe Süd 1 14 Mannschaften | Gamma Ethniki Gruppe Süd 1 14 Mannschaften | Gamma Ethniki Gruppe Süd 1 14 Mannschaften | Gamma Ethniki Gruppe Süd 1 14 Mannschaften | Gamma Ethniki Gruppe Süd 1 14 Mannschaften | Gamma Ethniki Gruppe Süd 1 14 Mannschaften | Gamma Ethniki Gruppe Süd 1 14 Mannschaften | Gamma Ethniki Gruppe Süd 1 14 Mannschaften | Gamma Ethniki Gruppe Süd 1 14 Mannschaften | Gamma Ethniki Gruppe Süd 1 14 Mannschaften | Gamma Ethniki Gruppe Süd 1 14 Mannschaften | Gamma Ethniki Gruppe Süd 1 14 Mannschaften | Gamma Ethniki Gruppe Süd 1 14 Mannschaften | Gamma Ethniki Gruppe Süd 1 14 Mannschaften | Gamma Ethniki Gruppe Süd 1 14 Mannschaften | Gamma Ethniki Gruppe Süd 1 14 Mannschaften | Gamma Ethniki Gruppe Süd 1 14 Mannschaften | Gamma Ethniki Gruppe Süd 1 14 Mannschaften | Gamma Ethniki Gruppe Süd 1 14 Mannschaften | Gamma Ethniki Gruppe Süd 1 14 Mannschaften | Gamma Ethniki Gruppe Süd 1 14 Mannschaften | Gamma Ethniki Gruppe Süd 1 14 Mannschaften | Gamma Ethniki Gruppe Süd 1 14 Mannschaften | Gamma Ethniki Gruppe Süd 1 14 Mannschaften | Gamma Ethniki Gruppe Süd 1 14 Mannschaften | Gamma Ethniki Gruppe Süd 1 14 Mannschaften | Gamma Ethniki Gruppe Süd 1 14 Mannschaften | Gamma Ethniki Gruppe Süd 1 14 Mannschaften | Gamma Ethniki Gruppe Süd 1 14 Mannschaften | Gamma Ethniki Gruppe Süd 1 14 Mannschaften | Gamma Ethniki Gruppe Süd 1 14 Mannschaften | Gamma Ethniki Gruppe Süd 1 14 Mannschaften | Gamma Ethniki Gruppe Süd 1 14 Mannschaften | Gamma Ethniki Gruppe Süd 1 14 Mannschaften | Gamma Ethniki Gruppe Süd 1 14 Mannschaften | Gamma Ethniki Gruppe Süd 1 14 Mannschaften | Gamma Ethniki Gruppe Süd 1 14 Mannschaften | Gamma Ethniki Gruppe Süd 1 14 Mannschaften | Gamma Ethniki Gruppe Süd 1 14 Mannschaften | Gamma Ethniki Gruppe Süd 2 14 Mannschaften | Gamma Ethniki Gruppe Süd 2 14 Mannschaften | Gamma Ethniki Gruppe Süd 2 14 Mannschaften | Gamma Ethniki Gruppe Süd 2 14 Mannschaften | Gamma Ethniki Gruppe Süd 2 14 Mannschaften | Gamma Ethniki Gruppe Süd 2 14 Mannschaften | Gamma Ethniki Gruppe Süd 2 14 Mannschaften | Gamma Ethniki Gruppe Süd 2 14 Mannschaften | Gamma Ethniki Gruppe Süd 2 14 Mannschaften | Gamma Ethniki Gruppe Süd 2 14 Mannschaften | Gamma Ethniki Gruppe Süd 2 14 Mannschaften | Gamma Ethniki Gruppe Süd 2 14 Mannschaften | Gamma Ethniki Gruppe Süd 2 14 Mannschaften | Gamma Ethniki Gruppe Süd 2 14 Mannschaften | Gamma Ethniki Gruppe Süd 2 14 Mannschaften | Gamma Ethniki Gruppe Süd 2 14 Mannschaften | Gamma Ethniki Gruppe Süd 2 14 Mannschaften | Gamma Ethniki Gruppe Süd 2 14 Mannschaften | Gamma Ethniki Gruppe Süd 2 14 Mannschaften | Gamma Ethniki Gruppe Süd 2 14 Mannschaften | Gamma Ethniki Gruppe Süd 2 14 Mannschaften | Gamma Ethniki Gruppe Süd 2 14 Mannschaften | Gamma Ethniki Gruppe Süd 2 14 Mannschaften | Gamma Ethniki Gruppe Süd 2 14 Mannschaften | Gamma Ethniki Gruppe Süd 2 14 Mannschaften | Gamma Ethniki Gruppe Süd 2 14 Mannschaften | Gamma Ethniki Gruppe Süd 2 14 Mannschaften | Gamma Ethniki Gruppe Süd 2 14 Mannschaften | Gamma Ethniki Gruppe Süd 2 14 Mannschaften | Gamma Ethniki Gruppe Süd 2 14 Mannschaften | Gamma Ethniki Gruppe Süd 2 14 Mannschaften | Gamma Ethniki Gruppe Süd 2 14 Mannschaften | Gamma Ethniki Gruppe Süd 2 14 Mannschaften | Gamma Ethniki Gruppe Süd 2 14 Mannschaften | Gamma Ethniki Gruppe Süd 2 14 Mannschaften | Gamma Ethniki Gruppe Süd 2 14 Mannschaften | Gamma Ethniki Gruppe Süd 2 14 Mannschaften | Gamma Ethniki Gruppe Süd 2 14 Mannschaften | Gamma Ethniki Gruppe Süd 2 14 Mannschaften | Gamma Ethniki Gruppe Süd 2 14 Mannschaften | Gamma Ethniki Gruppe Süd 2 14 Mannschaften | Gamma Ethniki Gruppe Süd 2 14 Mannschaften | Gamma Ethniki Gruppe Süd 2 14 Mannschaften | Gamma Ethniki Gruppe Süd 2 14 Mannschaften | Gamma Ethniki Gruppe Süd 2 14 Mannschaften | Gamma Ethniki Gruppe Süd 2 14 Mannschaften | Gamma Ethniki Gruppe Süd 2 14 Mannschaften | Gamma Ethniki Gruppe Süd 2 14 Mannschaften | Gamma Ethniki Gruppe Süd 2 14 Mannschaften | Gamma Ethniki Gruppe Süd 2 14 Mannschaften | Gamma Ethniki Gruppe Süd 2 14 Mannschaften | Gamma Ethniki Gruppe Süd 2 14 Mannschaften | Gamma Ethniki Gruppe Süd 2 14 Mannschaften | Gamma Ethniki Gruppe Süd 2 14 Mannschaften | Gamma Ethniki Gruppe Süd 2 14 Mannschaften | Gamma Ethniki Gruppe Süd 2 14 Mannschaften | Gamma Ethniki Gruppe Süd 2 14 Mannschaften | Gamma Ethniki Gruppe Süd 2 14 Mannschaften | Gamma Ethniki Gruppe Süd 2 14 Mannschaften | Gamma Ethniki Gruppe Süd 2 14 Mannschaften | Gamma Ethniki Gruppe Süd 2 14 Mannschaften | Gamma Ethniki Gruppe Süd 2 14 Mannschaften | Gamma Ethniki Gruppe Süd 2 14 Mannschaften | Gamma Ethniki Gruppe Süd 2 14 Mannschaften | Gamma Ethniki Gruppe Süd 2 14 Mannschaften | Gamma Ethniki Gruppe Süd 2 14 Mannschaften | Gamma Ethniki Gruppe Süd 2 14 Mannschaften | Gamma Ethniki Gruppe Süd 2 14 Mannschaften | Gamma Ethniki Gruppe Süd 2 14 Mannschaften | Gamma Ethniki Gruppe Süd 2 14 Mannschaften | Gamma Ethniki Gruppe Süd 2 14 Mannschaften | Gamma Ethniki Gruppe Süd 2 14 Mannschaften | Gamma Ethniki Gruppe Süd 2 14 Mannschaften | Gamma Ethniki Gruppe Süd 2 14 Mannschaften | Gamma Ethniki Gruppe Süd 2 14 Mannschaften | Gamma Ethniki Gruppe Süd 2 14 Mannschaften | Gamma Ethniki Gruppe Süd 2 14 Mannschaften | Gamma Ethniki Gruppe Süd 2 14 Mannschaften | Gamma Ethniki Gruppe Süd 2 14 Mannschaften | Gamma Ethniki Gruppe Süd 2 14 Mannschaften | Gamma Ethniki Gruppe Süd 2 14 Mannschaften | Gamma Ethniki Gruppe Süd 2 14 Mannschaften | Gamma Ethniki Gruppe Süd 2 14 Mannschaften | Gamma Ethniki Gruppe Süd 2 14 Mannschaften | Gamma Ethniki Gruppe Süd 2 14 Mannschaften | Gamma Ethniki Gruppe Süd 2 14 Mannschaften | Gamma Ethniki Gruppe Süd 2 14 Mannschaften | Gamma Ethniki Gruppe Süd 2 14 Mannschaften | Gamma Ethniki Gruppe Süd 2 14 Mannschaften | Gamma Ethniki Gruppe Süd 2 14 Mannschaften | Gamma Ethniki Gruppe Süd 2 14 Mannschaften | Gamma Ethniki Gruppe Süd 2 14 Mannschaften | Gamma Ethniki Gruppe Süd 2 14 Mannschaften | Gamma Ethniki Gruppe Süd 2 14 Mannschaften | Gamma Ethniki Gruppe Süd 2 14 Mannschaften | Gamma Ethniki Gruppe Süd 2 14 Mannschaften | Gamma Ethniki Gruppe Süd 2 14 Mannschaften | Gamma Ethniki Gruppe Süd 2 14 Mannschaften | Gamma Ethniki Gruppe Süd 2 14 Mannschaften | Gamma Ethniki Gruppe Süd 2 14 Mannschaften | Gamma Ethniki Gruppe Süd 2 14 Mannschaften | Gamma Ethniki Gruppe Süd 2 14 Mannschaften | Gamma Ethniki Gruppe Süd 2 14 Mannschaften | Gamma Ethniki Gruppe Süd 2 14 Mannschaften | Gamma Ethniki Gruppe Süd 2 14 Mannschaften | Gamma Ethniki Gruppe Süd 2 14 Mannschaften | Gamma Ethniki Gruppe Süd 2 14 Mannschaften | Gamma Ethniki Gruppe Süd 2 14 Mannschaften | Gamma Ethniki Gruppe Süd 2 14 Mannschaften | Gamma Ethniki Gruppe Süd 2 14 Mannschaften | Gamma Ethniki Gruppe Süd 2 14 Mannschaften | Gamma Ethniki Gruppe Süd 2 14 Mannschaften | Gamma Ethniki Gruppe Süd 2 14 Mannschaften | Gamma Ethniki Gruppe Süd 2 14 Mannschaften | Gamma Ethniki Gruppe Süd 2 14 Mannschaften | Gamma Ethniki Gruppe Süd 2 14 Mannschaften | Gamma Ethniki Gruppe Süd 2 14 Mannschaften |
| 5 | ESKA Liga A 19 Ligen                        | ESKA Liga A 19 Ligen                        | ESKA Liga A 19 Ligen                        | ESKA Liga A 19 Ligen                        | ESKA Liga A 19 Ligen                        | ESKA Liga A 19 Ligen                        | ESKA Liga A 19 Ligen                        | ESKA Liga A 19 Ligen                        | ESKA Liga A 19 Ligen                        | ESKA Liga A 19 Ligen                        | ESKA Liga A 19 Ligen                        | ESKA Liga A 19 Ligen                        | ESKA Liga A 19 Ligen                        | ESKA Liga A 19 Ligen                        | ESKA Liga A 19 Ligen                        | ESKA Liga A 19 Ligen                        | ESKA Liga A 19 Ligen                        | ESKA Liga A 19 Ligen                        | ESKA Liga A 19 Ligen                        | ESKA Liga A 19 Ligen                        | ESKA Liga A 19 Ligen                        | ESKA Liga A 19 Ligen                        | ESKA Liga A 19 Ligen                        | ESKA Liga A 19 Ligen                        | ESKA Liga A 19 Ligen                        | ESKA Liga A 19 Ligen                        | ESKA Liga A 19 Ligen                        | ESKA Liga A 19 Ligen                        | ESKA Liga A 19 Ligen                        | ESKA Liga A 19 Ligen                        | ESKA Liga A 19 Ligen                        | ESKA Liga A 19 Ligen                        | ESKA Liga A 19 Ligen                        | ESKA Liga A 19 Ligen                        | ESKA Liga A 19 Ligen                        | ESKA Liga A 19 Ligen                        | ESKA Liga A 19 Ligen                        | ESKA Liga A 19 Ligen                        | ESKA Liga A 19 Ligen                        | ESKA Liga A 19 Ligen                        | ESKA Liga A 19 Ligen                        | ESKA Liga A 19 Ligen                        | ESKA Liga A 19 Ligen                        | ESKA Liga A 19 Ligen                        | ESKA Liga A 19 Ligen                        | ESKA Liga A 19 Ligen                        | ESKA Liga A 19 Ligen                        | ESKA Liga A 19 Ligen                        | ESKA Liga A 19 Ligen                        | ESKA Liga A 19 Ligen                        | ESKA Liga A 19 Ligen                        | ESKA Liga A 19 Ligen                        | ESKA Liga A 19 Ligen                        | ESKA Liga A 19 Ligen                        | ESKA Liga A 19 Ligen                        | ESKA Liga A 19 Ligen                        | ESKA Liga A 19 Ligen                        | ESKA Liga A 19 Ligen                        | ESKA Liga A 19 Ligen                        | ESKA Liga A 19 Ligen                        | ESKA Liga A 19 Ligen                        | ESKA Liga A 19 Ligen                        | ESKA Liga A 19 Ligen                        | ESKA Liga A 19 Ligen                        | ESKA Liga A 19 Ligen                        | ESKA Liga A 19 Ligen                        | ESKA Liga A 19 Ligen                        | ESKA Liga A 19 Ligen                        | ESKA Liga A 19 Ligen                        | ESKA Liga A 19 Ligen                        | ESKA Liga A 19 Ligen                        | ESKA Liga A 19 Ligen                        | ESKA Liga A 19 Ligen                        | ESKA Liga A 19 Ligen                        | ESKA Liga A 19 Ligen                        | ESKA Liga A 19 Ligen                        | ESKA Liga A 19 Ligen                        | ESKA Liga A 19 Ligen                        | ESKA Liga A 19 Ligen                        | ESKA Liga A 19 Ligen                        | ESKA Liga A 19 Ligen                        | ESKA Liga A 19 Ligen                        | ESKA Liga A 19 Ligen                        | ESKA Liga A 19 Ligen                        | ESKA Liga A 19 Ligen                        | ESKA Liga A 19 Ligen                        | ESKA Liga A 19 Ligen                        | ESKA Liga A 19 Ligen                        | ESKA Liga A 19 Ligen                        | ESKA Liga A 19 Ligen                        | ESKA Liga A 19 Ligen                        | ESKA Liga A 19 Ligen                        | ESKA Liga A 19 Ligen                        | ESKA Liga A 19 Ligen                        | ESKA Liga A 19 Ligen                        | ESKA Liga A 19 Ligen                        | ESKA Liga A 19 Ligen                        | ESKA Liga A 19 Ligen                        | ESKA Liga A 19 Ligen                        | ESKA Liga A 19 Ligen                        | ESKA Liga A 19 Ligen                        | ESKA Liga A 19 Ligen                        | ESKA Liga A 19 Ligen                        | ESKA Liga A 19 Ligen                        | ESKA Liga A 19 Ligen                        | ESKA Liga A 19 Ligen                        | ESKA Liga A 19 Ligen                        | ESKA Liga A 19 Ligen                        | ESKA Liga A 19 Ligen                        | ESKA Liga A 19 Ligen                        | ESKA Liga A 19 Ligen                        | ESKA Liga A 19 Ligen                        | ESKA Liga A 19 Ligen                        | ESKA Liga A 19 Ligen                        | ESKA Liga A 19 Ligen                        | ESKA Liga A 19 Ligen                        | ESKA Liga A 19 Ligen                        | ESKA Liga A 19 Ligen                        | ESKA Liga A 19 Ligen                        | ESKA Liga A 19 Ligen                        | ESKA Liga A 19 Ligen                        | ESKA Liga A 19 Ligen                        | ESKA Liga A 19 Ligen                        | ESKA Liga A 19 Ligen                        | ESKA Liga A 19 Ligen                        | ESKA Liga A 19 Ligen                        | ESKA Liga A 19 Ligen                        | ESKA Liga A 19 Ligen                        | ESKA Liga A 19 Ligen                        | ESKA Liga A 19 Ligen                        | ESKA Liga A 19 Ligen                        | ESKA Liga A 19 Ligen                        | ESKA Liga A 19 Ligen                        | ESKA Liga A 19 Ligen                        | ESKA Liga A 19 Ligen                       | ESKA Liga A 19 Ligen                       | ESKA Liga A 19 Ligen                       | ESKA Liga A 19 Ligen                       | ESKA Liga A 19 Ligen                       | ESKA Liga A 19 Ligen                       | ESKA Liga A 19 Ligen                       | ESKA Liga A 19 Ligen                       | ESKA Liga A 19 Ligen                       | ESKA Liga A 19 Ligen                       | ESKA Liga A 19 Ligen                       | ESKA Liga A 19 Ligen                       | ESKA Liga A 19 Ligen                       | ESKA Liga A 19 Ligen                       | ESKA Liga A 19 Ligen                       | ESKA Liga A 19 Ligen                       | ESKA Liga A 19 Ligen                       | ESKA Liga A 19 Ligen                       | ESKA Liga A 19 Ligen                       | ESKA Liga A 19 Ligen                       | ESKA Liga A 19 Ligen                       | ESKA Liga A 19 Ligen                       | ESKA Liga A 19 Ligen                       | ESKA Liga A 19 Ligen                       | ESKA Liga A 19 Ligen                       | ESKA Liga A 19 Ligen                       | ESKA Liga A 19 Ligen                       | ESKA Liga A 19 Ligen                       | ESKA Liga A 19 Ligen                       | ESKA Liga A 19 Ligen                       | ESKA Liga A 19 Ligen                       | ESKA Liga A 19 Ligen                       | ESKA Liga A 19 Ligen                       | ESKA Liga A 19 Ligen                       | ESKA Liga A 19 Ligen                       | ESKA Liga A 19 Ligen                       | ESKA Liga A 19 Ligen                       | ESKA Liga A 19 Ligen                       | ESKA Liga A 19 Ligen                       | ESKA Liga A 19 Ligen                       | ESKA Liga A 19 Ligen                       | ESKA Liga A 19 Ligen                       | ESKA Liga A 19 Ligen                       | ESKA Liga A 19 Ligen                       | ESKA Liga A 19 Ligen                       | ESKA Liga A 19 Ligen                       | ESKA Liga A 19 Ligen                       | ESKA Liga A 19 Ligen                       | ESKA Liga A 19 Ligen                       | ESKA Liga A 19 Ligen                       | ESKA Liga A 19 Ligen                       | ESKA Liga A 19 Ligen                       | ESKA Liga A 19 Ligen                       | ESKA Liga A 19 Ligen                       | ESKA Liga A 19 Ligen                       | ESKA Liga A 19 Ligen                       | ESKA Liga A 19 Ligen                       | ESKA Liga A 19 Ligen                       | ESKA Liga A 19 Ligen                       | ESKA Liga A 19 Ligen                       | ESKA Liga A 19 Ligen                       | ESKA Liga A 19 Ligen                       | ESKA Liga A 19 Ligen                       | ESKA Liga A 19 Ligen                       | ESKA Liga A 19 Ligen                       | ESKA Liga A 19 Ligen                       | ESKA Liga A 19 Ligen                       | ESKA Liga A 19 Ligen                       | ESKA Liga A 19 Ligen                       | ESKA Liga A 19 Ligen                       | ESKA Liga A 19 Ligen                       | ESKA Liga A 19 Ligen                       | ESKA Liga A 19 Ligen                       | ESKA Liga A 19 Ligen                       | ESKA Liga A 19 Ligen                       | ESKA Liga A 19 Ligen                       | ESKA Liga A 19 Ligen                       | ESKA Liga A 19 Ligen                       | ESKA Liga A 19 Ligen                       | ESKA Liga A 19 Ligen                       | ESKA Liga A 19 Ligen                       | ESKA Liga A 19 Ligen                       | ESKA Liga A 19 Ligen                       | ESKA Liga A 19 Ligen                       | ESKA Liga A 19 Ligen                       | ESKA Liga A 19 Ligen                       | ESKA Liga A 19 Ligen                       | ESKA Liga A 19 Ligen                       | ESKA Liga A 19 Ligen                       | ESKA Liga A 19 Ligen                       | ESKA Liga A 19 Ligen                       | ESKA Liga A 19 Ligen                       | ESKA Liga A 19 Ligen                       | ESKA Liga A 19 Ligen                       | ESKA Liga A 19 Ligen                       | ESKA Liga A 19 Ligen                       | ESKA Liga A 19 Ligen                       | ESKA Liga A 19 Ligen                       | ESKA Liga A 19 Ligen                       | ESKA Liga A 19 Ligen                       | ESKA Liga A 19 Ligen                       | ESKA Liga A 19 Ligen                       | ESKA Liga A 19 Ligen                       | ESKA Liga A 19 Ligen                       | ESKA Liga A 19 Ligen                       | ESKA Liga A 19 Ligen                       | ESKA Liga A 19 Ligen                       | ESKA Liga A 19 Ligen                       | ESKA Liga A 19 Ligen                       | ESKA Liga A 19 Ligen                       | ESKA Liga A 19 Ligen                       | ESKA Liga A 19 Ligen                       | ESKA Liga A 19 Ligen                       | ESKA Liga A 19 Ligen                       | ESKA Liga A 19 Ligen                       | ESKA Liga A 19 Ligen                       | ESKA Liga A 19 Ligen                       | ESKA Liga A 19 Ligen                       | ESKA Liga A 19 Ligen                       | ESKA Liga A 19 Ligen                       | ESKA Liga A 19 Ligen                       | ESKA Liga A 19 Ligen                       | ESKA Liga A 19 Ligen                       | ESKA Liga A 19 Ligen                       | ESKA Liga A 19 Ligen                       | ESKA Liga A 19 Ligen                       | ESKA Liga A 19 Ligen                       | ESKA Liga A 19 Ligen                       | ESKA Liga A 19 Ligen                       | ESKA Liga A 19 Ligen                       | ESKA Liga A 19 Ligen                       | ESKA Liga A 19 Ligen                       | ESKA Liga A 19 Ligen                       | ESKA Liga A 19 Ligen                       | ESKA Liga A 19 Ligen                       | ESKA Liga A 19 Ligen                       | ESKA Liga A 19 Ligen                       | ESKA Liga A 19 Ligen                       | ESKA Liga A 19 Ligen                       | ESKA Liga A 19 Ligen                       | ESKA Liga A 19 Ligen                       | ESKA Liga A 19 Ligen                       | ESKA Liga A 19 Ligen                       | ESKA Liga A 19 Ligen                       | ESKA Liga A 19 Ligen                       | ESKA Liga A 19 Ligen                       | ESKA Liga A 19 Ligen                       | ESKA Liga A 19 Ligen                       | ESKA Liga A 19 Ligen                       | ESKA Liga A 19 Ligen                       | ESKA Liga A 19 Ligen                       | ESKA Liga A 19 Ligen                       | ESKA Liga A 19 Ligen                       | ESKA Liga A 19 Ligen                       | ESKA Liga A 19 Ligen                       | ESKA Liga A 19 Ligen                       | ESKA Liga A 19 Ligen                       | ESKA Liga A 19 Ligen                       | ESKA Liga A 19 Ligen                       | ESKA Liga A 19 Ligen                       | ESKA Liga A 19 Ligen                       | ESKA Liga A 19 Ligen                       | ESKA Liga A 19 Ligen                       | ESKA Liga A 19 Ligen                       | ESKA Liga A 19 Ligen                       | ESKA Liga A 19 Ligen                       | ESKA Liga A 19 Ligen                       | ESKA Liga A 19 Ligen                       | ESKA Liga A 19 Ligen                       | ESKA Liga A 19 Ligen                       | ESKA Liga A 19 Ligen                       | ESKA Liga A 19 Ligen                       | ESKA Liga A 19 Ligen                       | ESKA Liga A 19 Ligen                       | ESKA Liga A 19 Ligen                       | ESKA Liga A 19 Ligen                       | ESKA Liga A 19 Ligen                       | ESKA Liga A 19 Ligen                       | ESKA Liga A 19 Ligen                       | ESKA Liga A 19 Ligen                       | ESKA Liga A 19 Ligen                       | ESKA Liga A 19 Ligen                       | ESKA Liga A 19 Ligen                       | ESKA Liga A 19 Ligen                       | ESKA Liga A 19 Ligen                       | ESKA Liga A 19 Ligen                       | ESKA Liga A 19 Ligen                       | ESKA Liga A 19 Ligen                       | ESKA Liga A 19 Ligen                       | ESKA Liga A 19 Ligen                       | ESKA Liga A 19 Ligen                       | ESKA Liga A 19 Ligen                       | ESKA Liga A 19 Ligen                       | ESKA Liga A 19 Ligen                       | ESKA Liga A 19 Ligen                       | ESKA Liga A 19 Ligen                       | ESKA Liga A 19 Ligen                       | ESKA Liga A 19 Ligen                       | ESKA Liga A 19 Ligen                       | ESKA Liga A 19 Ligen                       | ESKA Liga A 19 Ligen                       | ESKA Liga A 19 Ligen                       | ESKA Liga A 19 Ligen                       | ESKA Liga A 19 Ligen                       | ESKA Liga A 19 Ligen                       | ESKA Liga A 19 Ligen                       | ESKA Liga A 19 Ligen                       | ESKA Liga A 19 Ligen                       | ESKA Liga A 19 Ligen                       | ESKA Liga A 19 Ligen                       | ESKA Liga A 19 Ligen                       | ESKA Liga A 19 Ligen                       | ESKA Liga A 19 Ligen                       | ESKA Liga A 19 Ligen                       | ESKA Liga A 19 Ligen                       | ESKA Liga A 19 Ligen                       |                                            |                                            |                                            |                                            |                                            |                                            |                                            |                                            |
| 6 | ESKA Liga B 15 Ligen                        | ESKA Liga B 15 Ligen                        | ESKA Liga B 15 Ligen                        | ESKA Liga B 15 Ligen                        | ESKA Liga B 15 Ligen                        | ESKA Liga B 15 Ligen                        | ESKA Liga B 15 Ligen                        | ESKA Liga B 15 Ligen                        | ESKA Liga B 15 Ligen                        | ESKA Liga B 15 Ligen                        | ESKA Liga B 15 Ligen                        | ESKA Liga B 15 Ligen                        | ESKA Liga B 15 Ligen                        | ESKA Liga B 15 Ligen                        | ESKA Liga B 15 Ligen                        | ESKA Liga B 15 Ligen                        | ESKA Liga B 15 Ligen                        | ESKA Liga B 15 Ligen                        | ESKA Liga B 15 Ligen                        | ESKA Liga B 15 Ligen                        | ESKA Liga B 15 Ligen                        | ESKA Liga B 15 Ligen                        | ESKA Liga B 15 Ligen                        | ESKA Liga B 15 Ligen                        | ESKA Liga B 15 Ligen                        | ESKA Liga B 15 Ligen                        | ESKA Liga B 15 Ligen                        | ESKA Liga B 15 Ligen                        | ESKA Liga B 15 Ligen                        | ESKA Liga B 15 Ligen                        | ESKA Liga B 15 Ligen                        | ESKA Liga B 15 Ligen                        | ESKA Liga B 15 Ligen                        | ESKA Liga B 15 Ligen                        | ESKA Liga B 15 Ligen                        | ESKA Liga B 15 Ligen                        | ESKA Liga B 15 Ligen                        | ESKA Liga B 15 Ligen                        | ESKA Liga B 15 Ligen                        | ESKA Liga B 15 Ligen                        | ESKA Liga B 15 Ligen                        | ESKA Liga B 15 Ligen                        | ESKA Liga B 15 Ligen                        | ESKA Liga B 15 Ligen                        | ESKA Liga B 15 Ligen                        | ESKA Liga B 15 Ligen                        | ESKA Liga B 15 Ligen                        | ESKA Liga B 15 Ligen                        | ESKA Liga B 15 Ligen                        | ESKA Liga B 15 Ligen                        | ESKA Liga B 15 Ligen                        | ESKA Liga B 15 Ligen                        | ESKA Liga B 15 Ligen                        | ESKA Liga B 15 Ligen                        | ESKA Liga B 15 Ligen                        | ESKA Liga B 15 Ligen                        | ESKA Liga B 15 Ligen                        | ESKA Liga B 15 Ligen                        | ESKA Liga B 15 Ligen                        | ESKA Liga B 15 Ligen                        | ESKA Liga B 15 Ligen                        | ESKA Liga B 15 Ligen                        | ESKA Liga B 15 Ligen                        | ESKA Liga B 15 Ligen                        | ESKA Liga B 15 Ligen                        | ESKA Liga B 15 Ligen                        | ESKA Liga B 15 Ligen                        | ESKA Liga B 15 Ligen                        | ESKA Liga B 15 Ligen                        | ESKA Liga B 15 Ligen                        | ESKA Liga B 15 Ligen                        | ESKA Liga B 15 Ligen                        | ESKA Liga B 15 Ligen                        | ESKA Liga B 15 Ligen                        | ESKA Liga B 15 Ligen                        | ESKA Liga B 15 Ligen                        | ESKA Liga B 15 Ligen                        | ESKA Liga B 15 Ligen                        | ESKA Liga B 15 Ligen                        | ESKA Liga B 15 Ligen                        | ESKA Liga B 15 Ligen                        | ESKA Liga B 15 Ligen                        | ESKA Liga B 15 Ligen                        | ESKA Liga B 15 Ligen                        | ESKA Liga B 15 Ligen                        | ESKA Liga B 15 Ligen                        | ESKA Liga B 15 Ligen                        | ESKA Liga B 15 Ligen                        | ESKA Liga B 15 Ligen                        | ESKA Liga B 15 Ligen                        | ESKA Liga B 15 Ligen                        | ESKA Liga B 15 Ligen                        | ESKA Liga B 15 Ligen                        | ESKA Liga B 15 Ligen                        | ESKA Liga B 15 Ligen                        | ESKA Liga B 15 Ligen                        | ESKA Liga B 15 Ligen                        | ESKA Liga B 15 Ligen                        | ESKA Liga B 15 Ligen                        | ESKA Liga B 15 Ligen                        | ESKA Liga B 15 Ligen                        | ESKA Liga B 15 Ligen                        | ESKA Liga B 15 Ligen                        | ESKA Liga B 15 Ligen                        | ESKA Liga B 15 Ligen                        | ESKA Liga B 15 Ligen                        | ESKA Liga B 15 Ligen                        | ESKA Liga B 15 Ligen                        | ESKA Liga B 15 Ligen                        | ESKA Liga B 15 Ligen                        | ESKA Liga B 15 Ligen                        | ESKA Liga B 15 Ligen                        | ESKA Liga B 15 Ligen                        | ESKA Liga B 15 Ligen                        | ESKA Liga B 15 Ligen                        | ESKA Liga B 15 Ligen                        | ESKA Liga B 15 Ligen                        | ESKA Liga B 15 Ligen                        | ESKA Liga B 15 Ligen                        | ESKA Liga B 15 Ligen                        | ESKA Liga B 15 Ligen                        | ESKA Liga B 15 Ligen                        | ESKA Liga B 15 Ligen                        | ESKA Liga B 15 Ligen                        | ESKA Liga B 15 Ligen                        | ESKA Liga B 15 Ligen                        | ESKA Liga B 15 Ligen                        | ESKA Liga B 15 Ligen                        | ESKA Liga B 15 Ligen                        | ESKA Liga B 15 Ligen                        | ESKA Liga B 15 Ligen                        | ESKA Liga B 15 Ligen                        | ESKA Liga B 15 Ligen                        | ESKA Liga B 15 Ligen                        | ESKA Liga B 15 Ligen                       | ESKA Liga B 15 Ligen                       | ESKA Liga B 15 Ligen                       | ESKA Liga B 15 Ligen                       | ESKA Liga B 15 Ligen                       | ESKA Liga B 15 Ligen                       | ESKA Liga B 15 Ligen                       | ESKA Liga B 15 Ligen                       | ESKA Liga B 15 Ligen                       | ESKA Liga B 15 Ligen                       | ESKA Liga B 15 Ligen                       | ESKA Liga B 15 Ligen                       | ESKA Liga B 15 Ligen                       | ESKA Liga B 15 Ligen                       | ESKA Liga B 15 Ligen                       | ESKA Liga B 15 Ligen                       | ESKA Liga B 15 Ligen                       | ESKA Liga B 15 Ligen                       | ESKA Liga B 15 Ligen                       | ESKA Liga B 15 Ligen                       | ESKA Liga B 15 Ligen                       | ESKA Liga B 15 Ligen                       | ESKA Liga B 15 Ligen                       | ESKA Liga B 15 Ligen                       | ESKA Liga B 15 Ligen                       | ESKA Liga B 15 Ligen                       | ESKA Liga B 15 Ligen                       | ESKA Liga B 15 Ligen                       | ESKA Liga B 15 Ligen                       | ESKA Liga B 15 Ligen                       | ESKA Liga B 15 Ligen                       | ESKA Liga B 15 Ligen                       | ESKA Liga B 15 Ligen                       | ESKA Liga B 15 Ligen                       | ESKA Liga B 15 Ligen                       | ESKA Liga B 15 Ligen                       | ESKA Liga B 15 Ligen                       | ESKA Liga B 15 Ligen                       | ESKA Liga B 15 Ligen                       | ESKA Liga B 15 Ligen                       | ESKA Liga B 15 Ligen                       | ESKA Liga B 15 Ligen                       | ESKA Liga B 15 Ligen                       | ESKA Liga B 15 Ligen                       | ESKA Liga B 15 Ligen                       | ESKA Liga B 15 Ligen                       | ESKA Liga B 15 Ligen                       | ESKA Liga B 15 Ligen                       | ESKA Liga B 15 Ligen                       | ESKA Liga B 15 Ligen                       | ESKA Liga B 15 Ligen                       | ESKA Liga B 15 Ligen                       | ESKA Liga B 15 Ligen                       | ESKA Liga B 15 Ligen                       | ESKA Liga B 15 Ligen                       | ESKA Liga B 15 Ligen                       | ESKA Liga B 15 Ligen                       | ESKA Liga B 15 Ligen                       | ESKA Liga B 15 Ligen                       | ESKA Liga B 15 Ligen                       | ESKA Liga B 15 Ligen                       | ESKA Liga B 15 Ligen                       | ESKA Liga B 15 Ligen                       | ESKA Liga B 15 Ligen                       | ESKA Liga B 15 Ligen                       | ESKA Liga B 15 Ligen                       | ESKA Liga B 15 Ligen                       | ESKA Liga B 15 Ligen                       | ESKA Liga B 15 Ligen                       | ESKA Liga B 15 Ligen                       | ESKA Liga B 15 Ligen                       | ESKA Liga B 15 Ligen                       | ESKA Liga B 15 Ligen                       | ESKA Liga B 15 Ligen                       | ESKA Liga B 15 Ligen                       | ESKA Liga B 15 Ligen                       | ESKA Liga B 15 Ligen                       | ESKA Liga B 15 Ligen                       | ESKA Liga B 15 Ligen                       | ESKA Liga B 15 Ligen                       | ESKA Liga B 15 Ligen                       | ESKA Liga B 15 Ligen                       | ESKA Liga B 15 Ligen                       | ESKA Liga B 15 Ligen                       | ESKA Liga B 15 Ligen                       | ESKA Liga B 15 Ligen                       | ESKA Liga B 15 Ligen                       | ESKA Liga B 15 Ligen                       | ESKA Liga B 15 Ligen                       | ESKA Liga B 15 Ligen                       | ESKA Liga B 15 Ligen                       | ESKA Liga B 15 Ligen                       | ESKA Liga B 15 Ligen                       | ESKA Liga B 15 Ligen                       | ESKA Liga B 15 Ligen                       | ESKA Liga B 15 Ligen                       | ESKA Liga B 15 Ligen                       | ESKA Liga B 15 Ligen                       | ESKA Liga B 15 Ligen                       | ESKA Liga B 15 Ligen                       | ESKA Liga B 15 Ligen                       | ESKA Liga B 15 Ligen                       | ESKA Liga B 15 Ligen                       | ESKA Liga B 15 Ligen                       | ESKA Liga B 15 Ligen                       | ESKA Liga B 15 Ligen                       | ESKA Liga B 15 Ligen                       | ESKA Liga B 15 Ligen                       | ESKA Liga B 15 Ligen                       | ESKA Liga B 15 Ligen                       | ESKA Liga B 15 Ligen                       | ESKA Liga B 15 Ligen                       | ESKA Liga B 15 Ligen                       | ESKA Liga B 15 Ligen                       | ESKA Liga B 15 Ligen                       | ESKA Liga B 15 Ligen                       | ESKA Liga B 15 Ligen                       | ESKA Liga B 15 Ligen                       | ESKA Liga B 15 Ligen                       | ESKA Liga B 15 Ligen                       | ESKA Liga B 15 Ligen                       | ESKA Liga B 15 Ligen                       | ESKA Liga B 15 Ligen                       | ESKA Liga B 15 Ligen                       | ESKA Liga B 15 Ligen                       | ESKA Liga B 15 Ligen                       | ESKA Liga B 15 Ligen                       | ESKA Liga B 15 Ligen                       | ESKA Liga B 15 Ligen                       | ESKA Liga B 15 Ligen                       | ESKA Liga B 15 Ligen                       | ESKA Liga B 15 Ligen                       | ESKA Liga B 15 Ligen                       | ESKA Liga B 15 Ligen                       | ESKA Liga B 15 Ligen                       | ESKA Liga B 15 Ligen                       | ESKA Liga B 15 Ligen                       | ESKA Liga B 15 Ligen                       | ESKA Liga B 15 Ligen                       | ESKA Liga B 15 Ligen                       | ESKA Liga B 15 Ligen                       | ESKA Liga B 15 Ligen                       | ESKA Liga B 15 Ligen                       | ESKA Liga B 15 Ligen                       | ESKA Liga B 15 Ligen                       | ESKA Liga B 15 Ligen                       | ESKA Liga B 15 Ligen                       | ESKA Liga B 15 Ligen                       | ESKA Liga B 15 Ligen                       | ESKA Liga B 15 Ligen                       | ESKA Liga B 15 Ligen                       | ESKA Liga B 15 Ligen                       | ESKA Liga B 15 Ligen                       | ESKA Liga B 15 Ligen                       | ESKA Liga B 15 Ligen                       | ESKA Liga B 15 Ligen                       | ESKA Liga B 15 Ligen                       | ESKA Liga B 15 Ligen                       | ESKA Liga B 15 Ligen                       | ESKA Liga B 15 Ligen                       | ESKA Liga B 15 Ligen                       | ESKA Liga B 15 Ligen                       | ESKA Liga B 15 Ligen                       | ESKA Liga B 15 Ligen                       | ESKA Liga B 15 Ligen                       | ESKA Liga B 15 Ligen                       | ESKA Liga B 15 Ligen                       | ESKA Liga B 15 Ligen                       | ESKA Liga B 15 Ligen                       | ESKA Liga B 15 Ligen                       | ESKA Liga B 15 Ligen                       | ESKA Liga B 15 Ligen                       | ESKA Liga B 15 Ligen                       | ESKA Liga B 15 Ligen                       | ESKA Liga B 15 Ligen                       | ESKA Liga B 15 Ligen                       | ESKA Liga B 15 Ligen                       | ESKA Liga B 15 Ligen                       | ESKA Liga B 15 Ligen                       | ESKA Liga B 15 Ligen                       | ESKA Liga B 15 Ligen                       | ESKA Liga B 15 Ligen                       | ESKA Liga B 15 Ligen                       | ESKA Liga B 15 Ligen                       | ESKA Liga B 15 Ligen                       | ESKA Liga B 15 Ligen                       | ESKA Liga B 15 Ligen                       | ESKA Liga B 15 Ligen                       | ESKA Liga B 15 Ligen                       | ESKA Liga B 15 Ligen                       | ESKA Liga B 15 Ligen                       | ESKA Liga B 15 Ligen                       | ESKA Liga B 15 Ligen                       | ESKA Liga B 15 Ligen                       | ESKA Liga B 15 Ligen                       | ESKA Liga B 15 Ligen                       | ESKA Liga B 15 Ligen                       | ESKA Liga B 15 Ligen                       | ESKA Liga B 15 Ligen                       | ESKA Liga B 15 Ligen                       | ESKA Liga B 15 Ligen                       | ESKA Liga B 15 Ligen                       | ESKA Liga B 15 Ligen                       | ESKA Liga B 15 Ligen                       | ESKA Liga B 15 Ligen                       | ESKA Liga B 15 Ligen                       | ESKA Liga B 15 Ligen                       | ESKA Liga B 15 Ligen                       | ESKA Liga B 15 Ligen                       | ESKA Liga B 15 Ligen                       | ESKA Liga B 15 Ligen                       | ESKA Liga B 15 Ligen                       | ESKA Liga B 15 Ligen                       | ESKA Liga B 15 Ligen                       | ESKA Liga B 15 Ligen                       | ESKA Liga B 15 Ligen                       |                                            |                                            |                                            |                                            |                                            |                                            |                                            |                                            |
| 7 | ESKA Liga C 8 Ligen                         | ESKA Liga C 8 Ligen                         | ESKA Liga C 8 Ligen                         | ESKA Liga C 8 Ligen                         | ESKA Liga C 8 Ligen                         | ESKA Liga C 8 Ligen                         | ESKA Liga C 8 Ligen                         | ESKA Liga C 8 Ligen                         | ESKA Liga C 8 Ligen                         | ESKA Liga C 8 Ligen                         | ESKA Liga C 8 Ligen                         | ESKA Liga C 8 Ligen                         | ESKA Liga C 8 Ligen                         | ESKA Liga C 8 Ligen                         | ESKA Liga C 8 Ligen                         | ESKA Liga C 8 Ligen                         | ESKA Liga C 8 Ligen                         | ESKA Liga C 8 Ligen                         | ESKA Liga C 8 Ligen                         | ESKA Liga C 8 Ligen                         | ESKA Liga C 8 Ligen                         | ESKA Liga C 8 Ligen                         | ESKA Liga C 8 Ligen                         | ESKA Liga C 8 Ligen                         | ESKA Liga C 8 Ligen                         | ESKA Liga C 8 Ligen                         | ESKA Liga C 8 Ligen                         | ESKA Liga C 8 Ligen                         | ESKA Liga C 8 Ligen                         | ESKA Liga C 8 Ligen                         | ESKA Liga C 8 Ligen                         | ESKA Liga C 8 Ligen                         | ESKA Liga C 8 Ligen                         | ESKA Liga C 8 Ligen                         | ESKA Liga C 8 Ligen                         | ESKA Liga C 8 Ligen                         | ESKA Liga C 8 Ligen                         | ESKA Liga C 8 Ligen                         | ESKA Liga C 8 Ligen                         | ESKA Liga C 8 Ligen                         | ESKA Liga C 8 Ligen                         | ESKA Liga C 8 Ligen                         | ESKA Liga C 8 Ligen                         | ESKA Liga C 8 Ligen                         | ESKA Liga C 8 Ligen                         | ESKA Liga C 8 Ligen                         | ESKA Liga C 8 Ligen                         | ESKA Liga C 8 Ligen                         | ESKA Liga C 8 Ligen                         | ESKA Liga C 8 Ligen                         | ESKA Liga C 8 Ligen                         | ESKA Liga C 8 Ligen                         | ESKA Liga C 8 Ligen                         | ESKA Liga C 8 Ligen                         | ESKA Liga C 8 Ligen                         | ESKA Liga C 8 Ligen                         | ESKA Liga C 8 Ligen                         | ESKA Liga C 8 Ligen                         | ESKA Liga C 8 Ligen                         | ESKA Liga C 8 Ligen                         | ESKA Liga C 8 Ligen                         | ESKA Liga C 8 Ligen                         | ESKA Liga C 8 Ligen                         | ESKA Liga C 8 Ligen                         | ESKA Liga C 8 Ligen                         | ESKA Liga C 8 Ligen                         | ESKA Liga C 8 Ligen                         | ESKA Liga C 8 Ligen                         | ESKA Liga C 8 Ligen                         | ESKA Liga C 8 Ligen                         | ESKA Liga C 8 Ligen                         | ESKA Liga C 8 Ligen                         | ESKA Liga C 8 Ligen                         | ESKA Liga C 8 Ligen                         | ESKA Liga C 8 Ligen                         | ESKA Liga C 8 Ligen                         | ESKA Liga C 8 Ligen                         | ESKA Liga C 8 Ligen                         | ESKA Liga C 8 Ligen                         | ESKA Liga C 8 Ligen                         | ESKA Liga C 8 Ligen                         | ESKA Liga C 8 Ligen                         | ESKA Liga C 8 Ligen                         | ESKA Liga C 8 Ligen                         | ESKA Liga C 8 Ligen                         | ESKA Liga C 8 Ligen                         | ESKA Liga C 8 Ligen                         | ESKA Liga C 8 Ligen                         | ESKA Liga C 8 Ligen                         | ESKA Liga C 8 Ligen                         | ESKA Liga C 8 Ligen                         | ESKA Liga C 8 Ligen                         | ESKA Liga C 8 Ligen                         | ESKA Liga C 8 Ligen                         | ESKA Liga C 8 Ligen                         | ESKA Liga C 8 Ligen                         | ESKA Liga C 8 Ligen                         | ESKA Liga C 8 Ligen                         | ESKA Liga C 8 Ligen                         | ESKA Liga C 8 Ligen                         | ESKA Liga C 8 Ligen                         | ESKA Liga C 8 Ligen                         | ESKA Liga C 8 Ligen                         | ESKA Liga C 8 Ligen                         | ESKA Liga C 8 Ligen                         | ESKA Liga C 8 Ligen                         | ESKA Liga C 8 Ligen                         | ESKA Liga C 8 Ligen                         | ESKA Liga C 8 Ligen                         | ESKA Liga C 8 Ligen                         | ESKA Liga C 8 Ligen                         | ESKA Liga C 8 Ligen                         | ESKA Liga C 8 Ligen                         | ESKA Liga C 8 Ligen                         | ESKA Liga C 8 Ligen                         | ESKA Liga C 8 Ligen                         | ESKA Liga C 8 Ligen                         | ESKA Liga C 8 Ligen                         | ESKA Liga C 8 Ligen                         | ESKA Liga C 8 Ligen                         | ESKA Liga C 8 Ligen                         | ESKA Liga C 8 Ligen                         | ESKA Liga C 8 Ligen                         | ESKA Liga C 8 Ligen                         | ESKA Liga C 8 Ligen                         | ESKA Liga C 8 Ligen                         | ESKA Liga C 8 Ligen                         | ESKA Liga C 8 Ligen                         | ESKA Liga C 8 Ligen                         | ESKA Liga C 8 Ligen                         | ESKA Liga C 8 Ligen                         | ESKA Liga C 8 Ligen                         | ESKA Liga C 8 Ligen                         | ESKA Liga C 8 Ligen                         | ESKA Liga C 8 Ligen                        | ESKA Liga C 8 Ligen                        | ESKA Liga C 8 Ligen                        | ESKA Liga C 8 Ligen                        | ESKA Liga C 8 Ligen                        | ESKA Liga C 8 Ligen                        | ESKA Liga C 8 Ligen                        | ESKA Liga C 8 Ligen                        | ESKA Liga C 8 Ligen                        | ESKA Liga C 8 Ligen                        | ESKA Liga C 8 Ligen                        | ESKA Liga C 8 Ligen                        | ESKA Liga C 8 Ligen                        | ESKA Liga C 8 Ligen                        | ESKA Liga C 8 Ligen                        | ESKA Liga C 8 Ligen                        | ESKA Liga C 8 Ligen                        | ESKA Liga C 8 Ligen                        | ESKA Liga C 8 Ligen                        | ESKA Liga C 8 Ligen                        | ESKA Liga C 8 Ligen                        | ESKA Liga C 8 Ligen                        | ESKA Liga C 8 Ligen                        | ESKA Liga C 8 Ligen                        | ESKA Liga C 8 Ligen                        | ESKA Liga C 8 Ligen                        | ESKA Liga C 8 Ligen                        | ESKA Liga C 8 Ligen                        | ESKA Liga C 8 Ligen                        | ESKA Liga C 8 Ligen                        | ESKA Liga C 8 Ligen                        | ESKA Liga C 8 Ligen                        | ESKA Liga C 8 Ligen                        | ESKA Liga C 8 Ligen                        | ESKA Liga C 8 Ligen                        | ESKA Liga C 8 Ligen                        | ESKA Liga C 8 Ligen                        | ESKA Liga C 8 Ligen                        | ESKA Liga C 8 Ligen                        | ESKA Liga C 8 Ligen                        | ESKA Liga C 8 Ligen                        | ESKA Liga C 8 Ligen                        | ESKA Liga C 8 Ligen                        | ESKA Liga C 8 Ligen                        | ESKA Liga C 8 Ligen                        | ESKA Liga C 8 Ligen                        | ESKA Liga C 8 Ligen                        | ESKA Liga C 8 Ligen                        | ESKA Liga C 8 Ligen                        | ESKA Liga C 8 Ligen                        | ESKA Liga C 8 Ligen                        | ESKA Liga C 8 Ligen                        | ESKA Liga C 8 Ligen                        | ESKA Liga C 8 Ligen                        | ESKA Liga C 8 Ligen                        | ESKA Liga C 8 Ligen                        | ESKA Liga C 8 Ligen                        | ESKA Liga C 8 Ligen                        | ESKA Liga C 8 Ligen                        | ESKA Liga C 8 Ligen                        | ESKA Liga C 8 Ligen                        | ESKA Liga C 8 Ligen                        | ESKA Liga C 8 Ligen                        | ESKA Liga C 8 Ligen                        | ESKA Liga C 8 Ligen                        | ESKA Liga C 8 Ligen                        | ESKA Liga C 8 Ligen                        | ESKA Liga C 8 Ligen                        | ESKA Liga C 8 Ligen                        | ESKA Liga C 8 Ligen                        | ESKA Liga C 8 Ligen                        | ESKA Liga C 8 Ligen                        | ESKA Liga C 8 Ligen                        | ESKA Liga C 8 Ligen                        | ESKA Liga C 8 Ligen                        | ESKA Liga C 8 Ligen                        | ESKA Liga C 8 Ligen                        | ESKA Liga C 8 Ligen                        | ESKA Liga C 8 Ligen                        | ESKA Liga C 8 Ligen                        | ESKA Liga C 8 Ligen                        | ESKA Liga C 8 Ligen                        | ESKA Liga C 8 Ligen                        | ESKA Liga C 8 Ligen                        | ESKA Liga C 8 Ligen                        | ESKA Liga C 8 Ligen                        | ESKA Liga C 8 Ligen                        | ESKA Liga C 8 Ligen                        | ESKA Liga C 8 Ligen                        | ESKA Liga C 8 Ligen                        | ESKA Liga C 8 Ligen                        | ESKA Liga C 8 Ligen                        | ESKA Liga C 8 Ligen                        | ESKA Liga C 8 Ligen                        | ESKA Liga C 8 Ligen                        | ESKA Liga C 8 Ligen                        | ESKA Liga C 8 Ligen                        | ESKA Liga C 8 Ligen                        | ESKA Liga C 8 Ligen                        | ESKA Liga C 8 Ligen                        | ESKA Liga C 8 Ligen                        | ESKA Liga C 8 Ligen                        | ESKA Liga C 8 Ligen                        | ESKA Liga C 8 Ligen                        | ESKA Liga C 8 Ligen                        | ESKA Liga C 8 Ligen                        | ESKA Liga C 8 Ligen                        | ESKA Liga C 8 Ligen                        | ESKA Liga C 8 Ligen                        | ESKA Liga C 8 Ligen                        | ESKA Liga C 8 Ligen                        | ESKA Liga C 8 Ligen                        | ESKA Liga C 8 Ligen                        | ESKA Liga C 8 Ligen                        | ESKA Liga C 8 Ligen                        | ESKA Liga C 8 Ligen                        | ESKA Liga C 8 Ligen                        | ESKA Liga C 8 Ligen                        | ESKA Liga C 8 Ligen                        | ESKA Liga C 8 Ligen                        | ESKA Liga C 8 Ligen                        | ESKA Liga C 8 Ligen                        | ESKA Liga C 8 Ligen                        | ESKA Liga C 8 Ligen                        | ESKA Liga C 8 Ligen                        | ESKA Liga C 8 Ligen                        | ESKA Liga C 8 Ligen                        | ESKA Liga C 8 Ligen                        | ESKA Liga C 8 Ligen                        | ESKA Liga C 8 Ligen                        | ESKA Liga C 8 Ligen                        | ESKA Liga C 8 Ligen                        | ESKA Liga C 8 Ligen                        | ESKA Liga C 8 Ligen                        | ESKA Liga C 8 Ligen                        | ESKA Liga C 8 Ligen                        | ESKA Liga C 8 Ligen                        | ESKA Liga C 8 Ligen                        | ESKA Liga C 8 Ligen                        | ESKA Liga C 8 Ligen                        | ESKA Liga C 8 Ligen                        | ESKA Liga C 8 Ligen                        | ESKA Liga C 8 Ligen                        | ESKA Liga C 8 Ligen                        | ESKA Liga C 8 Ligen                        | ESKA Liga C 8 Ligen                        | ESKA Liga C 8 Ligen                        | ESKA Liga C 8 Ligen                        | ESKA Liga C 8 Ligen                        | ESKA Liga C 8 Ligen                        | ESKA Liga C 8 Ligen                        | ESKA Liga C 8 Ligen                        | ESKA Liga C 8 Ligen                        | ESKA Liga C 8 Ligen                        | ESKA Liga C 8 Ligen                        | ESKA Liga C 8 Ligen                        | ESKA Liga C 8 Ligen                        | ESKA Liga C 8 Ligen                        | ESKA Liga C 8 Ligen                        | ESKA Liga C 8 Ligen                        | ESKA Liga C 8 Ligen                        | ESKA Liga C 8 Ligen                        | ESKA Liga C 8 Ligen                        | ESKA Liga C 8 Ligen                        | ESKA Liga C 8 Ligen                        | ESKA Liga C 8 Ligen                        | ESKA Liga C 8 Ligen                        | ESKA Liga C 8 Ligen                        | ESKA Liga C 8 Ligen                        | ESKA Liga C 8 Ligen                        | ESKA Liga C 8 Ligen                        | ESKA Liga C 8 Ligen                        | ESKA Liga C 8 Ligen                        | ESKA Liga C 8 Ligen                        | ESKA Liga C 8 Ligen                        | ESKA Liga C 8 Ligen                        | ESKA Liga C 8 Ligen                        | ESKA Liga C 8 Ligen                        | ESKA Liga C 8 Ligen                        | ESKA Liga C 8 Ligen                        | ESKA Liga C 8 Ligen                        | ESKA Liga C 8 Ligen                        | ESKA Liga C 8 Ligen                        | ESKA Liga C 8 Ligen                        | ESKA Liga C 8 Ligen                        | ESKA Liga C 8 Ligen                        | ESKA Liga C 8 Ligen                        | ESKA Liga C 8 Ligen                        | ESKA Liga C 8 Ligen                        | ESKA Liga C 8 Ligen                        | ESKA Liga C 8 Ligen                        | ESKA Liga C 8 Ligen                        | ESKA Liga C 8 Ligen                        | ESKA Liga C 8 Ligen                        | ESKA Liga C 8 Ligen                        | ESKA Liga C 8 Ligen                        | ESKA Liga C 8 Ligen                        | ESKA Liga C 8 Ligen                        | ESKA Liga C 8 Ligen                        | ESKA Liga C 8 Ligen                        | ESKA Liga C 8 Ligen                        | ESKA Liga C 8 Ligen                        | ESKA Liga C 8 Ligen                        | ESKA Liga C 8 Ligen                        | ESKA Liga C 8 Ligen                        | ESKA Liga C 8 Ligen                        | ESKA Liga C 8 Ligen                        | ESKA Liga C 8 Ligen                        | ESKA Liga C 8 Ligen                        | ESKA Liga C 8 Ligen                        | ESKA Liga C 8 Ligen                        | ESKA Liga C 8 Ligen                        | ESKA Liga C 8 Ligen                        | ESKA Liga C 8 Ligen                        | ESKA Liga C 8 Ligen                        | ESKA Liga C 8 Ligen                        |                                            |                                            |                                            |                                            |                                            |                                            |                                            |                                            |
| 8 | ESKA Liga D 4 Ligen                         | ESKA Liga D 4 Ligen                         | ESKA Liga D 4 Ligen                         | ESKA Liga D 4 Ligen                         | ESKA Liga D 4 Ligen                         | ESKA Liga D 4 Ligen                         | ESKA Liga D 4 Ligen                         | ESKA Liga D 4 Ligen                         | ESKA Liga D 4 Ligen                         | ESKA Liga D 4 Ligen                         | ESKA Liga D 4 Ligen                         | ESKA Liga D 4 Ligen                         | ESKA Liga D 4 Ligen                         | ESKA Liga D 4 Ligen                         | ESKA Liga D 4 Ligen                         | ESKA Liga D 4 Ligen                         | ESKA Liga D 4 Ligen                         | ESKA Liga D 4 Ligen                         | ESKA Liga D 4 Ligen                         | ESKA Liga D 4 Ligen                         | ESKA Liga D 4 Ligen                         | ESKA Liga D 4 Ligen                         | ESKA Liga D 4 Ligen                         | ESKA Liga D 4 Ligen                         | ESKA Liga D 4 Ligen                         | ESKA Liga D 4 Ligen                         | ESKA Liga D 4 Ligen                         | ESKA Liga D 4 Ligen                         | ESKA Liga D 4 Ligen                         | ESKA Liga D 4 Ligen                         | ESKA Liga D 4 Ligen                         | ESKA Liga D 4 Ligen                         | ESKA Liga D 4 Ligen                         | ESKA Liga D 4 Ligen                         | ESKA Liga D 4 Ligen                         | ESKA Liga D 4 Ligen                         | ESKA Liga D 4 Ligen                         | ESKA Liga D 4 Ligen                         | ESKA Liga D 4 Ligen                         | ESKA Liga D 4 Ligen                         | ESKA Liga D 4 Ligen                         | ESKA Liga D 4 Ligen                         | ESKA Liga D 4 Ligen                         | ESKA Liga D 4 Ligen                         | ESKA Liga D 4 Ligen                         | ESKA Liga D 4 Ligen                         | ESKA Liga D 4 Ligen                         | ESKA Liga D 4 Ligen                         | ESKA Liga D 4 Ligen                         | ESKA Liga D 4 Ligen                         | ESKA Liga D 4 Ligen                         | ESKA Liga D 4 Ligen                         | ESKA Liga D 4 Ligen                         | ESKA Liga D 4 Ligen                         | ESKA Liga D 4 Ligen                         | ESKA Liga D 4 Ligen                         | ESKA Liga D 4 Ligen                         | ESKA Liga D 4 Ligen                         | ESKA Liga D 4 Ligen                         | ESKA Liga D 4 Ligen                         | ESKA Liga D 4 Ligen                         | ESKA Liga D 4 Ligen                         | ESKA Liga D 4 Ligen                         | ESKA Liga D 4 Ligen                         | ESKA Liga D 4 Ligen                         | ESKA Liga D 4 Ligen                         | ESKA Liga D 4 Ligen                         | ESKA Liga D 4 Ligen                         | ESKA Liga D 4 Ligen                         | ESKA Liga D 4 Ligen                         | ESKA Liga D 4 Ligen                         | ESKA Liga D 4 Ligen                         | ESKA Liga D 4 Ligen                         | ESKA Liga D 4 Ligen                         | ESKA Liga D 4 Ligen                         | ESKA Liga D 4 Ligen                         | ESKA Liga D 4 Ligen                         | ESKA Liga D 4 Ligen                         | ESKA Liga D 4 Ligen                         | ESKA Liga D 4 Ligen                         | ESKA Liga D 4 Ligen                         | ESKA Liga D 4 Ligen                         | ESKA Liga D 4 Ligen                         | ESKA Liga D 4 Ligen                         | ESKA Liga D 4 Ligen                         | ESKA Liga D 4 Ligen                         | ESKA Liga D 4 Ligen                         | ESKA Liga D 4 Ligen                         | ESKA Liga D 4 Ligen                         | ESKA Liga D 4 Ligen                         | ESKA Liga D 4 Ligen                         | ESKA Liga D 4 Ligen                         | ESKA Liga D 4 Ligen                         | ESKA Liga D 4 Ligen                         | ESKA Liga D 4 Ligen                         | ESKA Liga D 4 Ligen                         | ESKA Liga D 4 Ligen                         | ESKA Liga D 4 Ligen                         | ESKA Liga D 4 Ligen                         | ESKA Liga D 4 Ligen                         | ESKA Liga D 4 Ligen                         | ESKA Liga D 4 Ligen                         | ESKA Liga D 4 Ligen                         | ESKA Liga D 4 Ligen                         | ESKA Liga D 4 Ligen                         | ESKA Liga D 4 Ligen                         | ESKA Liga D 4 Ligen                         | ESKA Liga D 4 Ligen                         | ESKA Liga D 4 Ligen                         | ESKA Liga D 4 Ligen                         | ESKA Liga D 4 Ligen                         | ESKA Liga D 4 Ligen                         | ESKA Liga D 4 Ligen                         | ESKA Liga D 4 Ligen                         | ESKA Liga D 4 Ligen                         | ESKA Liga D 4 Ligen                         | ESKA Liga D 4 Ligen                         | ESKA Liga D 4 Ligen                         | ESKA Liga D 4 Ligen                         | ESKA Liga D 4 Ligen                         | ESKA Liga D 4 Ligen                         | ESKA Liga D 4 Ligen                         | ESKA Liga D 4 Ligen                         | ESKA Liga D 4 Ligen                         | ESKA Liga D 4 Ligen                         | ESKA Liga D 4 Ligen                         | ESKA Liga D 4 Ligen                         | ESKA Liga D 4 Ligen                         | ESKA Liga D 4 Ligen                         | ESKA Liga D 4 Ligen                         | ESKA Liga D 4 Ligen                         | ESKA Liga D 4 Ligen                         | ESKA Liga D 4 Ligen                         | ESKA Liga D 4 Ligen                         | ESKA Liga D 4 Ligen                        | ESKA Liga D 4 Ligen                        | ESKA Liga D 4 Ligen                        | ESKA Liga D 4 Ligen                        | ESKA Liga D 4 Ligen                        | ESKA Liga D 4 Ligen                        | ESKA Liga D 4 Ligen                        | ESKA Liga D 4 Ligen                        | ESKA Liga D 4 Ligen                        | ESKA Liga D 4 Ligen                        | ESKA Liga D 4 Ligen                        | ESKA Liga D 4 Ligen                        | ESKA Liga D 4 Ligen                        | ESKA Liga D 4 Ligen                        | ESKA Liga D 4 Ligen                        | ESKA Liga D 4 Ligen                        | ESKA Liga D 4 Ligen                        | ESKA Liga D 4 Ligen                        | ESKA Liga D 4 Ligen                        | ESKA Liga D 4 Ligen                        | ESKA Liga D 4 Ligen                        | ESKA Liga D 4 Ligen                        | ESKA Liga D 4 Ligen                        | ESKA Liga D 4 Ligen                        | ESKA Liga D 4 Ligen                        | ESKA Liga D 4 Ligen                        | ESKA Liga D 4 Ligen                        | ESKA Liga D 4 Ligen                        | ESKA Liga D 4 Ligen                        | ESKA Liga D 4 Ligen                        | ESKA Liga D 4 Ligen                        | ESKA Liga D 4 Ligen                        | ESKA Liga D 4 Ligen                        | ESKA Liga D 4 Ligen                        | ESKA Liga D 4 Ligen                        | ESKA Liga D 4 Ligen                        | ESKA Liga D 4 Ligen                        | ESKA Liga D 4 Ligen                        | ESKA Liga D 4 Ligen                        | ESKA Liga D 4 Ligen                        | ESKA Liga D 4 Ligen                        | ESKA Liga D 4 Ligen                        | ESKA Liga D 4 Ligen                        | ESKA Liga D 4 Ligen                        | ESKA Liga D 4 Ligen                        | ESKA Liga D 4 Ligen                        | ESKA Liga D 4 Ligen                        | ESKA Liga D 4 Ligen                        | ESKA Liga D 4 Ligen                        | ESKA Liga D 4 Ligen                        | ESKA Liga D 4 Ligen                        | ESKA Liga D 4 Ligen                        | ESKA Liga D 4 Ligen                        | ESKA Liga D 4 Ligen                        | ESKA Liga D 4 Ligen                        | ESKA Liga D 4 Ligen                        | ESKA Liga D 4 Ligen                        | ESKA Liga D 4 Ligen                        | ESKA Liga D 4 Ligen                        | ESKA Liga D 4 Ligen                        | ESKA Liga D 4 Ligen                        | ESKA Liga D 4 Ligen                        | ESKA Liga D 4 Ligen                        | ESKA Liga D 4 Ligen                        | ESKA Liga D 4 Ligen                        | ESKA Liga D 4 Ligen                        | ESKA Liga D 4 Ligen                        | ESKA Liga D 4 Ligen                        | ESKA Liga D 4 Ligen                        | ESKA Liga D 4 Ligen                        | ESKA Liga D 4 Ligen                        | ESKA Liga D 4 Ligen                        | ESKA Liga D 4 Ligen                        | ESKA Liga D 4 Ligen                        | ESKA Liga D 4 Ligen                        | ESKA Liga D 4 Ligen                        | ESKA Liga D 4 Ligen                        | ESKA Liga D 4 Ligen                        | ESKA Liga D 4 Ligen                        | ESKA Liga D 4 Ligen                        | ESKA Liga D 4 Ligen                        | ESKA Liga D 4 Ligen                        | ESKA Liga D 4 Ligen                        | ESKA Liga D 4 Ligen                        | ESKA Liga D 4 Ligen                        | ESKA Liga D 4 Ligen                        | ESKA Liga D 4 Ligen                        | ESKA Liga D 4 Ligen                        | ESKA Liga D 4 Ligen                        | ESKA Liga D 4 Ligen                        | ESKA Liga D 4 Ligen                        | ESKA Liga D 4 Ligen                        | ESKA Liga D 4 Ligen                        | ESKA Liga D 4 Ligen                        | ESKA Liga D 4 Ligen                        | ESKA Liga D 4 Ligen                        | ESKA Liga D 4 Ligen                        | ESKA Liga D 4 Ligen                        | ESKA Liga D 4 Ligen                        | ESKA Liga D 4 Ligen                        | ESKA Liga D 4 Ligen                        | ESKA Liga D 4 Ligen                        | ESKA Liga D 4 Ligen                        | ESKA Liga D 4 Ligen                        | ESKA Liga D 4 Ligen                        | ESKA Liga D 4 Ligen                        | ESKA Liga D 4 Ligen                        | ESKA Liga D 4 Ligen                        | ESKA Liga D 4 Ligen                        | ESKA Liga D 4 Ligen                        | ESKA Liga D 4 Ligen                        | ESKA Liga D 4 Ligen                        | ESKA Liga D 4 Ligen                        | ESKA Liga D 4 Ligen                        | ESKA Liga D 4 Ligen                        | ESKA Liga D 4 Ligen                        | ESKA Liga D 4 Ligen                        | ESKA Liga D 4 Ligen                        | ESKA Liga D 4 Ligen                        | ESKA Liga D 4 Ligen                        | ESKA Liga D 4 Ligen                        | ESKA Liga D 4 Ligen                        | ESKA Liga D 4 Ligen                        | ESKA Liga D 4 Ligen                        | ESKA Liga D 4 Ligen                        | ESKA Liga D 4 Ligen                        | ESKA Liga D 4 Ligen                        | ESKA Liga D 4 Ligen                        | ESKA Liga D 4 Ligen                        | ESKA Liga D 4 Ligen                        | ESKA Liga D 4 Ligen                        | ESKA Liga D 4 Ligen                        | ESKA Liga D 4 Ligen                        | ESKA Liga D 4 Ligen                        | ESKA Liga D 4 Ligen                        | ESKA Liga D 4 Ligen                        | ESKA Liga D 4 Ligen                        | ESKA Liga D 4 Ligen                        | ESKA Liga D 4 Ligen                        | ESKA Liga D 4 Ligen                        | ESKA Liga D 4 Ligen                        | ESKA Liga D 4 Ligen                        | ESKA Liga D 4 Ligen                        | ESKA Liga D 4 Ligen                        | ESKA Liga D 4 Ligen                        | ESKA Liga D 4 Ligen                        | ESKA Liga D 4 Ligen                        | ESKA Liga D 4 Ligen                        | ESKA Liga D 4 Ligen                        | ESKA Liga D 4 Ligen                        | ESKA Liga D 4 Ligen                        | ESKA Liga D 4 Ligen                        | ESKA Liga D 4 Ligen                        | ESKA Liga D 4 Ligen                        | ESKA Liga D 4 Ligen                        | ESKA Liga D 4 Ligen                        | ESKA Liga D 4 Ligen                        | ESKA Liga D 4 Ligen                        | ESKA Liga D 4 Ligen                        | ESKA Liga D 4 Ligen                        | ESKA Liga D 4 Ligen                        | ESKA Liga D 4 Ligen                        | ESKA Liga D 4 Ligen                        | ESKA Liga D 4 Ligen                        | ESKA Liga D 4 Ligen                        | ESKA Liga D 4 Ligen                        | ESKA Liga D 4 Ligen                        | ESKA Liga D 4 Ligen                        | ESKA Liga D 4 Ligen                        | ESKA Liga D 4 Ligen                        | ESKA Liga D 4 Ligen                        | ESKA Liga D 4 Ligen                        | ESKA Liga D 4 Ligen                        | ESKA Liga D 4 Ligen                        | ESKA Liga D 4 Ligen                        | ESKA Liga D 4 Ligen                        | ESKA Liga D 4 Ligen                        | ESKA Liga D 4 Ligen                        | ESKA Liga D 4 Ligen                        | ESKA Liga D 4 Ligen                        | ESKA Liga D 4 Ligen                        | ESKA Liga D 4 Ligen                        | ESKA Liga D 4 Ligen                        | ESKA Liga D 4 Ligen                        | ESKA Liga D 4 Ligen                        | ESKA Liga D 4 Ligen                        | ESKA Liga D 4 Ligen                        | ESKA Liga D 4 Ligen                        | ESKA Liga D 4 Ligen                        | ESKA Liga D 4 Ligen                        | ESKA Liga D 4 Ligen                        | ESKA Liga D 4 Ligen                        | ESKA Liga D 4 Ligen                        | ESKA Liga D 4 Ligen                        | ESKA Liga D 4 Ligen                        | ESKA Liga D 4 Ligen                        | ESKA Liga D 4 Ligen                        | ESKA Liga D 4 Ligen                        | ESKA Liga D 4 Ligen                        | ESKA Liga D 4 Ligen                        | ESKA Liga D 4 Ligen                        | ESKA Liga D 4 Ligen                        | ESKA Liga D 4 Ligen                        | ESKA Liga D 4 Ligen                        | ESKA Liga D 4 Ligen                        | ESKA Liga D 4 Ligen                        | ESKA Liga D 4 Ligen                        | ESKA Liga D 4 Ligen                        | ESKA Liga D 4 Ligen                        | ESKA Liga D 4 Ligen                        | ESKA Liga D 4 Ligen                        | ESKA Liga D 4 Ligen                        | ESKA Liga D 4 Ligen                        | ESKA Liga D 4 Ligen                        | ESKA Liga D 4 Ligen                        | ESKA Liga D 4 Ligen                        |                                            |                                            |                                            |                                            |                                            |                                            |                                            |                                            |

#### Die Basket League

Logo des Ligaverbands

Die erste Basketballmeisterschaft Griechenlands wurde bereits in den Jahren 1927–1928 ausgetragen. Die unter anderem auch durch den Zweiten Weltkrieg oft unterbrochene Vorform der heutigen Liga trug zu dem damaligen Zeitpunkt die Bezeichnung Panellinio Protathlima A Katigorias (Πανελλήνιο Πρωτάθλημα Α Κατηγορίας) und hatte bis zum Jahr 1963 Bestand. Von 1964 bis 1986 hieß die höchste Spielklasse Griechenlands Protathlima Ethnikis Katigorias (Πρωτάθλημα Εθνικής Κατηγορίας), in den Jahren 1987 bis 1992 Protathlima A1 Ethnikis Katigorias (Πρωτάθλημα Α1 Εθνικής Κατηγορίας). 1993 schließlich verlor die Meisterschaft ihren Amateurstatus und wurde offiziell als Profiliga unter dem Namen Epangelmatiko Protathlima A1 (Επαγγελματικό Πρωτάθλημα Α1) etabliert. Die A1 Liga entwickelte sich seitdem zu einer der spiel- und finanzstärksten Ligen Europas. Eine erneute Umbenennung erfuhr die Liga im Jahr 2012 und firmiert seitdem als Basket League. Diese Profiliga besteht zurzeit aus 14 Mannschaften. Nach den aktuellen Regularien steigen nach der regulären Saison die letzten zwei Mannschaften der Tabelle in die A2-Liga ab. Die ersten acht Mannschaften qualifizieren sich für die Play-offs. Nach bisher 84 ausgetragenen Meisterschaften ist Panathinaikos Athen mit 40 Titeln Rekordmeister der Herren.
Die griechische Meisterschaft der Frauen wird derzeit unter 10 Mannschaften ausgetragen. Die erste Meisterschaft der Frauen wurde in den Jahren 1967–1968 unter dem Namen Panellinio Protathlima (Πανελλήνιο Πρωτάθλημα) ausgetragen. Ab der Saison 1984–1985 hieß die höchste Spielklasse Protathlima A Ethnikis Katigorias (Πρωτάθλημα Α Εθνικής Κατηγορίας), seit 1997 Protathlima A1 Ethnikis Katigorias (Πρωτάθλημα Α1 Εθνικής Κατηγορίας).

### Pokalwettbewerb
Zum ersten Mal wurde der Wettbewerb um den griechischen Vereinspokal der Herren 1976 ausgetragen. Bis 1994 fiel die Entscheidung in einem Entscheidungsspiel, für welches sich die zwei siegreichen Halbfinalisten qualifizieren konnten. 1995 bis 2004 trat an die Stelle eines einzelnen Finales ein Final-Four-Turnier, an dem die vier Sieger der Viertelfinalbegegnungen teilnahmen. 2005 kehrte man zum ursprünglichen Modus ohne Final-Four-Turnier zurück, der bis heute noch gültig ist. Nach 49 ausgetragenen Finals ist die Mannschaft von Panathinaikos Athen mit 21 Titeln Rekordpokalsieger.
Bei den Damen wurde 1996 erstmals der Wettbewerb um den griechischen Vereinspokal ausgetragen. Bis 1999 fiel die Entscheidung in einem Entscheidungsspiel, für das sich die zwei siegreichen Halbfinalisten qualifiziert hatten. Im Jahr 2000 wurde dieser Modus geändert und an die Stelle eines einzelnen Finales trat ein Final-Four-Turnier, an dem die vier Sieger der Viertelfinalbegegnungen teilnehmen.

## Internationale Erfolge des griechischen Basketballs

### Nationalmannschaft
Seit dem Gewinn der Europameisterschaft 1987 hat der griechische Basketball mittlerweile eine beträchtliche Anzahl von Erfolgen vorzuweisen. Insbesondere im Jugendbereich ist es dem Basketballverband in Griechenland gelungen, immer wieder erfolgreiche Mannschaften zusammenzustellen und neue Spieler zu entdecken und zu fördern.

#### Erfolge der Nationalmannschaft
Seit der ersten gewonnenen Europameisterschaft 1987 ist der griechische Basketball regelmäßig bei internationalen Großereignissen wie Europa- und Weltmeisterschaften sowie den Olympischen Spielen vertreten. Neben der Nationalmannschaft der Herren sind es vor allem die Nachwuchsteams, die bisher bedeutende Erfolge verbuchen konnten. Der Nationalmannschaft von 1987 gehörten legendäre Spieler an wie z. B. Nikos Galis, Panagiotis Giannakis, Panagiotis Fasoulas und Theofanis Christodoulou. Nikos Galis führt die All-Time Top-Scorer Liste aller Europameisterschaften deutlich mit durchschnittlich 31,2 Punkten pro Spiel an. Panagiotis Giannakis ist mittlerweile Nationaltrainer und hat die Griechen zum Gewinn der Europameisterschaft 2005 in Belgrad geführt. Giannakis wurde damit der erste Akteur, dem es gelungen ist, sowohl als Spieler als auch als Trainer den EM-Titel zu gewinnen. Nachdem Griechenland zuvor im Jahr 2004 auch im Fußball die Europameisterschaft gewinnen konnte, stellte man gleichzeitig den Titelträger in den zwei bedeutendsten Mannschafts-Ballsportarten. Dies ist zuvor nur der UdSSR in den 1960ern (1960–1964) gelungen. 2006 bei der Weltmeisterschaft in Japan erreichte Griechenland, nachdem man unter anderem auch als einzige Mannschaft die Vereinigten Staaten bezwingen konnte, den zweiten Platz und sicherte sich somit die Silbermedaille.

##### Europameisterschaften

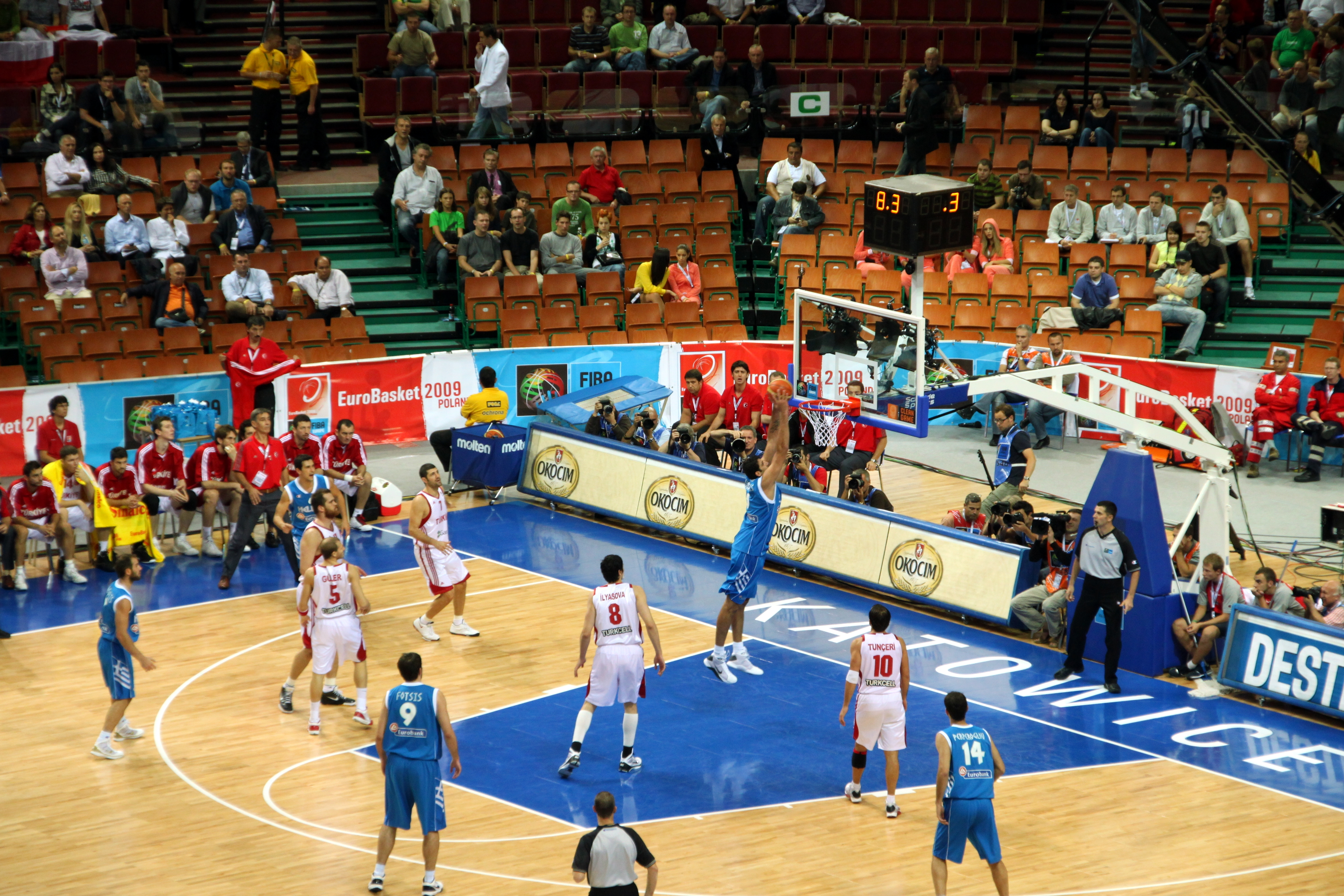
Szene aus der Begegnung Griechenland-Türkei (EM 2009)

Zum ersten Mal nahm die griechische Nationalmannschaft 1949 an einer Europameisterschaft teil und errang dort auf Anhieb den dritten Platz. In Folge nahm Griechenland bis 1985 nur unregelmäßig an den Endrunden teil und hatte keine besonderen Erfolge vorzuweisen. Der erste große Erfolg, der in Griechenland den Durchbruch für die Nationalmannschaft bedeuten sollte, war die gewonnene Europameisterschaft von 1987. Im eigenen Land besiegte Griechenland dabei im Finale (nach Verlängerung) die hoch favorisierte Mannschaft aus der Sowjetunion mit 103:101. Star dieses Turnier war die, bis heute, größte griechische Sportikone Nikos Galis, der zum MVP des Turniers gewählt wurde. Bei dem darauf folgenden Turnier von 1989 erreichte Griechenland abermals das Finale, musste sich dort jedoch der Mannschaft Jugoslawiens geschlagen geben, die, angeführt von ihrem Star Dražen Petrović, ohne eine Niederlage das Turnier gewinnen konnten. Mit der Silbermedaille von 1989 festigte Griechenland seine zwei Jahre zuvor erreichte Position unter Europas führenden Basketballnationen. Seitdem verpasste die griechische Nationalmannschaft bis heute keine Endrunde bei Europameisterschaften und landete dabei in der Regel immer auf den vorderen Rängen. 2005 gewann Griechenland in Serbien schließlich seine zweite Goldmedaille, nachdem man im Finale die deutsche Nationalmannschaft mit 78:62 schlagen konnte.
Die Nationalmannschaft der Damen gehört seit 2001 zu den regelmäßigen Endrundenteilnehmern der Europameisterschaften. Ihr bestes Ergebnis erreichte die Frauennationalmannschaft bei der Europameisterschaft 2017 in Tschechien mit dem vierten Platz.
Bedeutende Erfolge im Nachwuchsbereich waren die Goldmedaillen bei den U20-, U18- sowie U16-Turnieren. Jüngster Erfolg einer Junioren-Mannschaft war die Bronzemedaille 2024, welche die U20-Auswahl gewinnen konnte.
| Medaillen bei Europameisterschaften |                |                |                |        |
| Mannschaft                          | Gold           | Silber         | Bronze         | Gesamt |
| Herren                              | 1987 2005      | 1989           | 1949 2009      | 5      |
| U 20                                | 2002 2009 2017 | 1992 2010      | 2023 2024      | 7      |
| U 18                                | 2008 2015      | 1970 2007      | 1998 2000 2002 | 7      |
| U 16                                | 1989 1993      | 1975 1991 1999 | 1995 2013      | 7      |
| Gesamt                              | 9              | 8              | 9              | 26     |

###### Kader der Europameistermannschaft 1987
Im Kader der Nationalmannschaft, die bei der Europameisterschaft 1987 in Griechenland die Goldmedaille gewann, waren folgende Spieler:
| Nummer | Name                    | Position | Größe [cm] | Verein              |
| ------ | ----------------------- | -------- | ---------- | ------------------- |
| 4      | Nikos Galis             | Guard    | 183        | Aris                |
| 5      | Nikolaos Stavropoulos   | Guard    | 196        | PAOK Thessaloniki   |
| 6      | Panagiotis Giannakis    | Guard    | 192        | Aris Thessaloniki   |
| 7      | Argiris Kambouris       | Center   | 205        | Olympiakos Piräus   |
| 8      | Nikolaos Linardos       | Forward  | 202        | Panionios Athen     |
| 9      | Panagiotis Karatzas     | Forward  | 204        | Pangrati Athen      |
| 10     | Michalis Romanidis      | Guard    | 199        | Aris Thessaloniki   |
| 11     | Nikolaos Filippou       | Forward  | 202        | Aris Thessaloniki   |
| 12     | Liveris Andritsos       | Forward  | 202        | Panathinaikos Athen |
| 13     | Panagiotis Fasoulas     | Center   | 213        | PAOK Thessaloniki   |
| 14     | Agamemnon Ioannou       | Guard    | 190        | Panathinaikos Athen |
| 15     | Theofanis Christodoulou | Forward  | 203        | Panionios Athen     |

(Verein: zum Zeitpunkt des EM – Gewinns)
Head Coach: Konstantinos Politis

Assistant Coach: Efthimios Kioumourtzoglou

###### Kader der Europameistermannschaft 2005
Im Kader der Nationalmannschaft, die bei der Europameisterschaft 2005 in Serbien-Montenegro die Goldmedaille gewann, waren folgende Spieler:
| Nummer | Name                    | Position | Größe [cm] | Verein              |
| ------ | ----------------------- | -------- | ---------- | ------------------- |
| 4      | Theodoros Papaloukas    | Guard    | 200        | ZSKA Moskau         |
| 5      | Vasilios Spanoulis      | Guard    | 192        | Panathinaikos Athen |
| 6      | Nikolaos Zisis          | Guard    | 195        | AEK Athen           |
| 7      | Ioannis Bourousis       | Center   | 215        | AEK Athen           |
| 8      | Panagiotis Vasilopoulos | Forward  | 204        | PAOK Thessaloniki   |
| 9      | Antonios Fotsis         | Forward  | 209        | Dynamo Moskau       |
| 10     | Nikolaos Chatzivrettas  | Guard    | 195        | Panathinaikos Athen |
| 11     | Dimosthenis Dikoudis    | Forward  | 208        | ZSKA Moskau         |
| 12     | Konstantinos Tsartsaris | Forward  | 209        | Panathinaikos Athen |
| 13     | Dimitrios Diamantidis   | Guard    | 196        | Panathinaikos Athen |
| 14     | Lazaros Papadopoulos    | Center   | 210        | Dynamo Moskau       |
| 15     | Michalis Kakiouzis (C)  | Forward  | 207        | Montepaschi Siena   |

(Verein: zum Zeitpunkt des EM – Gewinns)
Head Coach: Panagiotis Giannakis, Marousi Athen

Assistant Coach: Eleftherios Kakiousis, Iraklis Thessaloniki

##### Weltmeisterschaften

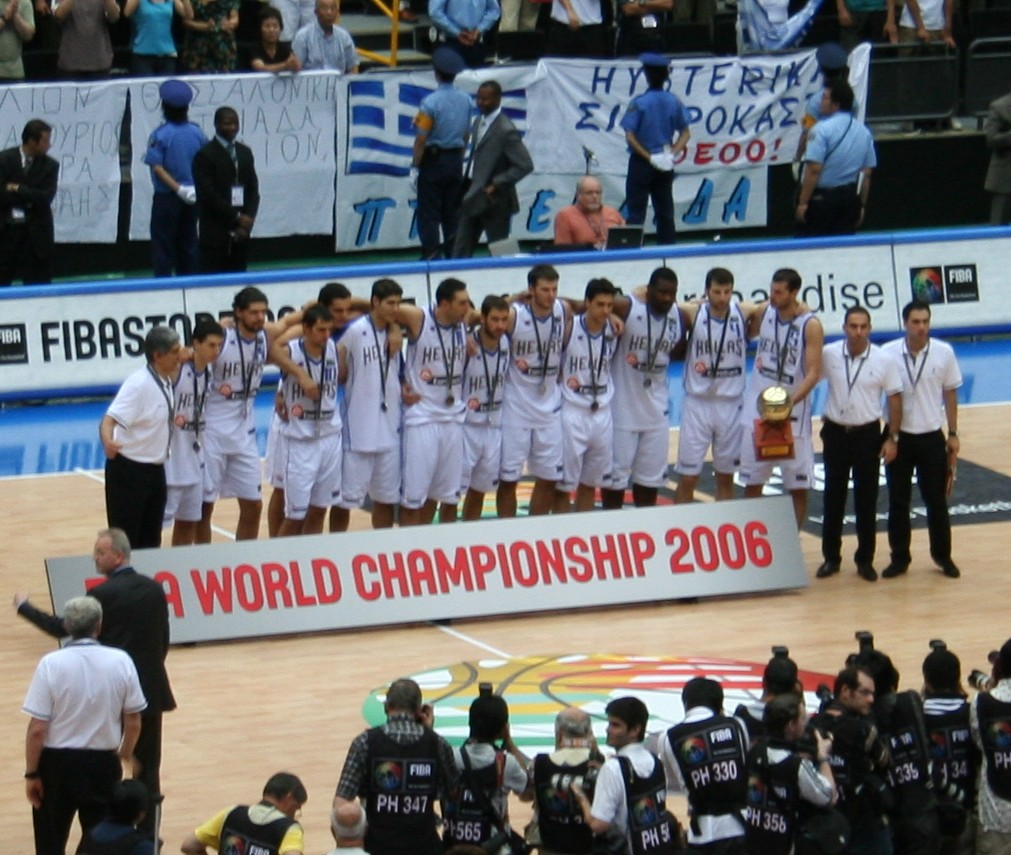
Vizeweltmeisterschaft 2006

An einer Weltmeisterschaft nahm die griechische Nationalmannschaft erstmals 1986 teil. Zwar konnte die Mannschaft beim in Spanien ausgetragenen Wettbewerb lediglich den zehnten Platz belegen, mit Nikos Galis stellte die griechische Auswahl jedoch den erfolgreichsten Korbjäger des Wettbewerbs (33,7 Punkte pro Begegnung). Seitdem verpasste Griechenland lediglich die Endrunde 2002 in den Vereinigten Staaten und schaffte sonst bei jedem Endrundenturnier sich auf den vorderen Rängen zu platzieren. 1994 und 1998 im eigenen Land gelang Griechenland zwar jeweils der Sprung ins Halbfinale, dort verlor die Mannschaft aber und schloss beide Turniere lediglich mit dem vierten Platz ab. 2006 bei der Weltmeisterschaft in Japan gewann Griechenland die Silbermedaille und setzte sich dabei auf dem Weg ins Finale unter anderem gegen die hoch favorisierte Auswahl der USA durch.
Die Nationalmannschaft der Damen hat es, bei bisher 15 ausgetragenen Wettbewerben, noch nicht geschafft sich für eine Endrunde zu qualifizieren.
Den bedeutendsten Erfolg im Nachwuchsbereich stellt der Sieg bei der U19-Weltmeisterschaft von 1995 dar. Als gastgebende Nation errang die griechische Mannschaft ungeschlagen die Goldmedaille und bezwang im Finale Australien deutlich mit 91:73. Die U-19 Mannschaft von 1995 bestand unter anderem aus dem späteren Nationalmannschafts-Kapitän Michalis Kakiouzis sowie Spielern wie Nikolaos Chatzis, Giorgos Kalaitzis, Dimitris Papanikolaou oder auch Efthimios Rentzias, der als MVP des Turniers ausgezeichnet wurde.
| Medaillen bei Weltmeisterschaften |      |        |        |        |
| Mannschaft                        | Gold | Silber | Bronze | Gesamt |
| Herren                            | –    | 2006   | –      | 1      |
| U 21                              | –    | 2005   | –      | 1      |
| U 19                              | 1995 | 2009   | 2003   | 3      |
| Gesamt                            | 1    | 3      | 1      | 5      |

##### Mittelmeerspiele
Als Mittelmeeranrainer nahm Griechenland stets an den Mittelmeerspielen teil. Den größten Erfolg der Nationalmannschaft stellt die Goldmedaille aus dem Jahr 1979 dar. Des Weiteren konnten vier Silber- (1991, 2001, 2005, 2009) sowie drei Bronzemedaillen (1955, 1971, 1987) gewonnen werden.
| Medaillen bei Mittelmeeranrainer-Meisterschaften |      |                     |                |        |
| Mannschaft                                       | Gold | Silber              | Bronze         | Gesamt |
| Herren                                           | 1979 | 1991 2001 2005 2009 | 1955 1971 1987 | 8      |
| Gesamt                                           | 1    | 4                   | 3              | 8      |

### Vereinsmannschaften

#### Erfolge der Vereinsmannschaften

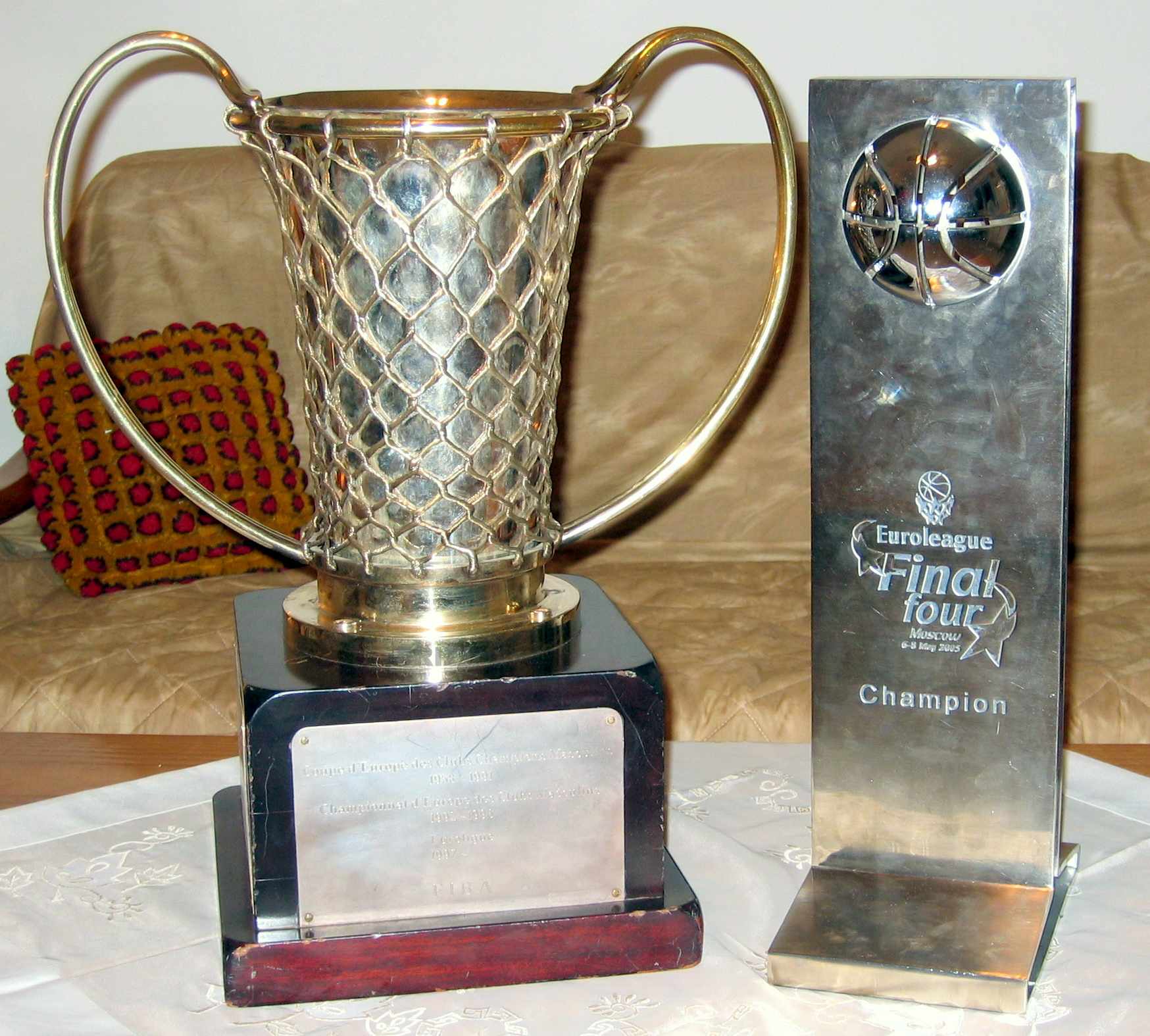
Trophäe des Europapokals der Landesmeister (links) und der EuroLeague bis 2006 (rechts)

Zu den größten sportlichen Erfolgen des griechischen Basketballs gehören die Siege von Panathinaikos Athen (1996, 1998, 2002, 2007, 2009, 2011, 2024) und Olympiakos Piräus (1997, 2012, 2013) in den Endspielen des Europapokals der Landesmeister bzw. der EuroLeague. Insgesamt standen griechische Mannschaften 34 mal im Finale eines internationalen Wettbewerbs, von denen sie 23 siegreich für sich entscheiden konnten.
| Jahr | Wettbewerb                    | Verein              |
| ---- | ----------------------------- | ------------------- |
| 1968 | Pokal der Pokalsieger         | AEK Athen           |
| 1991 | Pokal der Pokalsieger         | PAOK Thessaloniki   |
| 1993 | Pokal der Pokalsieger         | Aris Thessaloniki   |
| 1994 | Korać-Cup                     | PAOK Thessaloniki   |
| 1996 | Europapokal der Landesmeister | Panathinaikos Athen |
| 1996 | Intercontinental Cup          | Panathinaikos Athen |
| 1997 | Korać-Cup                     | Aris Thessaloniki   |
| 1997 | Europapokal der Landesmeister | Olympiakos Piräus   |
| 2000 | Europapokal der Landesmeister | Panathinaikos Athen |
| 2000 | Saporta Cup                   | AEK Athen           |
| 2001 | Saporta Cup                   | GS Marousi          |
| 2002 | EuroLeague                    | Panathinaikos Athen |
| 2003 | Europe Champions Cup          | Aris Thessaloniki   |
| 2007 | EuroLeague                    | Panathinaikos Athen |
| 2009 | EuroLeague                    | Panathinaikos Athen |
| 2010 | FIBA Eurocup (Damen)          | Athinaikos Athen    |
| 2011 | EuroLeague                    | Panathinaikos Athen |
| 2012 | EuroLeague                    | Olympiakos Piräus   |
| 2013 | EuroLeague                    | Olympiakos Piräus   |
| 2013 | Intercontinental Cup          | Olympiakos Piräus   |
| 2018 | Champions League              | AEK Athen           |
| 2019 | Intercontinental Cup          | AEK Athen           |
| 2024 | EuroLeague                    | Panathinaikos Athen |

Übersicht der Titelgewinne griechischer Mannschaften:
| Verein              | EL | EPL | EPP | KC | IC | FEC | BCL | Gesamt |
| ------------------- | -- | --- | --- | -- | -- | --- | --- | ------ |
| Panathinaikos Athen | 5  | 2   | –   | –  | 1  | –   | –   | 8      |
| Olympiakos Piräus   | 2  | 1   | –   | –  | 1  | –   | –   | 4      |
| AEK Athen           | –  | –   | 2   | –  | 1  | –   | 1   | 4      |
| Aris                | –  | –   | 1   | 1  | –  | 1   | –   | 3      |
| PAOK Thessaloniki   | –  | –   | 1   | 1  | –  | –   | –   | 2      |
| Marousi Athen       | –  | –   | 1   | –  | –  | –   | –   | 1      |
| Gesamt              | 7  | 3   | 5   | 2  | 3  | 1   | 1   | 22     |

Legende:
| EL:  | EuroLeague                                |
| EPL: | Europapokal der Landesmeister             |
| EPP: | Europapokal der Pokalsieger / Saporta Cup |
| KC:  | Korać-Cup                                 |
| IC:  | Intercontinental Cup                      |
| FEC: | FIBA EuroCup Challenge                    |
| BCL: | Basketball Champions League               |

## Infrastruktur
Griechenland verfügt über eine Reihe großer, moderner Sporthallen, die auch als Austragungsorte bedeutender Turniere oder Endspiele dienten. Die erste Sportarena des Landes entstand 1959 in Athen. Unterhalb der Ostkurve des Apostolos-Nikolaidis-Stadion gelegen, fasst sie 1500 Zuschauer und ist bis heute Heimstätte der Damenabteilung von Panathinaikos. Aufgrund ihrer räumlichen Enge heißt die Sporthalle im Volksmund Grabmal des Inders in Anlehnung an den Spielfilm Das indische Grabmal von Fritz Lang. In den folgenden Jahren entstanden vor allem in Athen sowie Thessaloniki eine Reihe von neuen, jedoch vom Fassungsvermögen eher kleineren, Sportarenen. 1966 wurde in Thessaloniki das Alexandrio Melathro errichtet. Diese ca. 5.200 Zuschauer fassende Arena sollte zu einer der bekanntesten Europas aufsteigen und war über Jahrzehnte Heimstätte der zwei Erzrivalen Aris und PAOK Thessaloniki. 2013 wurde die Halle zu Ehren Nikos Galis’ in Nick Galis Hall umbenannt. 1985 entstand in Piräus anlässlich der Leichtathletik-Halleneuropameisterschaften das Stadion des Friedens und der Freundschaft (SEF). Die zu diesem Zeitpunkt über 14.000 Zuschauer fassende Multifunktionshalle war für die nächsten zehn Jahre die größte Sporthalle des Landes und beherbergte unter anderem Veranstaltungen wie die Europameisterschaften im Basketball (1987) und Volleyball (1995) sowie die Weltmeisterschaften im Volleyball (1994), Basketball (1998) und Gewichtheben (1999). Zurzeit dient das SEF Olympiakos Piräus als Heimstätte.
Ein wahrer Bauboom setzte Mitte der 1990er Jahre ein, der das ganze Land erfassen sollte. Der Basketballsport hatte sich mittlerweile in Griechenland etabliert und die A1 Ethniki war zur finanzstärksten Liga Europas aufgestiegen. Steigende Zuschauerzahlen, ein hohes Medieninteresse und die Bewerbung für sportliche Großereignisse ließen viele der bestehenden Sporthallen als zu alt oder zu klein erscheinen. Bis 1995 entstanden so auch in Larisa und Patras moderne Multifunktionshallen. In Athen wurde im selben Jahr die OAKA Olympic Indoor Hall eingeweiht. Sie fasst etwa 20.000 Zuschauer, ist bis heute eine der größten Sporthallen Europas, in der regelmäßig Basketballspiele abgehalten werden und war bisher Austragungsort von mehreren Großereignisse. Dazu gehören neben der U21-Weltmeisterschaft 1995, der Basketball-Europameisterschaft 1995 sowie der Basketball-Weltmeisterschaft 1998 auch die Olympischen Sommerspiele 2004. Zurzeit trägt Panathinaikos Athen seine Heimspiele in der Olympiahalle aus. Ebenfalls anlässlich der Olympischen Spiele wurde die Elliniko Indoor Arena eingeweiht, die nach Rückbauarbeiten noch 8.000 Zuschauer fasst und zuletzt in der Saison 2010/2011 AEK als Austragungsstätte diente. 2000 entstand schließlich eine weitere moderne Sportarena in Thessaloniki. Diese ist im Besitz von PAOK, fasst etwa 8.500 Zuschauer und gilt als modernste und größte Sporthalle außerhalb Athens. Als erstes Großereignis fand in der PAOK Sports Arena 2000 das Final Four um den Europapokal der Landesmeister statt. Im gleichen Jahr wurde auch die Sporthalle in Xanthi eröffnet. Diese fasst ca. 4.000 Zuschauer und beheimatet den ortsansässigen Verein Xanthi BC. 2007 wurde in Heraklion die ca. 5.500 Zuschauer fassende und damit größte Sporthalle Kretas eingeweiht. Auf Rhodos wurde 2014 das Kallithea Palais des Sports eröffnet. Nach ihrer Erweiterung 2018 bot die Halle bis zu 2.000 Zuschauern Platz. Im Sommer 2024 wurde die Sporthalle anlässig der Qualifikation Kolossos Rhodos für die Champions League auf 3.400 Plätze erweitert.
Weitere bedeutende Sporthallen, die bisher als Austragungsort für Basketballspiele dienten, sind das Klisto Gymnastirio Glyfadas (3.232 Zuschauer), welches bis 1994 die größte Sporthalle im Athener Großraum war sowie das Klisto Galatsiou  (5.141 Zuschauer), das anlässlich der Olympischen Spiele in Athen errichtet wurde.
In der nachstehenden Tabelle werden die zehn größten Hallen Griechenlands aufgelistet.
| # | Halle                                     | Stadt              | Fassungsvermögen | Fertigstellung | Nutzer              |
| - | ----------------------------------------- | ------------------ | ---------------- | -------------- | ------------------- |
| 1 | OAKA Olympic Indoor Hall                  | Marousi (Athen)    | 18.300           | 1995           | Panathinaikos Athen |
| 2 | Stadion des Friedens und der Freundschaft | Piräus             | 14.095           | 1985           | Olympiakos Piräus   |
| 3 | SUNEL Arena                               | Ano Liosia (Athen) | 9.025            | 2004           | AEK Athen           |
| 4 | PAOK Sports Arena                         | Thessaloniki       | 8.142            | 2000           | PAOK Thessaloniki   |
| 5 | Galatsi Olympic Hall                      | Galatis (Athen)    | 6.200            | 2004           | -                   |
| 6 | Heraklion Indoor Sports Arena             | Heraklion          | 5.500            | 2007           | Iraklio BC          |
| 6 | Larissa Neapolis Indoor Arena             | Larisa             | 5.500            | 1995           | GS Olympia Larisa   |
| 8 | Alexandreio Melathron                     | Thessaloniki       | 5.138            | 1966           | Aris Thessaloniki   |
| 9 | Chalkiopoulio Sports Hall                 | Lamia              | 5.000            | 1995           | -                   |
| 9 | Lefkovrisi Indoor Hall                    | Kozani             | 5.000            | 2024           | -                   |

## Sportliche Großereignisse in Griechenland

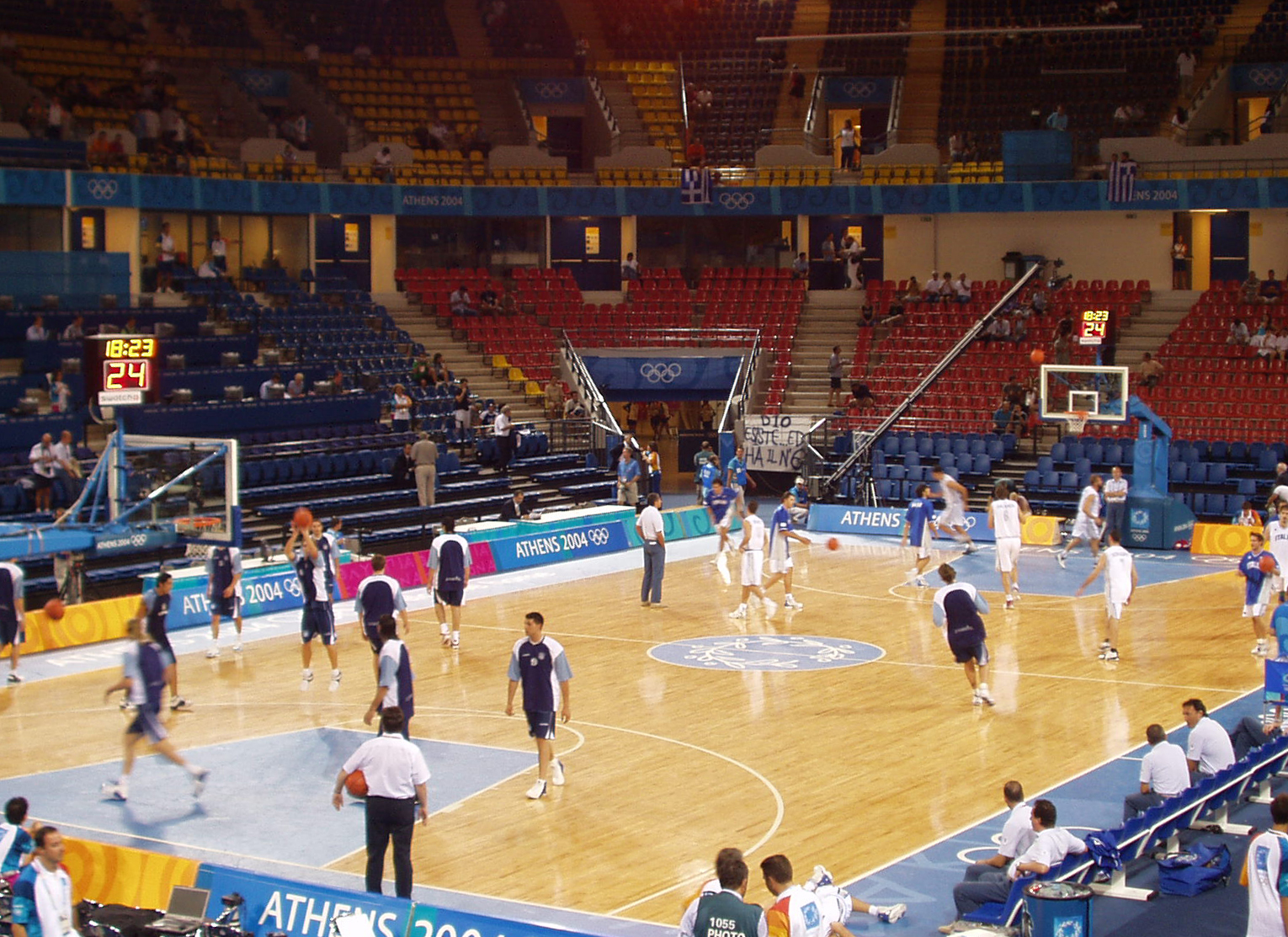
Olympischen Spiele 2004: Aufwärmephase vor dem Spiel Italien gegen Argentinien

Seit 1987 ist Griechenland regelmäßiger Gastgeber von bedeutenden Basketballturnieren oder Finals der europäischen Vereinswettbewerbe.
Im Einzelnen sind dies:
- Herrenwettbewerbe:
  - Europameisterschaften (3 ×): 1987, 1995, 2029
  - Weltmeisterschaften (1 ×): 1998
  - Olympische Spiele (1 ×): 2004
  - Europapokal der Landesmeister (3 ×): 1985, 1993, 2000
  - EuroLeague (1 ×): 2007
  - Europapokal der Pokalsieger (4 ×): 1968, 1972, 1973, 1989,
  - FIBA EuroCup Challenge (1 ×): 2003
  - Basketball Champions League (3 ×): 2018, 2020, 2025

Zudem findet seit 1986 jährlich in Athen das prestigeträchtige Akropolis-Turnier statt, an dem bisher auch dreimal die deutsche Nationalmannschaft teilnahm.
- Damenwettbewerbe:
  - Europameisterschaften (2 ×): 2003, 2025
  - Olympische Spiele (1 ×): 2004
  - EuroLeague Women (1 ×): 1987

## Vereine
In Griechenland spielen zahlreiche Vereine, die über die Landesgrenzen hinaus einen hohen Bekanntheitsgrad erreicht haben und auch internationale Erfolge verzeichnen konnten.
Auch wenn sich der Basketballsport in Griechenland einer flächendeckenden Beliebtheit erfreut, so konzentrieren sich die stärksten Vereine des Landes in erster Linie auf die beiden Ballungszentren Athen sowie Thessaloniki.

Vereinslogo von Panathinaikos Athen

Der Athener Großraum gilt als Wiege des griechischen Basketballs und stellt seit jeher den größten Teil der Erstligisten. Der bedeutendste Verein der griechischen Hauptstadt ist Panathinaikos Athen. Neben sieben Europaliga-Titeln ist der Verein Griechischer Rekordmeister (40 ×) und -pokalsieger (21 ×) und konnte 1996 den Intercontinental Cup und 2007 sowie 2009 das Triple gewinnen. Größter Rivale des Vereins ist der fünfzehnfache griechische Meister Olympiakos Piräus. Der Verein aus der Hafenstadt konnte 1997 die Europaliga und das Triple gewinnen und gehört zusammen mit Panathinaikos zu den ständigen Vertretern Griechenlands in der EuroLeague, die er 2012 und 2013 gewinnen konnte. Mit AEK verfügt der Athener Ballungsraum über einen dritten Verein, der über ähnlich große Fanmassen verfügt, acht Meisterschaften gewinnen konnte und zu den alteingesessenen Größen gehört. Dem im Vorort Nea Filadelfia angesiedelten Verein gelang es 1968 als erstem griechischen Verein, mit dem Europapokal der Pokalsieger einen internationalen Erfolg zu erringen. 2000 konnten AEK diesen Erfolg wiederholen. 2018 errang AEK die Basketball Champions League und im Folgejahr mit dem Intercontinental Cup den vierten Internationalen Titel. Vierterfolgreichster Verein Athens ist der sechsfache Meister Panellinios. Marousi, ein Verein aus dem gleichnamigen Vorort im Norden Athens, ist der vierte Vertreter, der einen internationalen Erfolg vorweisen kann und über viele Jahre zu den festen Größen in der A1 Ethniki zählte. Weitere bedeutende Vereine aus dem Athener Großraum sind Panionios (Pokalsieger 1991) sowie die für ihre Nachwuchsarbeit bekannten Traditionsvereine Ilisiakos sowie Peristeri.
Aushängeschilder Thessalonikis sind die beiden Erzrivalen Aris sowie PAOK. Aris galt in den 1980er Jahren als beste Mannschaft des Landes und konnte eine Reihe von nationalen und internationalen Titeln gewinnen. Nach Panathinaikos und Olympiakos liegt Aris mit zehn Meisterschaften auf dem dritten Platz der erfolgreichsten Mannschaften Griechenlands. PAOK kann neben zwei Meisterschaften auch zwei europäische Pokalerfolge vorweisen und war 1991 der erste Verein außerhalb Athens, der einen internationalen Wettbewerb gewinnen konnte. Dritte Kraft in Thessaloniki ist Iraklis. Iraklis gelang es 1928 die erste ausgetragene griechische Meisterschaft für sich zu entscheiden. 1935 erreichte der Verein seine zweite Meisterschaft.
Außerhalb der beiden Metropolen Griechenlands konnte sich bisher keine Mannschaft dauerhaft in der ersten Liga etablieren. Zu den bekannteren Vereinen gehören Kolossos Rhodos, Apollon Patras sowie die mittlerweile nicht mehr erstklassigen GS Olympia Larisa.
Erst im Jahr 2020 gelang es Promitheas Patras als ersten Verein außerhalb Athens oder Thessalonikis mit dem nationalen Supercup einen Titel zu gewinnen.

## Akteure

### Bedeutende griechische Spieler
Herren:

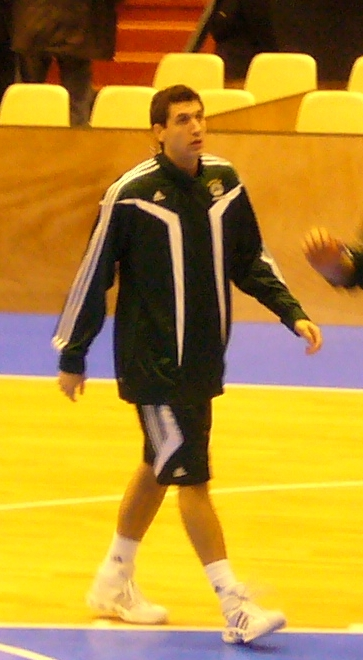
Dimitrios Diamantidis

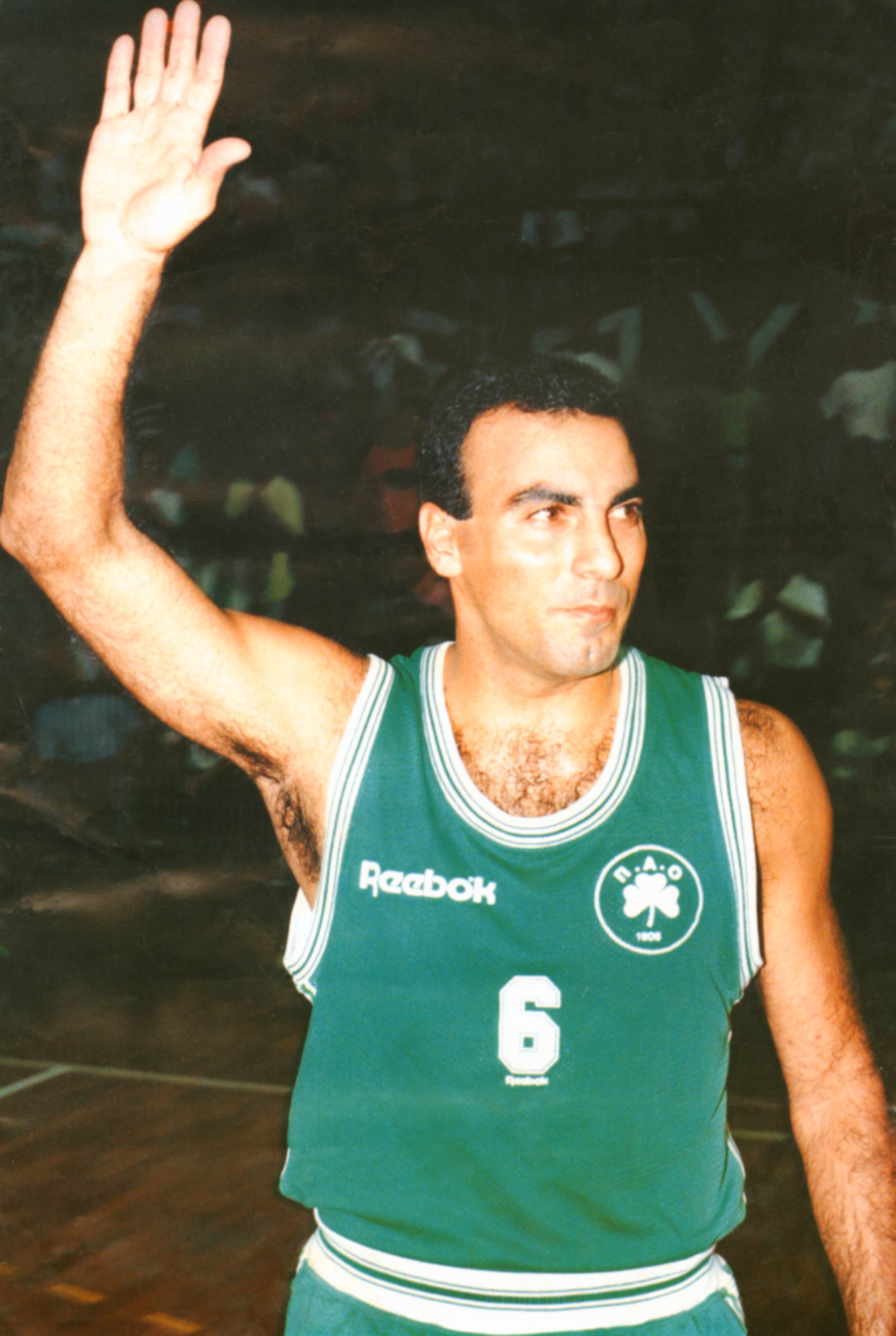
Nikos Galis

- Fragiskos Alvertis (Forward, 1986–2009)

mit 25 gewonnenen Titeln der erfolgreichste Spieler Griechenlands, fünffacher Europapokalsieger, Triple-Sieger 2007 und 2009
- Nikolaos Boudouris (Guard, 1989–2008)

mit 574 Erstligaeinsätzen Rekordhalter der griechischen A1-Liga
- Theofanis Christodoulou (Forward, 1983–1989)

Europameister von 1987, Vizeeuropameister 1989
- Dimitrios Diamantidis (Guard, seit 1994)

Europameister von 2005, Vizeweltmeister von 2006, fünffacher MVP der griechischen Liga, sechs Mal zum besten Verteidiger der EuroLeague ausgezeichnet, Triple-Sieger 2007 und 2009, Führender in der ewigen Bestenliste für gegebene Assists und Steals in der A1 Ethniki
- Panagiotis Fasoulas (Center, 1981–1997)

Europameister von 1987, Mitglied der FIBA Hall of Fame, führt bis heute die Statistiken der griechischen Meisterschaft bei Blocks und Rebounds an
- Antonios Fotsis (Forward, seit 1996)

Europameister von 2005, Vizeweltmeister von 2006, EM-Dritter 2009, erster griechischer (und in Griechenland geborener) NBA-Akteur
- Nikos Galis (Guard, 1975–1995)

Europameister von 1987, Europas Basketballer des Jahres 1987, Mitglied der FIBA Hall of Fame, Mitglied der Naismith Memorial Basketball Hall of Fame, vierfacher MVP der griechischen Liga
- Panagiotis Giannakis (Guard, 1975–1996)

Europameister von 1987, Mitglied der FIBA Hall of Fame, Rekordnationalspieler mit 351 Einsätzen, erfolgreichster Korbjäger der griechischen Nationalmannschaft
- Michalis Kakiouzis (Forward, seit 1992)

Europameister von 2005, Vizeweltmeister von 2006, bei beiden Turnieren Kapitän der Mannschaft, U-19 Weltmeister
- Dimitrios Kokolakis (Center, 1969–1987)

mit zwölf gewonnenen Meisterschaften griechischer Rekordträger
- Angelos Koronios (Guard, 1986–2005)

führt bis heute die Statistiken der griechischen Meisterschaft bei Punkten an
- Theodoros Papaloukas (Guard, seit 1995)

Europameister von 2005, Vizeweltmeister von 2006
- Dimitris Papanikolaou (Forward, seit 1992)

Triple-Sieger 1997 und 2007
- Vasilios Spanoulis (Guard, seit 1994)

Europameister von 2005, Vizeweltmeister von 2006, EM-Dritter 2009, Triple-Sieger 2009
Damen:
- Sofia Kligopoulou, Rekordnationalspielerin mit 210 Einsätzen[25]
- Anastasia Kostaki, erste griechische WNBA-Akteurin
- Evanthia Maltsi, WNBA-Akteurin
  - Polimnia Saregou, mit 2.181 Punkten erfolgreichste Korbjägerin der griechischen Nationalmannschaft[26]

### Bedeutende griechische Trainer

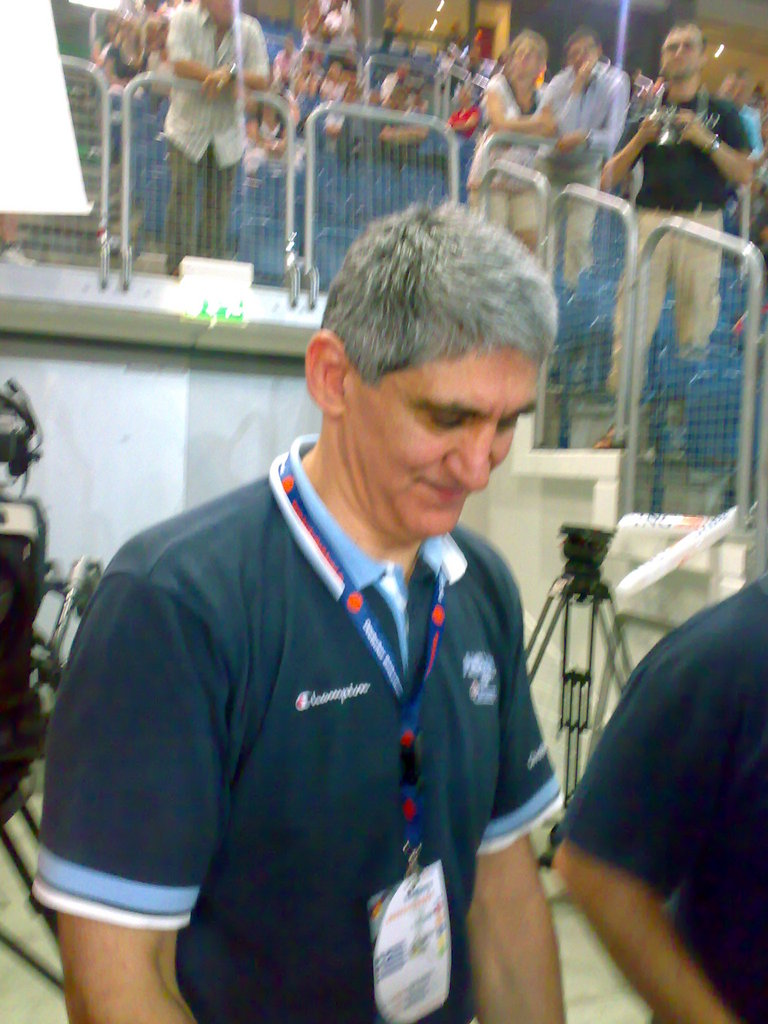
Panagiotis Giannakis

- Evangelos Alexandris: konnte als einziger Grieche zwei europäische Wettbewerbe gewinnen
- Georgios Bartzokas: Gewann als erster griechischer Trainer die EuroLeague
- Panagiotis Giannakis: Europameister von 2005, Vizeweltmeister von 2006
- Ioannis Ioannidis: mit 19 Titeln Rekordtträger in Griechenland
- Dimitrios Itoudis: Gewinner der EuroLeague
- Efthimios Kioumourtzoglou: Vizeeuropameister von 1989
- Anastasios Markopoulos: Mit über 500 als Trainer geleiteten Erstligaspielen Rekordträger der A1 Ethniki.[27]
- Konstantinos Politis: Europameister von 1987

### Bedeutende Legionäre

#### Spieler
Mit dem finanziellen Aufstieg der griechischen A1-Liga während der 1990er Jahre und dem fortan hohen Medieninteresse war das Verlangen bei den Zuschauern und Fans nach namhaften Spielern aus dem Ausland groß. Aufgrund der Ausländerbestimmungen der Liga und den damit begrenzten Plätzen für Legionäre wählten viele Vereine den Weg der Einbürgerung, um die Bestimmungen umgehen zu können. Betroffen waren davon vor allem Spieler aus dem ehemaligen Jugoslawien (z. B. Peja Stojaković und Marko Jarić) sowie der Ex-UdSSR (z. B. Tiit Sokk, Olympiasieger von 1988). Mit der Bosman-Entscheidung aus dem Jahr 1995 öffnete sich schließlich der griechische Markt, so dass bis heute bedeutende Spieler aus aller Welt in Griechenland aktiv sind.
Der herausragendste Spieler, der bislang in Griechenland gespielt hat, ist der US-Amerikaner und neunfache NBA All-Star Dominique Wilkins, der bis heute als der bedeutendste Transfer einer europäischen Mannschaft im Basketball angesehen wird. Wilkins, der zum elitären Kreis von zwölf Spielern gehört, die in ihrer Karriere mehr als 25.000 Punkte in der NBA erzielten und Mitglied der Hall of Fame ist, wechselte 1996 von den Boston Celtics zu Panathinaikos Athen. Der bedeutendste und erfolgreichste Legionär, der in Griechenland aktiv war, ist Michael Batiste. Zwischen 2003 und 2014 konnte er mit Panathinaikos Athen drei Mal die EuroLeague gewinnen. Zudem errang er neun Meisterschaften und sechs Pokalsiege was ihn zu einem der erfolgreichsten Spieler Europas machte. Ein ebenso bedeutender Akteur war der ebenfalls für Panathinaikos aktive dreifache NBA-Meister mit den Los Angeles Lakers Byron Scott. Weitere herausragende Spieler aus den Vereinigten Staaten sind Walter Berry, Antonio Davis, Tony Delk, Eddie Johnson, Mahmoud Abdul-Rauf, Roy Tarpley, Rolando Blackman, der vierfache NBA-Meister John Salley sowie der aktuelle Trainer der Milwaukee Bucks, Scott Skiles.

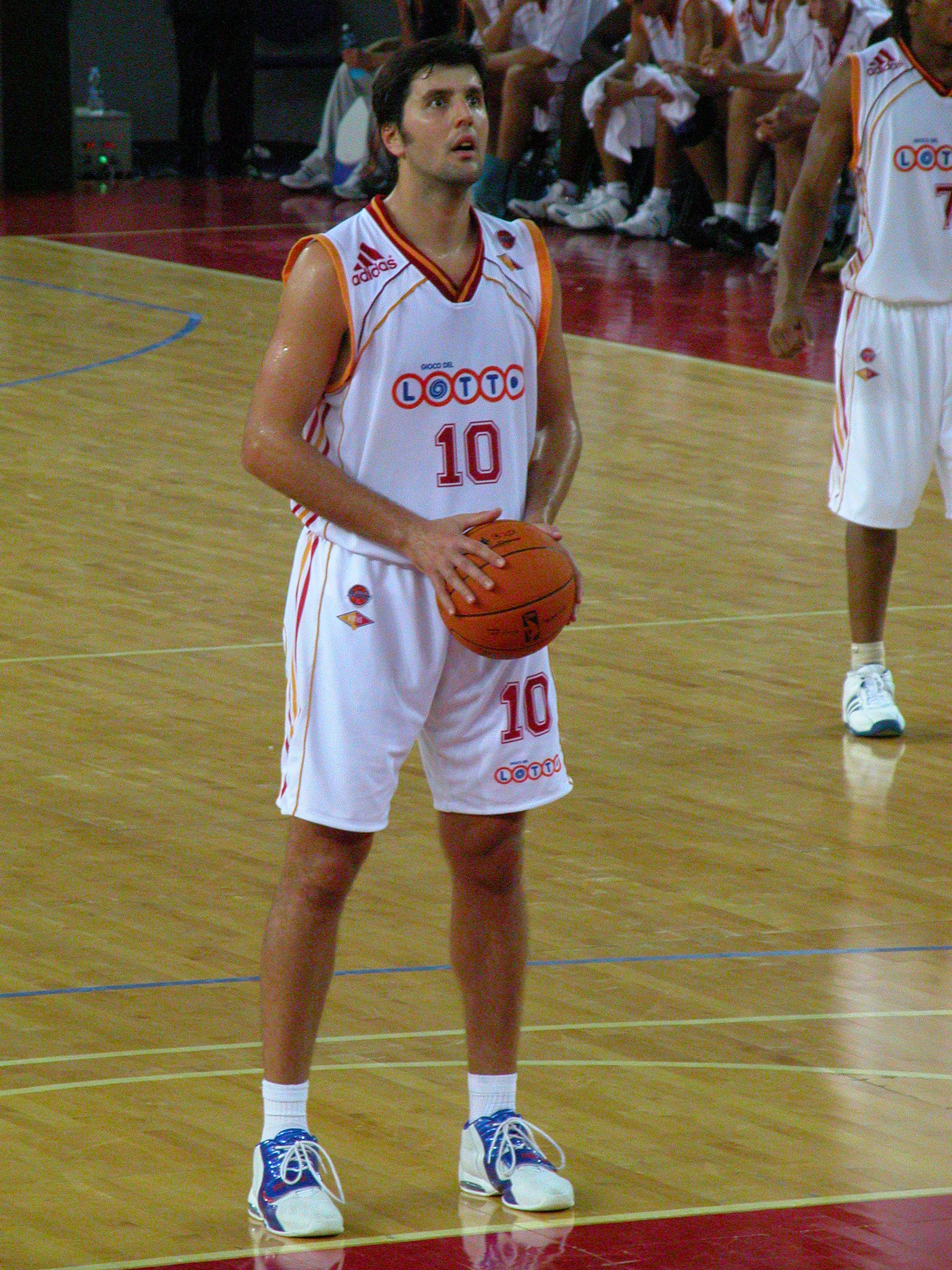
Dejan Bodiroga

Die wohl bedeutendsten europäischen Spieler in der Geschichte der A1-Liga sind der Serbe Dejan Bodiroga sowie der Kroate Dino Rađa. Der zweifache Welt- und dreifache Europameister Bodiroga spielte für vier Jahre bei Panathinaikos und konnte in diesem Zeitraum auch zwei Mal die Europaliga gewinnen. Obwohl er nie in der NBA spielte, galt er als einer der besten Spieler weltweit. Rađa spielte, nach vier Jahren in der NBA und zwei Europameistertiteln, für drei Saisons in Griechenland und streifte dabei als einer der wenigen Ausländer sowohl das Trikot von Panathinaikos als auch das von Erzrivale Olympiakos über. Ein weiterer bedeutender Spieler ist der mehrfache Welt- und Europameister Dejan Tomašević aus Serbien, der mit insgesamt 23 Titeln in seiner Karriere zu den erfolgreichsten Spielern der Welt gehört und 2007 mit Panathinaikos die EuroLeague gewinnen konnte. 

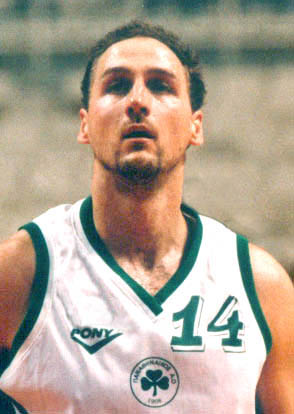
Dino Rađa

 Weitere wichtige Akteure aus dem ehemaligen Jugoslawien sind die Serben Žarko Paspalj, Željko Rebrača und Zoran Savić, die Kroaten Arijan Komazec, Stojko Vranković und Nikola Vujčić, die Slowenen Radoslav Nesterovič und Jurij Zdovc sowie der Montenegriner Predrag Drobnjak.
Herausragende Akteure sind auch die Litauer Šarūnas Jasikevičius, der mit einem Jahresgehalt von 4,2 Millionen Euro der bestbezahlte Basketballspieler Europas aller Zeiten ist, Artūras Karnišovas und Ramūnas Šiškauskas, der langjährige Kapitän der französischen Nationalmannschaft Jim Bilba, der englische NBA-Akteur John Amaechi sowie der Ukrainer Alexander Wolkow. Auch Spieler wie der Israeli Oded Katash, der türkische Starspieler İbrahim Kutluay oder auch J. R. Holden, der 2007 mit Russland Europameister wurde, standen in Griechenland zeitweise unter Vertrag.

#### Trainer

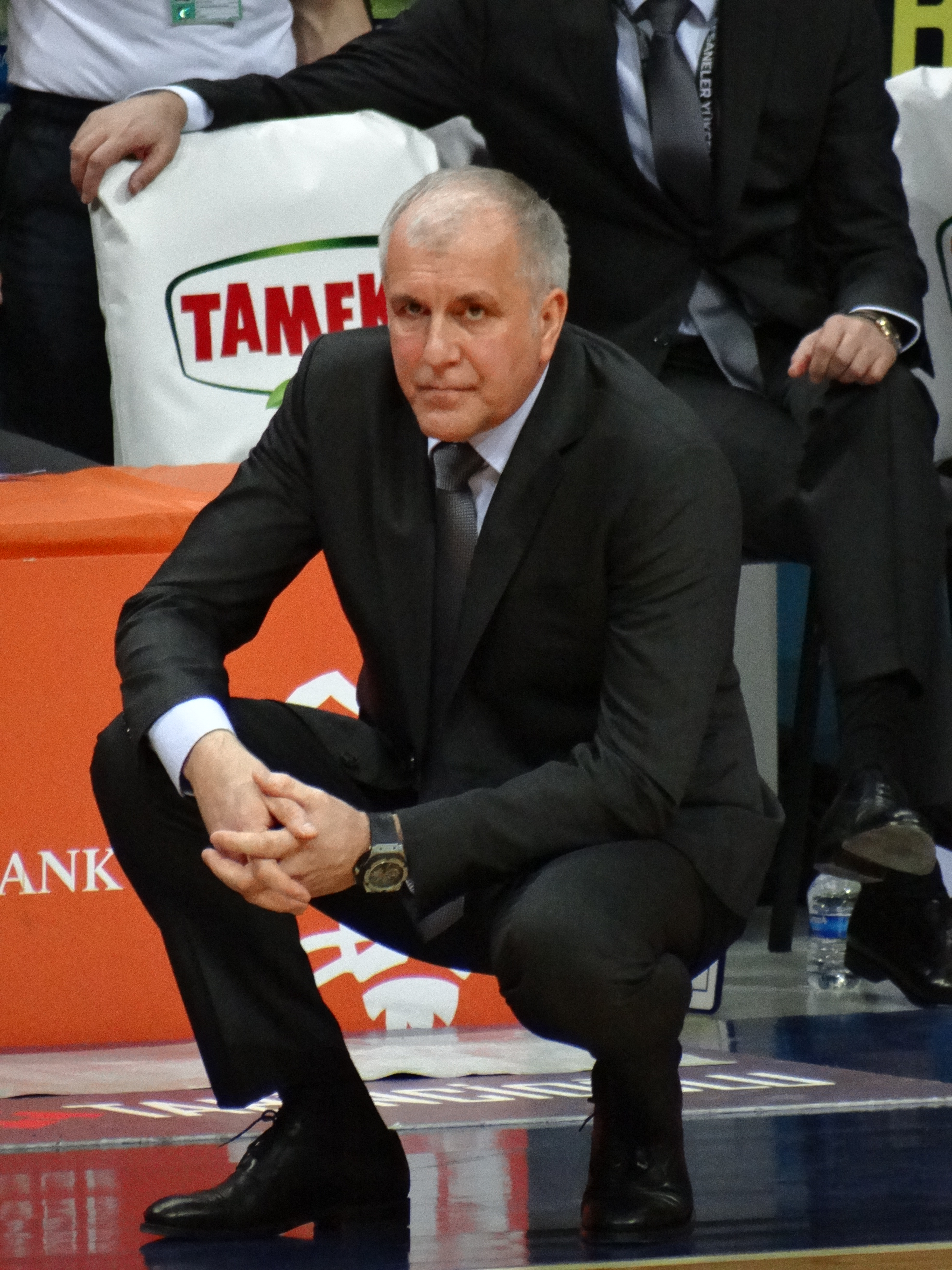
Željko Obradović

Neben einer langen Reihe von Star-Spielern sind in Griechenland seit den 1990ern auch viele bedeutende ausländische Trainer aktiv gewesen. Herausragendste Persönlichkeit ist dabei der Serbe Željko Obradović der zwischen 1999 und 2012 bei Panathinaikos Athen unter Vertrag stand. Seit 1991 ist der achtfache Sieger der Europaliga Trainer und gilt mit mittlerweile 32 Titeln als einer der besten und erfolgreichsten Chef-Trainer der europäischen Basketballgeschichte. 2008 wurde Obradović als einer der 50 bedeutendsten Akteure in der Geschichte der Europaliga ausgezeichnet. Ihm folgt mit insgesamt 19 gewonnenen Titeln Božidar Maljković, dem es 1996 als erstem gelang, mit einem griechischen Team die Europaliga zu gewinnen. Ein weiterer Trainer von großem internationalen Format ist der mehrfache Welt- und Europameister Dušan Ivković, der insgesamt für fünf verschiedene Mannschaften das Traineramt übernahm (Aris, PAOK, Panionios, Olympiakos, AEK) und fünf Mal einen europäischen Vereinswettbewerb gewinnen konnte. Weitere bedeutende Trainer sind der aktuelle NBA-Trainer Scott Skiles, Krešimir Ćosić, Zeljko Pavlicević, Dragan Šakota, Jonas Kazlauskas. David Blatt sowie Zvi Sherf. In Griechenland war auch der dreimalige Europaliga-Gewinner Pinhas Gershon aus Israel sowie der spanische Erfolgstrainer Xavier Pascual tätig. Mit Rick Pitino war zudem einer der erfolgreichsten Trainer des amerikanischen College-Basketballs und Mitglied der Naismith Memorial Basketball Hall of Fame in Griechenland aktiv.

### Deutschsprachige Akteure in Griechenland

#### Spieler

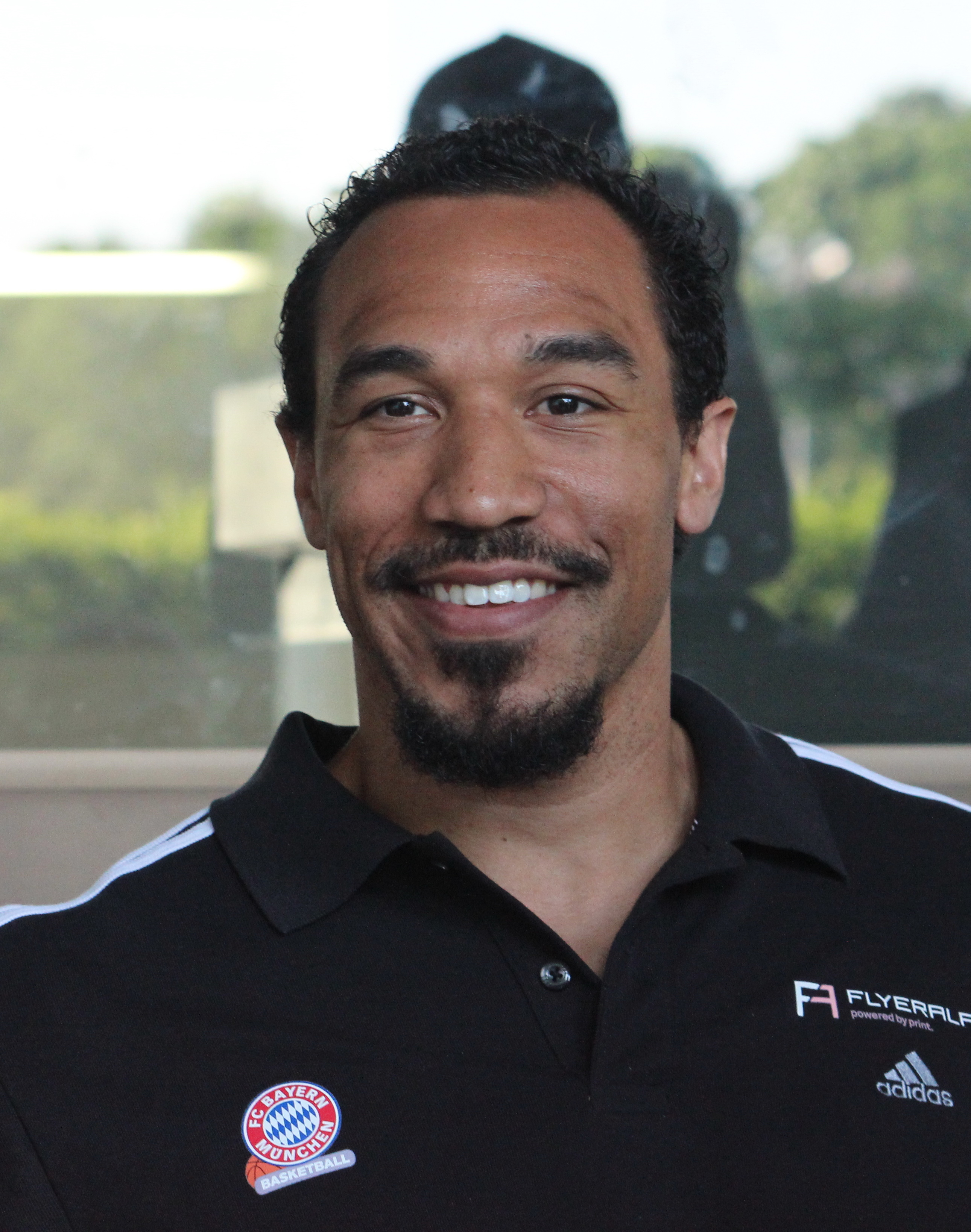
Demond Greene spielte in der Saison 2009/2010 für Olympia Larisa

In Griechenland haben bisher auch einige deutsche Basketballer gespielt. Der bedeutendste und erfolgreichste Akteur war dabei Michael Koch. Der Europameister von 1993 spielte zwischen 1996 und 2001 für Panathinaikos Athen und gewann mit seinem Verein, neben vier Meisterschaften, 2000 auch den Europapokal der Landesmeister. Weitere Stationen bei Marousi und Ionikos Neas Filadelfias ließen ihn für insgesamt sieben Jahre bis 2003 in Griechenland spielen.
Deutschlands Rekord-Nationalspieler Patrick Femerling hat bei Olympiakos gespielt und wechselte 2004 nach einem kurzen Gastspiel beim FC Barcelona zu Panathinaikos. Während insgesamt vier Saisons gewann er zweimal die Meisterschaft sowie dreimal den griechischen Vereinspokal.
Christian Welp wechselte 1996 von Bayer Leverkusen zu Olympiakos Piräus, wo er für eine Saison blieb. 1997 gewann er mit Piräus, neben der griechischen Meisterschaft und dem Pokal, den Europapokal der Landesmeister und wurde damit der bis heute einzige deutsche Basketballspieler, dem ein Triple gelang.
Weitere deutsche Spieler, die in Griechenland gespielt haben, sind:
| - Stephen Arigbabu (1998–2001, 2007–2010) - Stephan Baeck (1996–1997) - Vladimir Bogojevič (2004) - Keith Gray (1997–1998) - Demond Greene (2009–2010) - Guido Grünheid (2008–2009) - Sascha Hupmann (1998–2002) - Jan Jagla (2004) - Alexander Kühl (1998–2000, 2001–2002) - Sebastian Machowski (2000–2001) | - Robert Maras (2007) - Tim Nees (2000–2001) - Misan Nikagbatse (2001–2002) - Joshua Obiesie (2024–2025) - Hartmut Ortmann (1997–1999) - Marko Pesic (1999–2000) - Sven Schultze (2008–2009) - Julian Sensley (2008–2009, 2010–2011) - Emma Stach (2021–2022, 2023) - Kirsten Zöllner (2006–2007) |

#### Trainer

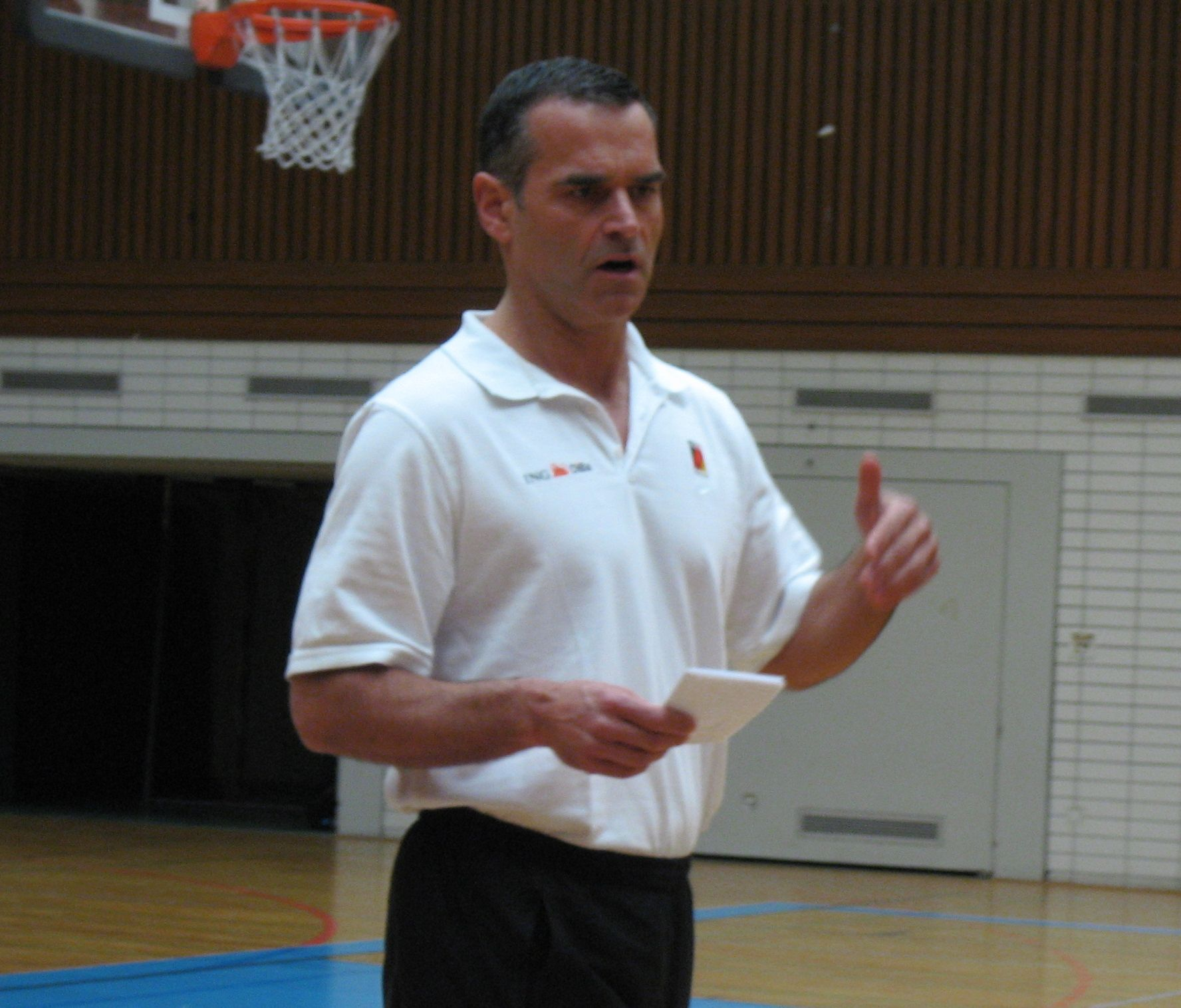
Dirk Bauermann

Als einziger deutschsprachiger Trainer war bisher Deutschlands Nationaltrainer Dirk Bauermann in Griechenland aktiv. In der Saison 1999/2000 trainierte er den Verein Apollon Patras. 2001 stand er für kurze Zeit bei Dafni Athen unter Vertrag.

### Erfolgreichste Spieler

#### Meisterschaften
Mit zwölf gewonnenen griechischen Meisterschaften ist Dimitrios Kokolakis der bisher erfolgreichste Akteur. Bemerkenswert ist die Tatsache, dass zehn der elf erfolgreichsten Spieler in ihrer Karriere für Panathinaikos Athen aktiv waren. Mit Michael Batiste ist lediglich ein Legionär unter den erfolgreichsten Spielern. Spieler im Fettdruck sind derzeit in Griechenland aktiv.
| Platz | Spieler                 | Zeitraum  | Titel |
| ----- | ----------------------- | --------- | ----- |
| 1     | Dimitrios Kokolakis     | 1969–1988 | 12    |
| 2     | Fragiskos Alvertis      | 1990–2009 | 11    |
| –     | Panagiotis Koroneos     | 1968–1990 | 11    |
| 4     | Konstantinos Tsartsaris | 1997–2013 | 10    |
| –     | Antonios Fotsis         | 1996–     | 10    |
| 5     | Nikolaos Filippou       | 1982–1994 | 09    |
| –     | Apostolos Kontos        | 000?–1987 | 09    |
| –     | Michael Batiste         | 2000–2014 | 09    |
| –     | Dimitrios Diamantidis   | 1999–2016 | 09    |
| 10    | Nikos Galis             | 1979–1994 | 08    |
| –     | Giorgos Kalaitzis       | 1994–2014 | 08    |
| –     | Michalis Romanidis      | 1982–1994 | 08    |
| –     | Georgios Doxakis        | 1981–1993 | 08    |
| –     | Antonios Christeas      | 1955–1970 | 08    |

#### Gesamttitel
Berücksichtigt wurden auf Vereinsebene alle nationalen Titel sowie Erfolge in den Europapokalwettbewerben. Auf Nationalmannschaftsebene wurden nur solche Turniere berücksichtigt, die unter der Schirmherrschaft der FIBA ausgetragen werden. Spieler im Fettdruck sind derzeit aktiv.
| Platz | Spieler                 | Titel |
| ----- | ----------------------- | ----- |
| 1     | Fragiskos Alvertis      | 25    |
| 2     | Konstantinos Tsartsaris | 24    |
| –     | Dimitrios Diamantidis   | 24    |
| –     | Kostas Sloukas          | 24    |
| –     | Nikolaos Zisis          | 24    |
| 6     | Antonios Fotsis         | 23    |
| 7     | Theodoros Papaloukas    | 21    |
| 8     | Panagiotis Giannakis    | 19    |
| 9     | Dimitrios Kokolakis     | 18    |
| –     | Vasilios Spanoulis      | 18    |

### Griechische Mitglieder der FIBA Hall of Fame
Die FIBA Hall of Fame ist die Ruhmeshalle des Basketballweltverbandes FIBA. In sie werden seit 2007 die herausragendsten Spieler, Trainer, Schiedsrichter und Förderer aufgenommen, wobei in erster Linie die Leistung bei FIBA-Turniern gewertet wird. Bisher wurden folgende Griechen aufgenommen:
- Nikos Galis (Spieler, seit 2007)
- Konstantinos Dimou (Schiedsrichter, seit 2010)
- Costas Rigas (Schiedsrichter, seit 2013)
- Panagiotis Fasoulas (Spieler, seit 2016)
- Panagiotis Giannakis (Spieler, seit 2021)

## Griechische Akteure im Ausland
Aufgrund der Tatsache, dass Griechenland stets zu den finanzstärksten Ligen gehörte, hatten die Vereine keine Probleme, die bedeutendsten griechischen Spieler innerhalb der eigenen Liga zu halten. Bis Ende der 1990er-Jahre spielten somit praktisch alle Nationalspieler in der heimischen A1 Ethniki. Erst mit dem finanziellen Aufstieg der russischen sowie der spanischen Liga und dem Wechsel einzelner Spieler in die NBA sollte sich diese Situation Anfang der 2000er-Jahre ändern. Spielten beim ersten Europameisterschaftstitel 1987 noch alle zwölf Akteure in Griechenland, sollten es beim Titelgewinn von 2005 nur noch sieben Spieler sein, die bei heimischen Vereinen unter Vertrag standen.
Zwischen 2005 und 2011 zeichnete sich eine Kehrtwende ab. Infolge des harten Konkurrenzkampfes zwischen Panathinaikos und Olympiakos, die sich um die Verpflichtung jedes freien Nationalspielers bemühen, kehren die stärksten Spieler in die eigene Liga zurück. So spielten in diesem Zeitraum nur noch relativ wenige Griechen in ausländischen Ligen und gehörten dabei in der Regel nicht zu den stärksten Spielern Griechenlands. In der Nationalmannschaft spielte mit Nikolaos Zisis nur noch ein Spieler, der im Ausland sein Geld verdiente.
2011 erreichte die griechische Finanzkrise mit einem Jahr Verspätung auch den griechischen Basketball. Die beiden Spitzenvereine Panathinaikos und Olympiakos reduzierten ihre Etats massiv, so dass neben einigen bedeutenden Legionären auch griechische Spieler, darunter auch Nationalspieler wie Bourousis oder Fotsis, die A1 Ethniki wieder verließen.

### Griechische Spieler in Europa
Zu den ersten griechischen Akteuren die im Ausland spielen sollten, gehörten in den 1950er Jahren die Spieler Faidon Matthaiou, Kostas Mourouzis und Mimis Stefanidis.
Der im europäischen Ausland erfolgreichste griechische Spieler ist Theodoros Papaloukas. Zwischen 2002 und 2008 spielte der Europameister von 2005 bei ZSKA Moskau und gewann in diesem Zeitraum neben sechs russischen Meisterschaftstiteln und drei Pokalsiegen zwei Mal die EuroLeague. In der Saison 2011/12 stand er bei Maccabi Tel Aviv unter Vertrag und konnte dort das israelische Double sowie die Meisterschaft in der ABA gewinnen.
Antonios Fotsis wechselte nach einem kurzen Zwischenspiel in der NBA gleich mehrmals ins Ausland (2001–2002, 2003–2008, 2011–2013). Mit Real Madrid, Dynamo Moskau und Armani Jeans Milano konnte er eine Reihe von Titeln gewinnen, darunter u. a. der ULEB Cup 2006.
Ein weiterer bedeutender Akteur ist Nikolaos Zisis der seit 2005 durchgehend im Ausland aktiv ist und u. a. bei Vereinen wie Benetton Treviso, ZSKA Moskau sowie Montepaschi Siena unter Vertrag stand. Zisis gelang es mit jedem dieser Vereine das nationale Double zu gewinnen und kann mit Moskau sogar den Gewinn der EuroLeague 2008 vorweisen.
Weitere bedeutende griechische Spieler, die in der Vergangenheit über einen längeren Zeitraum im europäischen Ausland spielten oder dort immer noch spielen, sind:
- Ioannis Bourousis (2006, 2011–2016)
- Dimosthenis Dikoudis (2003–2006, 2008)
- Michalis Kakiouzis (2002–2009, 2010–2013)
- Lazaros Papadopoulos (2004–2009, 2011, 2014)
- Efthimios Rentzias (1997–2002, 2003–2006)
- Sofoklis Schortsanitis (2003–2004, 2010–2012, 2013–2015)
- Efstratios Perperoglou (2014–2021)

Zu den bevorzugten Ligen gehören dabei die Superleague Russland (seit 2010 PBL), die Liga ACB (Spanien) sowie die Serie A (Italien).

### Griechische Spieler in der NBA

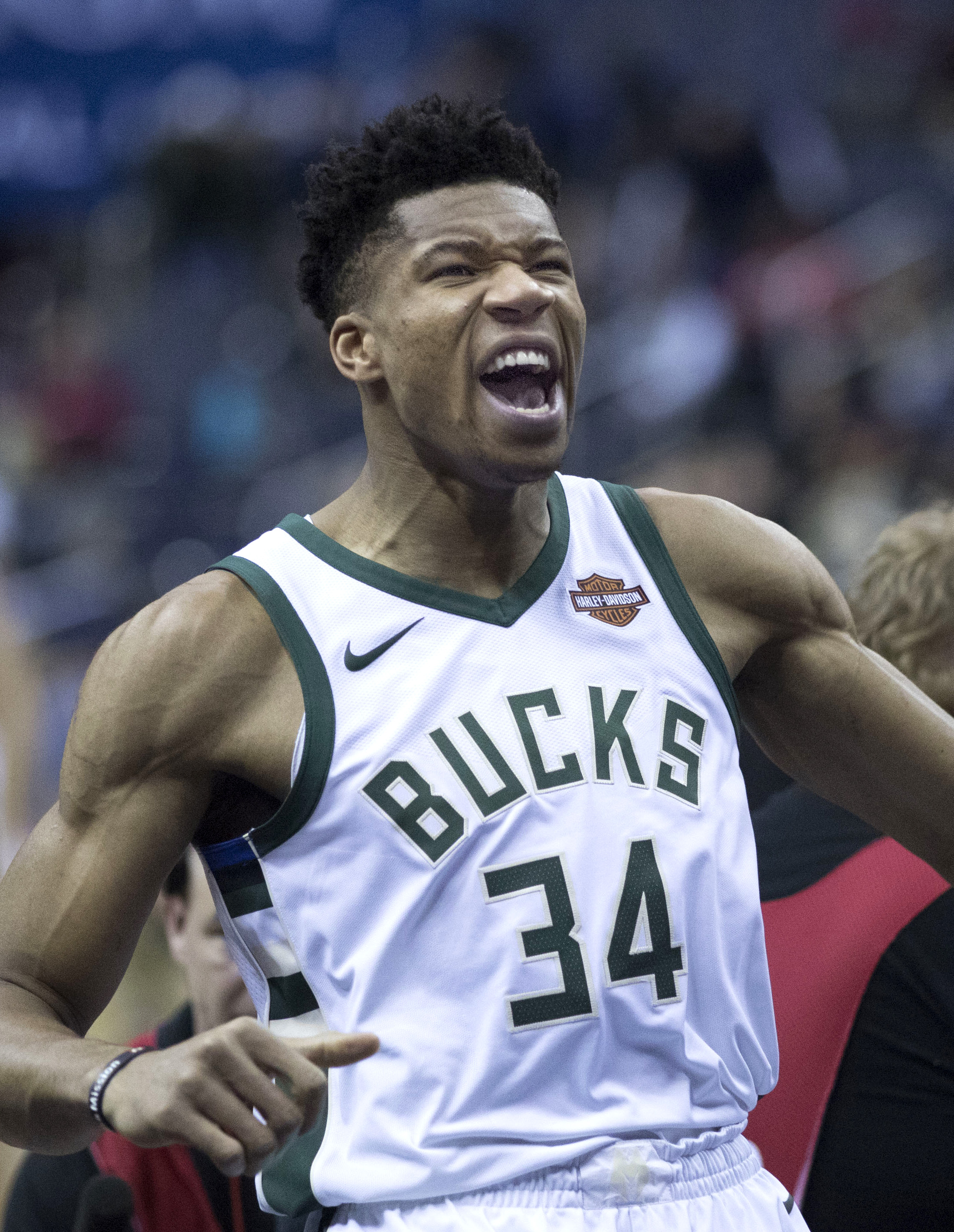
Giannis Antetokounmpo

Der wohl bekannteste griechische Basketballexport in die nordamerikanische Profiliga ist Giannis Antetokounmpo der seit 2013 bei den Milwaukee Bucks unter Vertrag steht. Die Bucks wählten den Griechen an 15. Stelle des NBA-Drafts 2013 aus. Der inzwischen mehrfache NBA All Star und zweifache Most Valuable Player (MVP) gilt als einer der besten Basketballspieler der Welt.
Der erste in Griechenland geborene Spieler mit Spielberechtigung für die griechische Nationalmannschaft, der den Sprung in die NBA schaffte, war Antonios Fotsis. Der 2001 an 48. Stelle der Drafts ausgewählte Spieler war eine Saison lang bei den Memphis Grizzlies aktiv. Ihm folgten noch weitere Spieler, die in der Regel aber nur für eine Saison in der nordamerikanischen Profiliga blieben. Eine Ausnahme bildete Iakovos Tsakalidis, der von 2002 bis 2007 in der NBA spielte.
Auch wenn der griechische Basketball in Europa als sehr erfolgreich gilt und regelmäßig neue Talente herausbringt, gelang es außer Giannis Antetokounmpo keinem weiteren griechischen Spieler, sich dauerhaft in der NBA zu etablieren. Vasilios Spanoulis wechselte 2006 zu den Houston Rockets, verließ jedoch nach einer für beide Seiten enttäuschenden Saison die NBA. Weitere Topstars wie Dimitrios Diamantidis oder Theodoros Papaloukas wechselten erst gar nicht in die nordamerikanische Profiliga.
In der Saison 2025/2026 spielt mit Giannis lediglich ein Grieche in der NBA. Mit Tristan Vukčević gibt es einen weiteren Spieler der im Besitz der griechischen Staatsangehörigkeit ist.
| Name                      | Verein                                                                             | Zeitraum                                          |
| ------------------------- | ---------------------------------------------------------------------------------- | ------------------------------------------------- |
| Giannis Antetokounmpo     | Milwaukee Bucks                                                                    | 2013–                                             |
| Thanasis Antetokounmpo    | New York Knicks Milwaukee Bucks                                                    | 2014–2016 2019–2024                               |
| Kostas Antetokounmpo      | Dallas Mavericks Los Angeles Lakers Chicago Bulls                                  | 2018–2019 2019–2021 2022                          |
| Nick Calathes             | Memphis Grizzlies                                                                  | 2013–2015                                         |
| Tyler Dorsey              | Atlanta Hawks Memphis Grizzlies Dallas Mavericks                                   | 2017–2019 2019 2022–                              |
| Antonios Fotsis           | Memphis Grizzlies                                                                  | 2001–2002                                         |
| Iakovos Tsakalidis        | Phoenix Suns Memphis Grizzlies Houston Rockets                                     | 2002–2003 2003–2007 2007                          |
| Efthimios Rentzias        | Philadelphia 76ers                                                                 | 2002–2003                                         |
| Andreas Glyniadakis       | Seattle SuperSonics                                                                | 2006–2007                                         |
| Vasilios Spanoulis        | Houston Rockets                                                                    | 2006–2007                                         |
| Kostas Koufos             | Utah Jazz Minnesota Timberwolves Denver Nuggets Memphis Grizzlies Sacramento Kings | 2008–2010 2010–2011 2011–2013 2013–2015 2015–2019 |
| Konstantinos Papanikolaou | Houston Rockets Denver Nuggets                                                     | 2014–2015 2015–2016                               |
| Georgios Papagiannis      | Sacramento Kings Portland Trail Blazers                                            | 2016–2018 2018                                    |
| Naz Mitrou-Long           | Utah Jazz Indiana Pacers                                                           | 2017–2019 2019–2020                               |

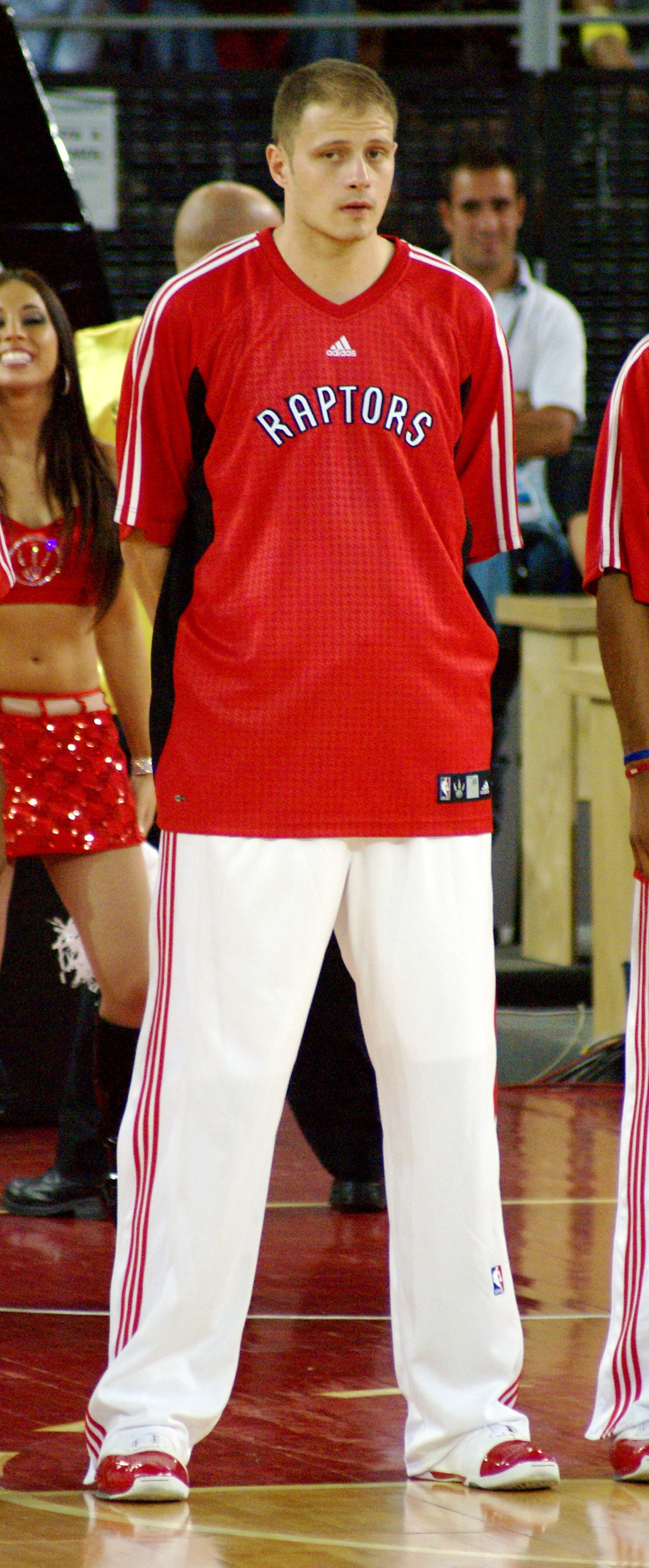
Radoslav Nesterovič

Zusätzlich schafften auch sechs Spieler den Sprung in die NBA, welche als zweite Staatsangehörigkeit den griechischen Pass haben. Der erfolgreichste von ihnen ist Peja Stojaković, der auch in Griechenland seinen Grundwehrdienst leistete und 2011 mit den Dallas Mavericks als erster Grieche eine NBA-Meisterschaft gewinnen konnte.
| Name                             | Verein                                                                                  | Zeitraum                                          |
| -------------------------------- | --------------------------------------------------------------------------------------- | ------------------------------------------------- |
| Kirgiakos Rampidis (Kurt Rambis) | Los Angeles Lakers Charlotte Hornets Phoenix Suns Sacramento Kings Los Angeles Lakers   | 1980–1988 1988–1989 1989–1992 1992–1993 1993–1995 |
| Sergei Basarewitsch              | Atlanta Hawks                                                                           | 1994                                              |
| Peja Stojaković                  | Sacramento Kings Indiana Pacers New Orleans Hornets Toronto Raptors Dallas Mavericks    | 1998–2005 2005–2006 2006–2010 2010–2011 2011      |
| Radoslav Nesterovič              | Minnesota Timberwolves San Antonio Spurs Toronto Raptors Indiana Pacers Toronto Raptors | 1999–2003 2003–2006 2006–2008 2008–2009 2009–2010 |
| Dragan Tarlać                    | Chicago Bulls                                                                           | 2000–2001                                         |
| Marko Jarić                      | Los Angeles Clippers Minnesota Timberwolves Memphis Grizzlies                           | 2002–2005 2005–2008 2008–2009                     |
| Tristan Vukčević                 | Washington Wizards                                                                      | 2024–                                             |

#### NBA-Drafts

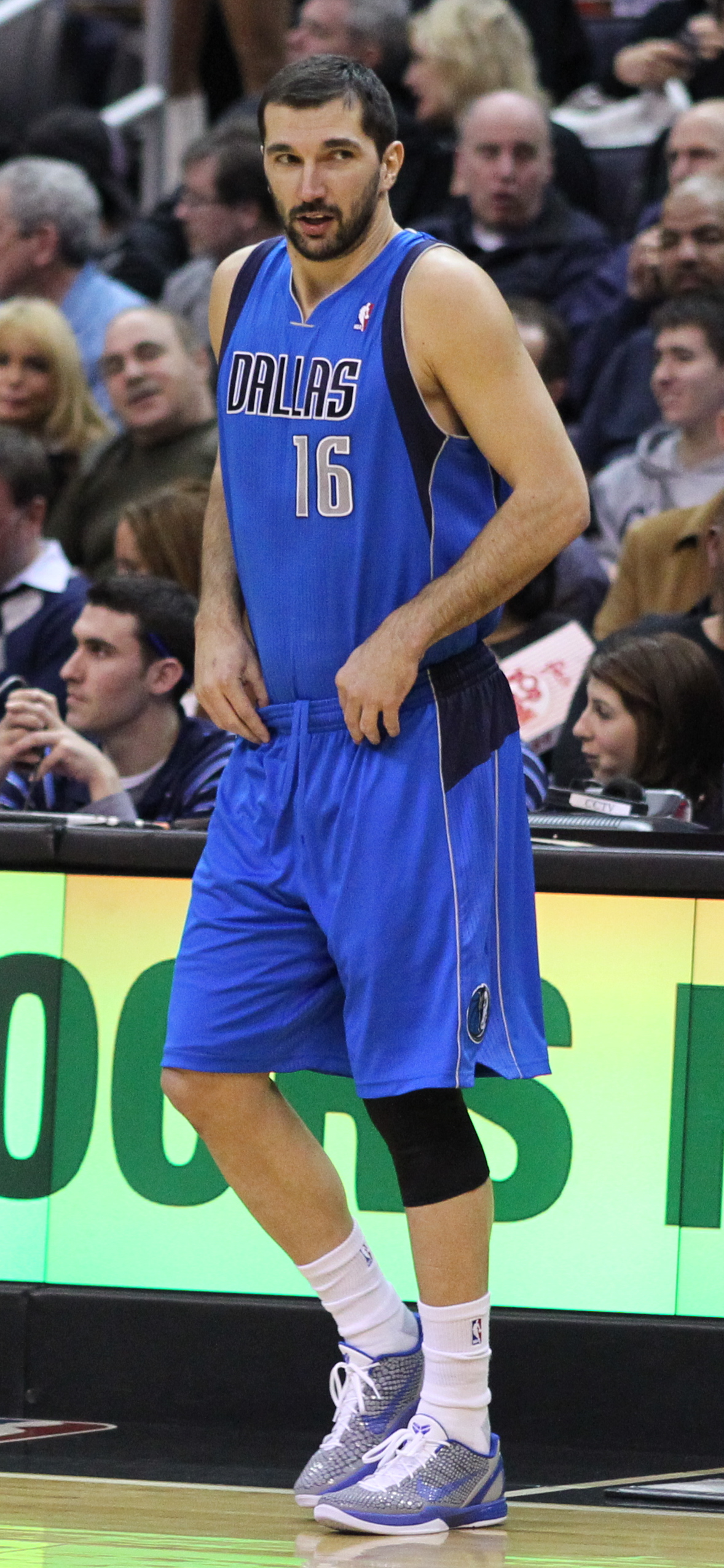
Peja Stojaković

Bisher wurden 31 Spieler in den NBA-Drafts ausgewählt, die im Besitz der griechischen Staatsangehörigkeit sind. Den bisher niedrigsten Pick stellt Georgios Papagiannis, der im Draft von 2016 an dreizehnter Stelle von den Phoenix Suns gepickt wurde.
| Pick | Name                             | Verein                 | Jahr |
| ---- | -------------------------------- | ---------------------- | ---- |
| 13   | Georgios Papagiannis             | Phoenix Suns           | 2016 |
| 14   | Peja Stojaković                  | Sacramento Kings       | 1996 |
| 15   | Giannis Antetokounmpo            | Milwaukee Bucks        | 2013 |
| 17   | Radoslav Nesterovič              | Minnesota Timberwolves | 1998 |
| 23   | Efthimios Rentzias               | Denver Nuggets         | 1996 |
| 23   | Kostas Koufos                    | Utah Jazz              | 2008 |
| 24   | Lou Tsioropoulos                 | Boston Celtics         | 1953 |
| 25   | Iakovos Tsakalidis               | Phoenix Suns           | 2000 |
| 30   | Marko Jarić                      | Los Angeles Clippers   | 2000 |
| 31   | Dragan Tarlać                    | Chicago Bulls          | 1995 |
| 34   | Sofoklis Schortsanitis           | Los Angeles Clippers   | 2003 |
| 37   | Panagiotis Fasoulas              | Portland Trail Blazers | 1986 |
| 41   | Tyler Dorsey                     | Atlanta Hawks          | 2017 |
| 42   | Tristan Vukčević                 | Washington Wizards     | 2023 |
| 45   | Nick Calathes                    | Minnesota Timberwolves | 2009 |
| 48   | Kirgiakos Rampidis (Kurt Rambis) | New York Knicks        | 1980 |
| 48   | Antonios Fotsis                  | Memphis Grizzlies      | 2001 |
| 48   | Konstantinos Papanikolaou        | New York Knicks        | 2012 |
| 50   | Vasilios Spanoulis               | Houston Rockets        | 2004 |
| 51   | Thanasis Antetokounmpo           | New York Knicks        | 2014 |
| 57   | Loukas Mavrokefalidis            | Minnesota Timberwolves | 2006 |
| 57   | Aleksandar Vezenkov              | Brooklyn Nets          | 2017 |
| 58   | Georgios Printezis               | Toronto Raptors        | 2007 |
| 58   | Andreas Glyniadakis              | Detroit Pistons        | 2003 |
| 59   | Dimitrios Agravanis              | Atlanta Hawks          | 2015 |
| 60   | Kostas Antetokounmpo             | Philadelphia 76ers     | 2018 |
| 60   | Georgios Kalaitzakis             | Indiana Pacers         | 2021 |
| 68   | Nikos Galis                      | Boston Celtics         | 1979 |
| 72   | David Stergakos                  | Boston Celtics         | 1978 |
| 90   | Theofanis Christodoulou          | Atlanta Hawks          | 1987 |
| 95   | Dave Caligaris                   | Detroit Pistons        | 1978 |
| 205  | Panagiotis Giannakis             | Boston Celtics         | 1982 |

### Griechische Spieler im deutschsprachigen Raum
Die bedeutendsten griechischen Spieler, die bisher in Deutschland aktiv waren, sind die Nationalspieler und Euroleague-Sieger Ian Vougioukas und Nikolaos Zisis. Zuvor war mit Ioannis Kalampokis lediglich ein Grieche im deutschsprachigen Raum aktiv, der für seine Nationalmannschaft spielte oder zu den herausragenden Akteuren Griechenlands gehörte. Zu den wenigen Spielern, die darüber hinaus in Deutschland unter Vertrag standen, gehören unter anderem die weniger bekannten Sotiris Gioulekas oder Loukas Lazoukits.
Der bekannteste in der Schweiz aktive Grieche ist Andreas Glyniadakis. Der Center spielte 2015 bei Lions de Genève.

### Griechische Trainer im deutschsprachigen Raum
Der bedeutendste griechische Trainer, der im deutschsprachigen Raum aktiv war, ist Konstantinos Flevarakis. Flevarakis, der zuvor bereits unter anderem bei den griechischen Traditionsvereinen AEK sowie PAOK unter Vertrag stand, trainierte von Mai 2012 bis zum Saisonende 2012/2013 den BBL-Verein Phantoms Braunschweig.
Mit Yannis Christopoulos stand ein weiterer griechischer Trainer in Diensten eines Bundesligavereins. Zunächst wirkte er als Assistenz- und folgend als Interimstrainer beim Basketballklub des FC Bayern München. In Österreich betreut Chris Chougaz, ein ehemaliger Spieler der deutschen und der österreichischen Bundesliga, seit der Saison 2015/16 die Oberwart Gunners in der Admiral Basketball Bundesliga.
Seit 2014 steht Ilias Kantzouris bei den Brose Baskets als Co-Trainer unter Vertrag.

## Basketball in den griechischen Medien
In den griechischen Massenmedien ist Basketball so gut wie kaum eine andere Sportart vertreten. Täglich erscheinen landesweit 14 Sportzeitungen (Stand: Februar 2013), in denen auf mehreren Seiten über das aktuelle Geschehen berichtet wird. Auch wenn der große Schwerpunkt stets auf der griechischen Meisterschaft liegt, wird auch über die Amateurligen, die nordamerikanische NBA oder andere führende europäische Meisterschaften berichtet.
Im Fernsehen wird eine Großzahl an Meisterschaftsspiele vom privaten Pay-TV-Sender Nova übertragen. Die Spiele der EuroLeague werden von Nova und NERIT ausgestrahlt.

Liveübertragungen der Meisterschafts- oder Europacupspiele werden auch von der Vielzahl an Sport-Radiosendern angeboten.

## Herausragende Derbys

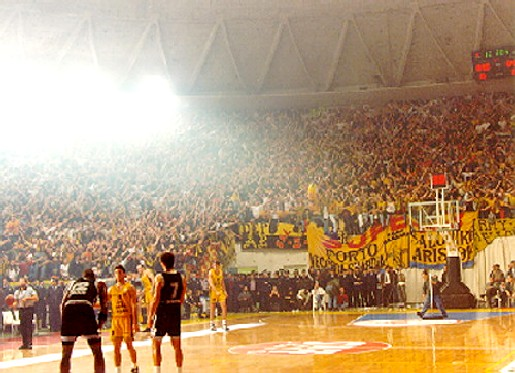
Derby zwischen Aris und PAOK

Im griechischen Basketball gibt es eine Reihe von Derbys, die bei den Zuschauern große Emotionen wecken oder sogar über die Landesgrenzen hinaus bekannt sind. In der Regel gründen diese Spannungen auf der geographischen Nähe zueinander und den großen Fangemeinschaften, die bei diesen Begegnungen aufeinander treffen. Auch die sozialen Spannungen zwischen den finanzstärkeren Hauptstadtvereinen aus Athen und den sportlich ins Hintertreffen geratenen Vertretern aus dem nordgriechischen Thessaloniki kommen bei solchen Spielen zum Ausdruck. Aus Sicherheitsgründen dürfen so bei Begegnungen zwischen diesen Vereinen keine Gästefans anwesend sein, kommt es doch immer wieder im Umfeld dieser Aufeinandertreffen zu Ausschreitungen.
Das herausragendste Derby im griechischen Basketball sind die Begegnungen zwischen Panathinaikos Athen und Olympiakos Piräus. Die beiden Vereine, die über die größten Fangemeinschaften in Griechenland verfügen, treffen regelmäßig in den verschiedensten Sportarten aufeinander und stellen die derzeit spiel- und finanzstärksten Vereine der A1-Liga dar. Während Panathinaikos seit jeher eine feste Größe in Griechenland darstellte, liegt Olympiakos ruhmreichste Zeit im Zeitraum zwischen 1993 und 1997, als man fünf Meisterschaften in Folge und 1997 sogar den Europapokal der Landesmeister holen konnte. In den letzten Jahren stehen die beiden Vereine regelmäßig in den Finalspielen um die nationale Meisterschaft sowie den Pokal. Bei Heimspielen von Panathinaikos in der Athener Olympiahalle werden in diesem Rahmen auch regelmäßig Saison-Zuschauerrekorde für den europäischen Basketball aufgestellt.
Ein weiteres herausragendes Derby ist das zwischen den beiden Vereine aus Thessaloniki, Aris und PAOK. Während der 1980er-Jahre und bis zum Wiedererstarken der Athener Vereine Anfang der 1990er-Jahre war dies sogar das bedeutendste des Landes. Während Aris in dieser Zeit mit seinem Traumduo Galis und Giannakis die griechische Liga dominierte und auch in Europa für Aufsehen sorgte, konnte in der heimischen Liga nur PAOK Paroli bieten. Obwohl die beiden Vereine in diesem Zeitraum regelmäßig die Finalkandidaten um Meisterschaft und Pokal stellten, konnte PAOK nur wenige Titel erringen. Zusätzliche Brisanz barg die Tatsache, dass sich beide Vereine mit dem Alexandrio Melathro bis zum Jahr 2000 die gleiche Heimstätte teilen mussten.
Weitere wichtige Derbys sind PAOK gegen Panathinaikos oder Olympiakos sowie Aris gegen Panathinaikos.